# الخط الزمني للحرب الفلسطينية الإسرائيلية (18 مارس 2025 – 15 مايو 2025)
في 18 مارس 2025، استأنفت إسرائيل الحرب على قطاع غزة بعد فترة من الهدوء النسبي، حيث شنت القوات الإسرائيلية غارات جوية مكثفة على مناطق متعددة داخل القطاع. وأسفرت هذه الغارات عن مقتل أكثر من 404 فلسطيني معظمهم أطفال ونساء في ذلك اليوم. فيما لا تزال الهجمات مستمرة حتى اليوم، في إطار حرب الإبادة التي تشنها إسرائيل على القطاع.

## مارس

### 18 مارس
- قالت إسرائيل إنها تنفذ «ضربات واسعة» على أهداف تابعة لحماس والجهاد الإسلامي في جميع أنحاء غزة، بما في ذلك مجموعات من المسلحين، ومواقع إطلاق الصواريخ، والأسلحة، والبنية التحتية العسكرية الأخرى.[1][2][3] قُتل أكثر من 404 أشخاص، من بينهم 263 امرأة وطفلًا، وفقًا لوزارة الصحة في غزة.[2][4] أصابت إحدى الضربات منزلاً في رفح، ما أسفر عن مقتل 17 فردًا من عائلة واحدة، بينهم ما لا يقل عن 12 امرأة وطفلًا.[2] كما أصابت ضربة أخرى مبنى سكنيًا في مدينة غزة، مما أدى إلى مقتل 27 فردًا من عائلة واحدة، بينهم نساء وأطفال.[2][5][6] قُتل ستة مسؤولين من حكومة حماس خلال الضربات الإسرائيلية الليلية على غزة.[2][7] وأُفيد بأن أبو حمزة، المتحدث باسم الجهاد الإسلامي، قُتل أيضًا، فيما أسفرت ضربة جوية أخرى في خان يونس عن مقتل أحد القادة البارزين في الجهاد الإسلامي.[8][9]
- أفادت وسائل إعلام إسرائيلية بأن يسرائيل كاتس أمر بإغلاق معبر رفح أمام المرضى في غزة.[10]
- أمر الجيش الإسرائيلي سكان غزة بإخلاء المناطق الواقعة على أطراف القطاع، بما في ذلك بيت حانون، وخزاعة، وعبسان الكبيرة، إلى «ملاجئ معروفة» في غرب مدينة غزة وخان يونس.[11]
- تعهّد الحوثيون بالتصعيد ردًا على الهجمات الإسرائيلية في غزة.[12] لاحقًا، أفاد الجيش الاسرائيلي بأن نظام الدفاع الجوي آرو أسقط صاروخ باليستي أطلقه الحوثيون فوق السعودية. وقال الحوثيون إنهم استهدفوا قاعدة نفاطيم الجوية باستخدام صاروخ باليستي من طراز فلسطين-2.[13][14]
- قالت الشرطة الإسرائيلية إنها قتلت مسلحًا فلسطينيًا، وأصابت أربعة آخرين، واعتقلت اثنين من المطلوبين خلال عملية اعتقال في قلقيلية بعد أن أطلقوا النار.[15]
- أفاد الجيش الإسرائيلي بأنه اعتقل ثلاثة مشتبه بهم وصادر أسلحة خلال عمليته في نابلس.[16]
- أفادت وكالة سبأ للأنباء والمسيرة التابعتان للحوثيين بوقوع ضربة أمريكية في صعدة، فيما ذكرت وكالة فرانس برس أن ثلاث ضربات استهدفت المدينة ذاتها.[17]
- أعلنت القوة اليهودية، حزب الوزير الإسرائيلي اليميني المتطرف السابق للأمن القومي إيتمار بن غفير، عودته إلى حكومة بنيامين نتنياهو بعد استئناف إسرائيل ضرباتها في غزة.[18]

### 19 مارس
- أفادت وزارة الصحة في غزة بأن 436 شخصًا قُتلوا في الهجمات الإسرائيلية منذ 18 مارس، ليرتفع العدد الإجمالي للقتلى الفلسطينيين في غزة إلى 49,547.[19]
- ذكرت الجزيرة أن امرأة وطفلها قُتلا وأُصيب عدد آخر بجروح جراء غارة جوية إسرائيلية استهدفت خيمة غربي خان يونس.[20]
- أفادت وسائل إعلام حوثية بوقوع ما لا يقل عن 10 ضربات أمريكية في اليمن، شملت مناطق في صعدة والحديدة.[21]
- أعلنت جماعة الحوثيين أنها استهدفت حاملة الطائرات الأمريكية يو إس إس هاري ترومان وسفنًا أخرى ضمن مجموعتها القتالية بعدد من صواريخ كروز والطائرات المسيّرة، كما ادّعت أنها أحبطت هجومًا أمريكيًا كان مخططًا له في اليمن.[22]
- ذكرت وكالة وفا أن مستوطنين إسرائيليين قاموا بتخريب محاصيل زراعية في قرية بـمسافر يطا عبر إطلاق مواشيهم في الأراضي الزراعية.[23]
- أفادت وفا بأن فلسطينيًا قُتل خلال مداهمة نفذتها القوات الخاصة الإسرائيلية في مخيم العين بمدينة نابلس، كما أُصيب ثلاثة فلسطينيين آخرين خلال اشتباكات مع القوات الإسرائيلية التي اعتقلت عدة أشخاص.[24][25]
- صرّح سلاح الجو الإسرائيلي أن غاراته الليلية استهدفت نحو 20 موقعًا، من بينها موقع عسكري لحركة حماس في شمال غزة، حيث كان يُحضر لإطلاق قذائف باتجاه الأراضي الإسرائيلية، كما أعلن الجيش الإسرائيلي أن البحرية الإسرائيلية استهدفت عدة قوارب تابعة لحماس والجهاد الإسلامي بزعم استخدامها لأغراض عسكرية على الساحل الغزي.[26][27]
- جدد الجيش الإسرائيلي أوامر الإخلاء لسكان بيت حانون وخزاعة وعبسان الكبيرة وعبسان الجديدة، مطالبًا إياهم بالانتقال إلى الملاجئ في غرب مدينة غزة أو خان يونس.[28]
- أفادت الجزيرة بأن قصفًا مدفعيًا إسرائيليًا استهدف عبسان الجديدة، ما أدى إلى إصابة عدد من المدنيين الفلسطينيين.[29]
- أعلنت وزارة الصحة في غزة أن قصفًا إسرائيليًا استهدف مقر الأمم المتحدة في دير البلح، ما أسفر عن مقتل موظف أجنبي وإصابة خمسة آخرين بجروح خطيرة. ونفى الجيش الإسرائيلي تنفيذه للهجوم، فيما أكدت الأمم المتحدة مقتل أحد موظفيها وإصابة آخرين، مشيرة إلى أن ملابسات الحادث لا تزال غير واضحة.[30][31][32] وأكدت وزارة الخارجية البلغارية أن القتيل كان مواطنًا بلغاريًا.[33] وأعلنت الأمم المتحدة عن فتح تحقيق في الحادث.[34]
- قال الدفاع المدني الفلسطيني إن أحد أفراده قُتل في غارة إسرائيلية على مدينة غزة.[35]
- أعلنت ماليزيا أنها ستقبل 15 أسيرًا فلسطينيًا مُرحّلًا.[36]
- قال الجيش الإسرائيلي إنه استهدف مقر القيادة الرئيسي لكتائب دارج التفاح التابعة لحماس في مدينة غزة خلال غارات ليلية.[37]
- أعلن الجيش الإسرائيلي وجهاز الأمن العام (شاباك) عن مقتل مسؤولَين في حماس بغزة خلال الـ24 ساعة الماضية.[38]
- قال الجيش الإسرائيلي إنه بدأ عمليات برية "دقيقة" في وسط وجنوب غزة بهدف توسيع المنطقة العازلة.[39]
- استهدفت ضربة إسرائيلية بطائرة مسيّرة مدينة أصداء غرب خان يونس، مما أدى إلى مقتل طفل يبلغ من العمر عامين.[40]
- أفادت قناة المسيرة بوقوع ضربات أمريكية في صنعاء وصعدة ومنطقة السوادية جنوب شرق صنعاء.[41][42]
- قال الجيش الإسرائيلي إن غاراته الجوية استهدفت مواقع تابعة لحماس والجهاد الإسلامي في غزة، بما في ذلك مركبة تقل عنصرين من الجهاد الإسلامي في جنوب القطاع، بالإضافة إلى عدة مسلحين آخرين، وبنية تحتية، ومواقع رصد.[43]
- قال مسعف في غزة لقناة الجزيرة إن غارة إسرائيلية استهدفت مركبة في رفح، ما أدى إلى مقتل ما لا يقل عن خمسة مدنيين.[44]
- أفادت وكالة الأنباء الفلسطينية (وفا) بأن أكثر من 80 عائلة فلسطينية نزحت من مخيم العين قرب نابلس بعد أن حولت القوات الإسرائيلية المباني هناك إلى ثكنات عسكرية.[45]
- ذكرت وكالة وفا أن فلسطينيَين، أحدهما مراهق يبلغ 16 عامًا، أُصيبا برصاص الجيش الإسرائيلي في مادما (نابلس) وبيت فوريك.[46]
- أفادت وسائل إعلام عربية بأن مستوطنين إسرائيليين اقتحموا قرية جالود وسرقوا ماشية تعود لسكانها.[47]
- أصدرت السلطات الإسرائيلية أوامر بهدم 66 مبنى في مخيم جنين للاجئين.[48]

### 20 مارس
- أفادت وزارة الصحة في غزة أن 506 أشخاص قُتلوا في الهجمات الإسرائيلية منذ 18 مارس، مما رفع حصيلة القتلى الفلسطينيين في غزة إلى 49,617.[49]
- ذكرت قناة المسيرة أن الجيش الأمريكي نفّذ خمس ضربات في محافظة الحديدة، مستهدفًا مصنعًا لمعالجة القطن في زبيد.[50]
- قالت وزارة الصحة التي يديرها الحوثيون في اليمن إن غارة جوية أمريكية استهدفت قاعة أفراح قيد الإنشاء في صنعاء، مما أدى إلى إصابة تسعة أشخاص، بينهم نساء وأطفال.[51]
- أفادت قناة الجزيرة بأن ما لا يقل عن 71 فلسطينيًا، بينهم نساء وأطفال، قُتلوا في هجمات إسرائيلية فجرًا على قطاع غزة.[52]
- ذكرت قناة الجزيرة العربية وشبكة قدس الإخبارية أن القصف الإسرائيلي في جنوب غزة أسفر عن مقتل ما لا يقل عن 20 شخصًا، بينهم أطفال وفقًا لوزارة الصحة في غزة.[53][54][55]
- قال الحوثيون إنهم استهدفوا مطار بن غوريون بصاروخ باليستي فرط صوتي من طراز "فلسطين-2"، وأن الهجوم حقق هدفه. فيما ذكر الجيش الاسرائيلي أنه اعترض الصاروخ قبل دخوله المجال الجوي الإسرائيلي.[56][57]
- أفادت قناة الجزيرة بأن القوات الإسرائيلية أعادت اعتقال أسيرين فلسطينيين من الخليل.[58]
- حذّر الناطق بلسان الجيش الإسرائيلي باللغة العربية أفيخاي أدرعي سكان غزة من السفر عبر طريق صلاح الدين، مضيفًا أن التنقل من شمال غزة إلى جنوبها مسموح فقط عبر الطريق الساحلي المعروف باسم الرشيد.[59]
- قال المفوض العام لـالأونروا فيليب لازاريني إن خمسة من موظفي المنظمة قُتلوا في غزة خلال الأيام القليلة الماضية.[60]
- أعلن الجيش الاسرائيلي الإسرائيلية أنه بدأ عمليات برية على طول ساحل شمال غزة، بالقرب من بيت لاهيا، ونفّذت غارات جوية على نحو 40 هدفًا في بيت لاهيا، من بينها أنفاق، ومواقع إطلاق صواريخ مضادة للدروع، ومسلحين من حماس، وتهديدات أخرى للقوات الإسرائيلية.[61]
- أطلقت ثلاثة صواريخ بعيدة المدى من جنوب غزة باتجاه وسط إسرائيل، حيث تم اعتراض أحدها بينما سقط الاثنان الآخران في مناطق مفتوحة. وادعت كتائب القسام أنها أطلقت وابلًا من صواريخ M90.[62][63] أصدر الجيش الاسرائيلي أوامر الإخلاء للمدنيين في بني سهيلا بعد إطلاق صاروخ حماس.[64]
- قالت جمعية الأسرى الفلسطينيين إنها تلقت تقارير عن حالات تعذيب في سجن غانوت جنوب إسرائيل.[65]
- صرّحت القوات الإسرائيلية أنها قتلت مسؤولين اثنين من حماس خلال غارات جوية في غزة، بينما قُتل قيادي بارز في الجهاد الإسلامي كان مسؤولًا عن تهريب الأسلحة.[66]
- قال الجيش الإسرائيلي إنه أسقط صاروخًا باليستيًا أطلقه الحوثيون قبل دخوله الأجواء الإسرائيلية. من جهتها، قالت جماعة الحوثي إنها استهدفت موقعًا عسكريًا إسرائيليًا جنوب يافا.[67][68]
- استهدفت ضربة إسرائيلية منزلًا في عبسان الكبيرة، مما أسفر عن مقتل 16 شخصًا على الأقل، معظمهم من النساء والأطفال.[69][70]
- أفادت قناة المسيرة بأن ما لا يقل عن أربع ضربات جوية أمريكية استهدفت مديرية الميناء.[71]
- أعلن جيش الدفاع الإسرائيلي بدء عملية برية في رفح،[72] مشيرًا إلى أنه دمّر بنية تحتية عسكرية في مخيم الشابورة في رفح، ومركز قيادة لحماس شمال غزة. وأضاف أنه نفّذ غارات جوية في مختلف أنحاء القطاع، استهدفت مواقع تابعة لحماس والجهاد الإسلامي خلال الساعات الأخيرة.[73]
- أفادت الوكالة الوطنية للإعلام اللبنانية بأن غارات جوية إسرائيلية استهدفت منطقة بين جباع وزحلتا وصنايا قرب جزين جنوب لبنان، بالإضافة إلى غارات في جنتا.[74] من جهته، قال الجيش الإسرائيلي إنه نفذ غارات جوية على موقعين تابعين لحزب الله في سهل البقاع، بعد اكتشاف بنية تحتية تحت الأرض وموقع آخر لتخزين منصات إطلاق الصواريخ.[75]
- وافقت السلطات الإسرائيلية على بناء 500 وحدة سكنية جديدة في مستوطنات جوش عصيون في الضفة الغربية.[76]
- اتّهم الإسرائيلي المُفرَج عنه إيلي شارابي حركة حماس بسرقة المساعدات الإنسانية، بينما حمّلت حماس مسؤولية النهب لعصابات إجرامية.[77]

### 21 مارس
- أجبرت القوات الإسرائيلية أكثر من 100 عائلة فلسطينية على النزوح من حي دارة السير في مدينة طولكرم.[78]
- ذكرت وسائل الإعلام اليمنية أن الطائرات الحربية الأمريكية شنت ست غارات جوية في مديرية التحيتا.[79]
- أعلن الجيش الإسرائيلي أن مسلحًا فلسطينيًا أطلق النار وأصاب جنديًا احتياطيًا بجروح خطيرة خلال عملية ليلية في نابلس.[80]
- قالت الأونروا إنها تمتلك ما يكفي من الدقيق لتوزيعه لمدة ستة أيام فقط في غزة، مضيفة أنه يمكن تمديد هذه الفترة لبضعة أيام أخرى بتقليص الكميات المقدمة للناس.[81]
- دمرت غارة إسرائيلية بالكامل مستشفى الصداقة التركي الفلسطيني. قال الجيش الإسرائيلي إنه نفذ غارة جوية على خلية تابعة لحماس كانت تقيم في المستشفى، مؤكدًا أنه لم يتم استخدامه لأغراض طبية منذ أكثر من عام.[82][83][84]
- أعلن الجيش الإسرائيلي أن الدفاعات الجوية اعترضت صاروخين أُطلقا من شمال غزة باتجاه عسقلان. وقالت كتائب القسام إنها أطلقت سلسلة من الصواريخ باتجاه عسقلان. لاحقًا، أصدر الجيش أوامر إخلاء لمنطقة في شمال غزة، مشيرًا إلى أن الصواريخ أُطلقت منها.[85][86][87] وقال الجيش الإسرائيلي لاحقًا إنه ضرب منصة إطلاق الصواريخ التي استُخدمت في الهجوم.[88]
- قالت منظمة أطباء بلا حدود إن أحد موظفيها قُتل عندما استهدفت غارة إسرائيلية مبنى سكنيًا كان يقطنه في دير البلح.[89]
- أفادت قناة الجزيرة أن غارة إسرائيلية استهدفت كلية الطب في الجامعة الإسلامية بغزة.[90]
- أعلن الجيش الإسرائيلي وجهاز الأمن العام (الشاباك) أنهما قتلا رئيس الاستخبارات العسكرية لحماس في جنوب غزة في غارة جوية قبل يوم واحد.[91]
- قال الجيش الإسرائيلي إن الدفاعات الجوية اعترضت صاروخًا باليستيًا أطلقته جماعة الحوثيين باتجاه إسرائيل قبل دخوله الأراضي الإسرائيلية. من جانبهم، قال الحوثيون إنهم أطلقوا صاروخًا باليستيًا باتجاه مطار بن غوريون وأرسلوا طائرات مسيّرة باتجاه السفن الحربية الأمريكية في البحر الأحمر.[92][93]

### 22 مارس
- أفادت وزارة الصحة في غزة أن 634 شخصًا قتلوا في الغارات الإسرائيلية منذ 18 مارس، ليصل بذلك إجمالي عدد القتلى الفلسطينيين في غزة إلى 49,747.[94]
- استهدفت غارة إسرائيلية ليلية مدينة غزة، مما أسفر عن مقتل خمسة أطفال واحتجاز ثمانية أفراد على الأقل من نفس العائلة تحت الأنقاض.[90]
- طلب الجيش الإسرائيلي من سكان حي المقرطة في طولكرم الإخلاء.[95]
- أعلنت كتيبة جنين أنها فجرت عبوة ناسفة عند حاجز سالم العسكري الإسرائيلي في السيلة الحارثية.[96]
- أعلن الجيش الإسرائيلي أنه اعترض ثلاثة صواريخ أُطلقت من لبنان باتجاه المطلة.[97] كما قال إن ستة صواريخ أُطلقت، وسقط ثلاثة منها داخل الأراضي اللبنانية.[98][99][100] من جانبها، أعلنت الجيش اللبناني أنه عثر على ثلاثة منصات إطلاق صواريخ تم استخدامها في الهجوم وقام بتفكيكها.[101] وأفادت الوكالة الوطنية للإعلام، نقلاً عن مركز عمليات الطوارئ العامة في لبنان، أن خمسة أشخاص على الأقل، بينهم فتاة، قتلوا وأصيب عشرة آخرون، بينهم طفلان، في غارة إسرائيلية على منطقة تولين.[102][103] وقال الجيش الإسرائيلي إنه استهدف العشرات من منصات إطلاق الصواريخ التابعة لحزب الله ومركز قيادة يستخدمه الحزب ردًا على إطلاق الصواريخ.[104] نفى حزب الله مسؤوليته عن الهجوم،[105] مما دفع كلًا من الجيش الإسرائيلي والجيش اللبناني إلى فتح تحقيق.[98][106] لاحقًا، أمر نتنياهو ووزير الدفاع الإسرائيلي يسرائيل كاتس الجيش الإسرائيلي بشن سلسلة ثانية من الغارات الجوية ضد حزب الله.[107] أفادت وزارة الصحة اللبنانية أن رجلًا واحدًا على الأقل قتل في غارة إسرائيلية على مدينة صور، بينما قتل شخص آخر في غارة على القليلة. كما ذكرت أن 40 شخصًا أصيبوا.[108][109] لاحقًا، توفي رجل يبلغ من العمر 60 عامًا وامرأة شابة متأثرين بجراحهما الناجمة عن الغارات.[110]
- استهدفت غارة إسرائيلية منطقة الشيماء بالقرب من بيت لاهيا، مما أسفر عن مقتل ثلاثة أشخاص على الأقل، بينهم طفل، وإصابة خمسة آخرين.[111]
- قال مسؤول في وزارة الدفاع إن صاروخًا باليستيًا أُطلق من اليمن، وكان يبدو موجهًا نحو إسرائيل، لكنه سقط في السعودية.[112]
- أفادت وكالة سبأ للأنباء أن الولايات المتحدة شنت ثلاث غارات على مطار الحديدة الدولي.[113]

### 23 مارس
- أعلنت وزارة الصحة في غزة أن 41 فلسطينيًا قُتلوا في الهجمات الإسرائيلية خلال الـ24 ساعة الماضية، مما رفع حصيلة القتلى الفلسطينيين في غزة إلى 50,021.[114]
- قال مسؤولون في حماس إن ضربة إسرائيلية في خان يونس أسفرت عن مقتل القائد السياسي في حماس صلاح البردويل وزوجته.[115]
- أفادت وكالة الأنباء اليمنية بأن الولايات المتحدة شنت هجومًا على ميناء الصليف.[116]
- ذكرت وكالة الأنباء والمعلومات الفلسطينية (وفا) أن القوات الإسرائيلية أجبرت عشرات العائلات على النزوح من منازلها في شرق طولكرم، كما استولت على عدة مبانٍ لاستخدامها كثكنات عسكرية خلال مداهمتها المستمرة للمنطقة.[117]
- أفادت وزارة الصحة بغزة أن الغارات الإسرائيلية التي شُنت فجرًا على غزة أسفرت عن مقتل ما لا يقل عن 23 فلسطينيًا، بينهم نساء وأطفال، كما تسببت في محاصرة عدد من الأشخاص تحت الأنقاض.[118][119][120]
- أفادت وكالة الأنباء اليمنية بأن الولايات المتحدة شنت غارات جوية على مديرية سحار ومديرية كتاف والبقع، بالإضافة إلى تنفيذ خمس ضربات جوية في محافظة مأرب.[121]
- صرح الجيش الإسرائيلي أن دفاعاته الجوية اعترضت صاروخًا باليستيًا أطلقه الحوثيون باتجاه إسرائيل قبل أن يدخل أجواءها.[122] وقالت نجمة داوود الحمراء إن اثنين من سائقي الدراجات النارية أصيبا خلال الإنذارات الناجمة عن إطلاق الصاروخ.[123] من جانبها، أعلنت جماعة الحوثيين أنها أطلقت صاروخًا باليستيًا من طراز "فلسطين-2" على مطار بن غوريون، وزعمت أن الصاروخ أصاب هدفه بنجاح، كما استهدفت السفينة الحربية الأمريكية "يو إس إس هاري إس. ترومان" في البحر الأحمر بعدة صواريخ وطائرات مسيرة.[124][125]
- قال مكتب وزير الدفاع الإسرائيلي يسرائيل كاتس إن مجلس الأمن الإسرائيلي وافق على إنشاء مديرية جديدة لتمكين سكان غزة من "المغادرة الطوعية" إلى دولة ثالثة.[126]
- أفادت جمعية الهلال الأحمر الفلسطيني بأن القوات الإسرائيلية حاصرت عدة سيارات إسعاف تابعة لها أثناء استجابتها لهجوم في منطقة الحشاشين في رفح. وأضافت لاحقًا أن مصير فرق الإنقاذ لا يزال مجهولًا بعد مرور نحو 15 ساعة.[127][128]
- أصدر الجيش الإسرائيلي تحذيرًا "عاجلًا" لسكان مخيم تل السلطان للاجئين في غزة بإخلاء المنطقة، ثم أعلن لاحقًا أنه حاصر المنطقة بالكامل، وقتل عدة مسلحين، وداهم مجمعًا قياديًا لحركة حماس.[129][130]
- أعلن الجيش الإسرائيلي أنه بدأ عمليات برية في بيت حانون قبل يوم، وأن مقاتلاته قصفت عدة أهداف لحماس في المنطقة.[131]
- أفادت الوكالة الوطنية للإعلام بأن طائرة مسيرة إسرائيلية استهدفت سيارة في عيتا الشعب، فيما ذكرت الجزيرة أن الهجوم أدى إلى مقتل قائد في حزب الله، بينما قالت مصادر إسرائيلية إن المستهدف كان أحد عناصر الحزب.[110][132][133]
- قالت قوات الأمن الإسرائيلية إنها أحبطت محاولة تهريب أسلحة في الضفة الغربية.[134]
- أعلنت الشرطة الإسرائيلية والشاباك اعتقال رجل يبلغ من العمر 65 عامًا من نيتيفوت بتهمة التجسس لصالح إيران.[135]
- أفادت الجزيرة بأن عائلات وأحياء كاملة في طولكرم أُجبرت على مغادرة منازلها من قبل القوات الإسرائيلية خلال الليل وخلال اليوم السابق بمهلة قصيرة جدًا.[136]
- زعم مستشار الأمن القومي الأمريكي مايكل والتز أن الضربات الأمريكية على اليمن أسفرت عن مقتل قادة حوثيين بارزين، بمن فيهم رئيس برنامج الصواريخ الخاص بهم.[137][138]
- أعلن الجيش الإسرائيلي والشاباك أنهما قتلا قائد كتيبة ونائب قائد في حركة حماس في غارات جوية على غزة مؤخرًا.[139]
- أصاب قصف إسرائيلي مبنى الجراحة داخل مستشفى ناصر، مما أسفر عن مقتل إسماعيل برهوم، عضو المكتب السياسي لحركة حماس «أثناء تلقيه العلاج»،[Ar 2] إلى جانب فتى فلسطيني يبلغ من العمر 16 عامًا، وإصابة ثمانية آخرين.[140][141][142] قال وزير الدفاع الإسرائيلي يسرائيل كاتس إن برهوم كان رئيس وزراء في حماس في غزة الذي حل محل عصام الدعاليس، رئيس الوزراء السابق الذي اغتيال قبل بضعة أيام.[143] قال جراح الصدمات الأمريكي الذي يتطوع في المستشفى إن قسم جراحة الذكور قد دمر في الإضراب.[144][145]
- توفي الفتى الفلسطيني وليد أحمد (17 عامًا) من بلدة سلواد في سجن مجيدو الإسرائيلي أثناء احتجازه.[146][147]

### 24 مارس
- أفادت وزارة الصحة في غزة أن 61 فلسطينيًا قتلوا في غارات إسرائيلية خلال الـ24 ساعة الماضية، ليصل بذلك إجمالي عدد القتلى الفلسطينيين في غزة إلى 50,082.[148]
- ذكرت قناة الجزيرة أن غارة إسرائيلية استهدفت مخيم النصيرات للاجئين، مما أسفر عن مقتل امرأتين.[149]
- أعلنت وزارة الصحة التابعة للحوثيين في اليمن أن شخصًا واحدًا قُتل وجرح 13 آخرون، بينهم ثلاثة أطفال، في غارة أمريكية على مبنى سكني في منطقة أسر بصنعاء.[150]
- أفادت الجزيرة بأن القصف الإسرائيلي استهدف خمس سيارات مدنية في مدينة غزة، مما أدى إلى إصابة ستة أشخاص.[151]
- ذكرت وسائل الإعلام السعودية عبر قناة الحدث أن مسؤولًا رفيع المستوى في صفوف الحوثيين قُتل في غارات جوية أمريكية ليلية على صنعاء.[152]
- أفادت منظمة الحقوق الإسرائيلية السلام الآن أن مستوطنين إسرائيليين استولوا على منزل يملكه عائلة فلسطينية في تل رميدة.[153]
- ذكرت جريدة تايمز إسرائيل أنه قُتل رجل إسرائيلي مسن وأصيب جندي في هجوم بالرصاص والطعن ودهس المارة في محيط يوكنعام عليت. وقد قُتل المهاجم في مكان الحادث.[154][155][156][157]
- ذكرت الجزيرة أن القوات الإسرائيلية أطلقت النار أثناء تقدمها نحو مخيم المواصي، الذي تعتبره إسرائيل «منطقة آمنة إنسانية» للمدنيين.[158]
- استهدفت غارة إسرائيلية خيمة تؤوي نازحين في مدرسة داخل مخيم النصيرات للاجئين، مما أسفر عن مقتل ثلاثة فلسطينيين، بينهم طفل، وإصابة 18 آخرين على الأقل. كما استهدفت غارة أخرى منطقة معين شرق خان يونس، مما أدى إلى مقتل طفل وإصابة آخرين.[159]
- أفادت بلدية رفح بأن آلاف المدنيين الفلسطينيين محاصرون في مخيم تل السلطان للاجئين.[160]
- استهدفت غارة إسرائيلية منزلًا في خان يونس، مما أدى إلى مقتل الصحفي الفلسطيني محمد منصور،[161] الذي كان يعمل لصالح قناة فلسطين اليوم. وقد وصفه الجيش الاسرائيلي بأنه مسلح.[162][163]
- استهدفت غارة إسرائيلية سيارة في الجزء الشرقي من بيت لاهيا، مما أدى إلى مقتل الصحفي في قناة الجزيرة مباشر حسام شبّات،[161] الذي كان قد أصيب سابقًا في غارة إسرائيلية. وقالت قوات الدفاع الإسرائيلية إنه كان قناصًا في حماس. وقد نفت الجزيرة وشبّاط هذا الادعاء سابقًا.[163][164][165]
- أفاد الحركة الدولية للصليب الأحمر والهلال الأحمر أن «مقذوفًا متفجرًا» ألحق أضرارًا بمكتبه في رفح. وأكد الجيش الإسرائيلي أنه أطلق النار عن طريق الخطأ على المبنى، وقال إنه يحقق في الأمر.[166][167]
- أعلن الجيش الإسرائيلي أنه دمّر أكثر من 100 شاحنة صغيرة استخدمتها حماس في هجمات يوم 7 أكتوبر. وأوضح أن هذه الشاحنات كانت تُستخدم لأغراض عسكرية ونقل الأسلحة.[168]
- أعلنت الأمم المتحدة أنها ستقلص ثلث موظفيها الدوليين البالغ عددهم حوالي 100 موظف في غزة بعد مقتل أحد موظفيها وإصابة خمسة آخرين في انفجار وقع في دار ضيافة تابعة للأمم المتحدة في 19 مارس. وأشارت إلى أن الانفجار في الدار كان بسبب دبابة إسرائيلية، بناءً على المعلومات المتاحة حاليًا.[169]
- أعلن الجيش الإسرائيلي اعتراض صاروخين أُطلقا من غزة باتجاه جنوب إسرائيل. وقالت الجهاد الإسلامي إنها أطلقت الصواريخ. لاحقًا، أصدر الجيش أوامر إخلاء للفلسطينيين في بيت لاهيا وبيت حانون وجبلية، مشيرًا إلى أن الصواريخ أُطلقت من تلك المناطق.[170][171][172]
- قال الجيش الإسرائيلي إنه اعتقل حوالي 30 مشتبهًا بهم خلال عمليات في مخيم تل السلطان للاجئين، بينهم مسلح شارك في هجمات يوم 7 أكتوبر. كما أعلن عن مقتل حوالي 20 مسلحًا، بمن فيهم الذين قتلوا في الغارات الجوية، ومداهمة مركز قيادة لحماس.[173]
- هاجم العشرات من المستوطنين الإسرائيليين الفلسطينيين في سوسيا، مما أدى إلى إصابة أربعة فلسطينيين. اعتقلت الشرطة الإسرائيلية ثلاثة فلسطينيين، بينهم حمدان بلال، أحد مخرجي فيلم لا أرض أخرى، الحائز على جائزة الأوسكار، بالإضافة إلى قاصر إسرائيلي. ووفقًا للشرطة الإسرائيلية، رد الفلسطينيون بإلقاء الحجارة.[174]
- أفادت الوكالة الوطنية للإعلام، نقلاً عن وزارة الصحة اللبنانية، أن غارة لطائرة مسيرة إسرائيلية على مركبة في قعقعية الجسر أدت إلى مقتل شخص واحد.[175] من جهته، أعلن الجيش الإسرائيلي أنه قتل قائد وحدة مضادة للدبابات تابعة لحزب الله في غارة استهدفت منطقة قضاء النبطية.[176]
- أعلن الجيش الإسرائيلي أنه أسقط صاروخًا باليستيًا أطلقه الحوثيون باتجاه إسرائيل. أما الحوثيون، فقالوا إنهم أطلقوا صاروخين باليستيين على مطار بن غوريون، أحدهما صاروخ باليستي فرط صوتي من طراز فلسطين 2، بالإضافة إلى عدد من الصواريخ والطائرات المسيّرة باتجاه حاملة الطائرات الأمريكية هاري ترومان وبعض السفن الحربية الأمريكية الأخرى.[177][178]
- أسفرت غارة إسرائيلية في خان يونس عن مقتل عدة أشخاص، بينهم معن أبو خاطر، مدير التعليم في مديرية التربية والتعليم التابعة لحكومة حماس في شرق خان يونس، وابناه الاثنان.[179][180]

### 25 مارس
- أفادت وزارة الصحة في غزة بأن 62 فلسطينيًا قُتلوا في الهجمات الإسرائيلية خلال الـ 24 ساعة الماضية، مما رفع إجمالي عدد القتلى الفلسطينيين في غزة إلى 50,144.[181]
- قُتل ستة أشخاص في غارة جوية إسرائيلية استهدفت بلدة كويا الواقعة بالقرب من درعا، جنوب سوريا. وأفاد الجيش الإسرائيلي بأنه ردّ على مصدر إطلاق النار، مشيرًا إلى أن طائرة مسيّرة تابعة له استهدفت مجموعة من المسلحين الذين بادروا بإطلاق النار تجاه قواته.[182][183][184]
- ذكرت وكالة الأنباء اليمنية سبأ أن غارات جوية أمريكية استهدفت أطراف صعدة وأسفرت عن إصابة شخصين على الأقل.[185]
- استهدفت غارة إسرائيلية شرق خان يونس، ما أسفر عن مقتل طفلين.[186]
- استهدفت غارة إسرائيلية جنوب خان يونس، ما أسفر عن مقتل شقيقين، أحدهما طفل.[186]
- قُتل خمسة أشخاص، بينهم ثلاثة أطفال، في غارات إسرائيلية استهدفت خيامهم في مدينة حمد.[186]
- أسفرت غارة إسرائيلية في وسط غزة عن مقتل ثلاثة أشخاص، بينهم امرأتان.[186]
- استهدفت غارة إسرائيلية شمال بيت لاهيا، مما أدى إلى مقتل ثلاثة أشخاص، بينهم فتاة تبلغ من العمر ثلاث سنوات، وإصابة عشرة آخرين.[186]
- ذكرت وكالة الأنباء سبأ أن ضربة أمريكية استهدفت مستشفى السرطان في محافظة صعدة للمرة الثانية، مما أدى إلى تدميره.[187]
- قالت الشرطة الإسرائيلية إنها أطلقت النار على فلسطيني حاول دهس أحد عناصرها أثناء تفتيش في منطقة مشور أدوميم بالقرب من معاليه أدوميم.[188]
- أعلن الجيش الإسرائيلي وجهاز الشاباك والشرطة أنها قتلت ثلاثة مسلحين خلال مداهمة ليلية في قلقيلية، بينهم شخص كان يخطط لهجوم وشيك، كما ضبطت بندقية رشاشة محلية الصنع.[189]
- قدّر الجيش الإسرائيلي أنه قتل أكثر من 150 من مقاتلي حماس وأعضاء فصائل مسلحة أخرى منذ استئناف عملياته في غزة.[190]
- أفادت الوكالة الوطنية للإعلام بأن القوات الإسرائيلية أطلقت قنابل إنارة باتجاه قرى لبنانية على القطاع الغربي من الحدود، بينما ذكرت وسائل إعلام لبنانية أن طائرة إسرائيلية مسيّرة ألقت قنابل صوتية بالقرب من مسجد في ميس الجبل.[191]
- أفادت قناة المسيرة بأن غارتين جويتين أمريكيتين استهدفتا مديرية سحار.[192] وفي وقت لاحق، ذكرت القناة أن ثلاث غارات أمريكية أخرى استهدفت المنطقة ذاتها.[193]
- خرج مئات الفلسطينيين في قطاع غزة إلى الشوارع في مظاهرات ضد حماس، مطالبين بإسقاط حكمها وإنهاء الحرب. واعتُبرت هذه أكبر مظاهرة ضد حماس منذ بداية الحرب.[194][195][196]

### 26 مارس
- أفادت وزارة الصحة في غزة بأن 39 فلسطينيًا قُتلوا في الهجمات الإسرائيلية خلال الـ 24 ساعة الماضية، مما رفع عدد القتلى الفلسطينيين في غزة إلى 50,183.[Ar 3]
- استهدفت ضربة إسرائيلية منزلًا في جباليا، مما أسفر عن مقتل ما لا يقل عن ثمانية أشخاص[197] وإصابة آخرين، بينما ظل عدد منهم محاصرين تحت الأنقاض. وشملت الضحايا امرأة وأطفالها، بينهم رضيع يبلغ من العمر ستة أشهر.[198][199][200]
- استهدفت ضربة إسرائيلية شقة سكنية في البريج، مما أدى إلى مقتل طفل وإصابة عدة أشخاص.[201]
- استهدفت ضربة إسرائيلية بطائرة مسيّرة وسط خان يونس، مما أسفر عن مقتل شخصين، بينهما امرأة، وإصابة شخص آخر.[202]
- أعلن الحوثيون أنهم شنّوا هجمات استهدفت سفنًا حربية أمريكية في البحر الأحمر، من بينها حاملة الطائرات يو إس إس هاري ترومان، كما أطلقوا عددًا من الطائرات المسيّرة باتجاه مواقع للجيش الإسرائيلي في تل أبيب.[203][204]
- أفادت قناة المسيرة بأن القوات الأمريكية نفّذت ضربات جوية في منطقة صعدة، ومنطقة آل سالم في محافظة صعدة، وفي مديرية حرف سفيان.[205]
- ذكرت وكالة وفا أن مسعفين تعرّضوا للضرب من قبل القوات الإسرائيلية في الفوار بالخليل.[206]
- كشف مشروع بيانات اليمن أن 25 مدنيًا على الأقل، بينهم أربعة أطفال، قُتلوا، وأصيب 28 مدنيًا آخرين، في الضربات الأمريكية على اليمن.[207]
- أعلن الجيش الإسرائيلي أنه اعتقل 20 شخصًا يشتبه بأنهم مسلحون في مداهمات بالضفة الغربية.[208]
- صرّح الجيش الإسرائيلي أن دفاعاته الجوية اعترضت صاروخًا أُطلق من وسط غزة باتجاه جنوب إسرائيل، بينما سقط صاروخ آخر خارج زِمرات. وأعلنت حركة الجهاد الإسلامي مسؤوليتها عن الهجوم. كما أصدر الجيش الإسرائيلي أوامر إخلاء للفلسطينيين في مدينة غزة، بما في ذلك في أحياء الزيتون، تل الهوى، والشيخ عجلين، مدعيًا أن الصواريخ أُطلقت من هذه المناطق.[209]
- أفادت قناة 14 الإسرائيلية بأن القوات الإسرائيلية هدمت 24 دفيئة زراعية تعود لفلسطينيين في محافظة طولكرم بالقرب من بيت حيفر، مدعية أنها تشكل تهديدًا لإسرائيل.[210][211]
- شنت طائرات مسيرة إسرائيلية غارات استهدفت خيامًا تؤوي نازحين ومستودعًا خيريًا للغذاء وسط غزة، ما أسفر عن مقتل 11 فلسطينيًا.[212]
- قصفت القوات الإسرائيلية مجموعة من الأشخاص وخيمة مؤقتة في منطقة الزوايدة، ما أدى إلى مقتل امرأتين وإصابة أربعة آخرين بجروح خطيرة.[213]
- أعلن الجيش الإسرائيلي أن سلاح الجو الإسرائيلي نفذ أكثر من 430 ضربة جوية في غزة خلال الأسبوع الماضي، بالإضافة إلى استهدافه 40 موقعًا لحزب الله في لبنان خلال الفترة نفسها.[214][215]
- أفاد الجيش الإسرائيلي أنه اعترض صاروخًا بعيد المدى أُطلق من شمال غزة باتجاه جنوب إسرائيل، حيث قالت حركة الجهاد الإسلامي إنها استهدفت به قاعدة حتسريم الجوية.[216][217] في وقت لاحق، حذر الجيش الإسرائيلي الفلسطينيين في مدينة غزة من ضرورة الإخلاء، مدعيًا أن صواريخ أُطلقت من تلك المنطقة.[218]
- أعلن الجيش الإسرائيلي أن غارة بطائرة مسيرة في بلدة دردغيا اللبنانية أسفرت عن مقتل أحمد عدنان بيجيا، أحد قادة كتيبة قوة الرضوان التابعة لحزب الله، والذي اتهمته إسرائيل بانتهاك وقف إطلاق النار.[219]
- أفادت قناة المسيرة بأن القوات الأمريكية شنت غارات جوية على صنعاء.[220]
- أعلن الجيش الإسرائيلي أنه قتل فلسطينيًا ملثمًا كان يعتزم إلقاء حجر على مركبات إسرائيلية على طريق 60 في الضفة الغربية.[221]

### 27 مارس
- أفادت وزارة الصحة في غزة بمقتل 25 فلسطينيًا وجرح 82 آخرين في الهجمات الإسرائيلية خلال الـ 24 ساعة الماضية، لترتفع حصيلة القتلى الفلسطينيين في غزة إلى 50 208 قتيل.[222]
- زعم الجيش الإسرائيلي أن غارته بطائرة بدون طيار في دردغيا أدت لمقتل أحمد عدنان باجيجا، قائد كتيبة في وحدة الرضوان التابعة لحزب الله، والذي ادعى أنه انتهك وقف إطلاق النار.[223][224]
- استهدفت ضربة إسرائيلية أشخاصًا يعيشون في ملاجئ مؤقتة بالمنطقة الآمنة التي حددتها إسرائيل في المواصي بخان يونس، مما أسفر عن مقتل شخص وإصابة آخرين.[225]
- أفادت قناة المسيرة بأن أربع ضربات أمريكية استهدفت مقلعًا للحجارة في منطقة العرقوب بمديرية خولان، مما أدى إلى مقتل شخصين على الأقل وإصابة اثنين آخرين.[226]
- ذكرت الجزيرة أن غارة جوية إسرائيلية على خيمة في جباليا أسفرت عن مقتل الناطق باسم حماس عبد اللطيف القانوع وإصابة آخرين، بينهم أطفال. كما أصابت ضربة أخرى خيمة في خان يونس، مما أدى إلى إصابة عدة أطفال.[227]
- أفادت وفا بأن القوات الإسرائيلية أطلقت النار على أربعة مراهقين وأصابتهم خلال مداهمتين في الضفة الغربية.[228]
- ذكرت قناة المسيرة أن الضربات الأمريكية استهدفت منطقتي سهلان والسلام في محافظة صعدة.[229]
- أفادت الوكالة الوطنية للإعلام (NNA) بأن المدفعية الإسرائيلية أطلقت ست قذائف على حي الدبش في يحمر الشقيف بمحافظة النبطية، تزامنًا مع غارة إسرائيلية بطائرة مسيرة على سيارة. وأعلن الجيش الإسرائيلي أنه نفذ ضربة جوية استهدفت خلية تابعة لـ حزب الله كانت تنقل أسلحة في المنطقة، وأسفرت الغارة عن مقتل ثلاثة أشخاص على الأقل.[230][231]
- ذكرت الجزيرة أن القوات الإسرائيلية أطلقت النار وقتلت فلسطينيًا من ذوي الاحتياجات الخاصة في حي الزيتون بمدينة غزة. كما استهدفت غارة جوية إسرائيلية منزلاً في عبسان الكبيرة، مما أسفر عن مقتل طفل وإصابة أربعة آخرين على الأقل.[232]
- أفادت منظمة أطباء من أجل حقوق الإنسان - إسرائيل بأن 24 من العاملين الطبيين المعتقلين في السجون الإسرائيلية أفادوا بتعرضهم «لعنف شديد، وإهانة، وتجريد من ملابسهم، حتى داخل المستشفيات».[233]
- أعلن الجيش الإسرائيلي اعتراض صاروخين أُطلقا من اليمن قبل دخولهما الحدود الإسرائيلية، فيما أعلنت الحوثيون أنهم استهدفوا مطار بن غوريون، ومنشأة عسكرية إسرائيلية في تل أبيب، والبارجة الأمريكية USS Harry Truman.[234]
- استهدفت ضربة إسرائيلية سوقًا في مدينة غزة، مما أدى إلى مقتل سبعة فلسطينيين وإصابة آخرين، بينهم مدنيون.[235]
- أعلنت وزارة الصحة اللبنانية أن ضربة إسرائيلية في برعشيت أسفرت عن مقتل شخصين، فيما قال الجيش الإسرائيلي إنه نفذ ضربة بطائرة مسيرة استهدفت عنصرين من حزب الله في المنطقة.[236]
- ذكرت الجزيرة أن ضربة إسرائيلية استهدفت خيمة في بيت لاهيا، مما أسفر عن مقتل مسعف فلسطيني.[237]
- أفادت منظمة المطبخ المركزي العالمي بأن الضربات الإسرائيلية في محيط إحدى منشآت الإغاثة التابعة لها في غزة أسفرت عن مقتل أحد متطوعيها وإصابة ستة آخرين.[238]
- أعلنت وزارة العدل الأمريكية مصادرة عملات مشفرة تابعة لحركة حماس.[239]
- ذكرت وفا أن القوات الإسرائيلية منعت الفلسطينيين من الوصول الكامل إلى الحرم الإبراهيمي لليوم الرابع على التوالي.[240]

### 28 مارس
- ذكرت وزارة الصحة في غزة أن 43 فلسطينيًا قُتلوا في غارات ومجازر إسرائيلية خلال الـ 24 ساعة الماضية، مما زاد من عدد الضحايا الفلسطينيين في غزة إلى 50251 قتيل.[241] وأن الغالبة من النساء والأطفال، ويُعتقد أن العدد الحقيقي أعلى بكثير، إذ يُمكن أن يكون آلاف الأشخاص لا يزالون تحت الأنقاض.[Ar 4]
- ذكرت وسائل إعلام للحوثيون أن الغارات الجوية الأمريكية ضربت أكثر من 40 موقعًا في جميع أنحاء المناطق التي يسيطر عليها الحوثيون في اليمن، بما في ذلك الأحياء في صنعاء، مما أدى إلى إصابة ما لا يقل عن سبعة أشخاص.[Ar 5][242] وذُكر أيضًا أن المناطق المستهدفة شملت أماكن يقيم فيها عديد القيادات الحوثية[243][244]
- قالت الجزيرة إن ضربة إسرائيلية ضربت منزلًا سكنيًا في الزيتون من مدينة غزة، مما أسفر عن مقتل ثمانية أشخاص، معظمهم من النساء والأطفال، وإصابة بجروح خطيرة حوالي 20 آخرين من بينهم النساء والأطفال ويقبع أربعة آخرون تحت الركام، كما قالت إن ضربة إسرائيلية أخرى في شرق خان يونس قتلت شخصين من بينهم امرأة.[245][246]
- في تصريح رسمي، أعلن الجيش الإسرائيلي عن إطلاق صاروخين من الأراضي اللبنانية باتجاه شمال إسرائيل، اعتُرض أحدهما بينما سقط الآخر داخل الأراضي اللبنانية.[247] ومع ذلك، نفى حزب الله مسؤوليته عن إطلاق هذه الصواريخ.[248] أصدر الجيش الإسرائيلي أوامر بإخلاء مبنى في حدث بعد تحديد موقعه على بعد ما لا يقل عن 300 متر، مؤكدًا أن المبنى يُعتبر منشأة تابعة لحزب الله.[249][250][251] أبلغت وسائل الإعلام اللبنانية لاحقًا عن غارة جوية إسرائيلية في بيروت.[252] قال الجيش الإسرائيلي في وقت لاحق إنه ضرب منشأة استخدمها حزب الله مخزنًا للمسيرات[253] وأعلنت وزارة الصحة اللبنانية مقتل 3 أشخاص بينهم امرأة وإصابة 18 آخرين بينهم أطفال ونساء في غارة جوية إسرائيلية على بلدة كفر تبنيت جنوبي البلاد.[254] كما قُتل عاملان سوريان في ضربة جوية إسرائيلية أخرى استهدفت منطقة شارع نهر المويمور في جنوب لبنان.[255] وصرحت وزارة الصحة اللبنانية بأن ضربة إسرائيلية في بيت ياحون أصابت شخصين.[256] من جهته، أعلن الجيش اللبناني أنه عثر على قاذفة صواريخ استُخدمت لإطلاق المقذوفات، وباشر عمليات بحث موسعة باستخدام مسبار تقني بهدف تحديد هوية الجهة المسؤولة عن الحادث.[257] أعلن الجيش الإسرائيلي أن سلاح الجو الإسرائيلي استهدف 15 موقعًا لحزب الله في لبنان، معتبرًا ذلك ردًا مباشرًا على الحوادث السابقة.[258]
- صرح الجيش الإسرائيلي والشرطة الإسرائيلية بأنهما اعتقلا مشتبهًا به فلسطينيًا من مدينة طولكرم، والذي يُزعم أنه أطلق النار على مركبة تابعة للجيش، مما أدى إلى إصابة جندي في شهر نوفمبر 2023.[259]
- هاجم مستوطنون إسرائيليون رعاة أغنام في خيرت في مسافر يطا نتج عنها إصابة خمسة فلسطينيين.[260] كما أفادت التقارير بأن المستوطنين هاجموا وانتشروا بين قبلان وجوريش تحت حماية القوات الإسرائيلية.[261] في حين ذكرت صحيفة تايمز إسرائيل أن رعاة إسرائيليين تعرضوا للهجوم بالهراوات والحجارة في الضفة الغربية، وبعد ذلك واجه مستوطنون إسرائيليون رعاة فلسطينيين وأصابوا ثلاثة منهم، بمن فيهم طفل يبلغ من العمر 15 عامًا. قامت القوات الإسرائيلية باعتقال اثنين وعشرين فلسطينيًا.[262][263]
- عُثر على جثة أحد ضباط الدفاع المدني في غزة في مخيم تل السلطان.[264]
- أعلن الجيش الإسرائيلي أن سلاح الجو الإسرائيلي نفذ أكثر من 25 غارة في غزة، استهدفت مقاتلين وبنية تحتية تابعة لحماس ومجموعات مسلحة أخرى.[265]
- أعلن برنامج الأغذية العالمي أن مخزوناته من الغذاء في غزة تقتصر حاليًا على 5700 طن، وهي كمية تكفي لدعم عملياته لمدة أسبوعين فقط. وفي السياق ذاته، حذّرت منظمة الصحة العالمية من أن إمدادات الدم المتبقية في غزة لا تتجاوز 500 وحدة، في حين أن القطاع يحتاج إلى ما لا يقل عن 4500 وحدة دم شهريًا. يأتي هذا التراجع الحاد في الإمدادات بعد قرار الحكومة الإسرائيلية تعليق دخول المساعدات الإنسانية إلى غزة.[266]

### 29 مارس
- ذكرت وزارة الصحة في غزة أن 26 فلسطينيًا استشهد في غارات ومجازر إسرائيلية خلال الـ 24 ساعة الماضية، مما يرفع عدد الشهداء الفلسطينيين في غزة إلى 50277 شهيد وأن الغالبة من النساء والأطفال، ويُعتقد أن العدد الحقيقي أعلى بكثير، إذ يُمكن أن تكون الآلاف من الناس لا يزالون تحت الأنقاض.[267]
- أفادت وسائل إعلام سورية بأن الجيش الإسرائيلي اعتقل 8 أشخاص مزارعين من بلدة كويا في وادي اليرموك بريف درعا الغربي، فيما تحدثت مصادر متفرقة عن مقتل جندي إسرائيلي بالمنطقة.[268]
- ذكرت وسائل إعلام يمنية تابعة للحوثيون أن الولايات المتحدة نفذت 72 غارة على مناطق متفرقة في اليمن منذ يوم الجمعة الماضي، وأسفرت غارات على صنعاء وصعدة والجوف اليوم عن استشهاد شخص وإصابة أربعة آخرين.[269][270] وزعمت القيادة المركزية الأمريكية إنها ضربت «مواقع للحوثيين».[271]
- استشهد فلسطيني وجرح 7 آخرين في قصف جوي إسرائيلي استهدف منزلًا في بلدة القرارة شمال مدينة خان يونس، واستشهد 3 فلسطينيين وأصيب آخرون في غارة إسرائيلية على خيمة تؤوي نازحين في قيزان النجار بخان يونس، واستشهد 6 فلسطينيين وجرح آخرين في قصف مدفعي إسرائيلي استهدف بلدة عبسان الكبيرة شرق خان يونس، واستشهدت طفلة وأصيب 5 أشخاص معظمهم أطفال بقصف إسرائيلي على مخيم الشابورة في رفح، فيما شنت طائرات حربية إسرائيلية غارات على المناطق الشرقية لمدينة رفح، واستهدف قصف مدفعي مكثف وإطلاق نار من دبابات الاحتلال حي الجنينة شرق رفح،[272] واستهدف قصف إسرائيلي تكية خيرية في حي الشجاعية شرقي مدينة غزة، ما أسفر عن استشهاد فلسطيني وجرح آخرين.[273]
- أصدر جيش الاحتلال الإسرائيلي «أوامر إخلاء» جديدة للمواطنين في بلدات عبسان والقرارة وخزاعة في خان يونس مطالبًا اياهم بالتوجه بشكل فوري غربا نحو منطقة المواصي.[274] وزعم الجيش الإسرائيلي أن ثلاث قذائف هاون أطلقت على جنوده على مشارف خان يونس، مضيفًا أن إحدى مركباته المدرعة مرت فوق عبوة ناسفة، دون وقوع إصابات.[275]
- اقتحم مستوطنون إسرائيليون مدرسة قرية جنيا في مسافر يطا بالضفة الغربية، وقاموا بتحطيم محتوياتها، وذلك بعد ساعات من اقتحامات نفذها جنود الاحتلال في القرية.[276]
- أُصيب أربعة فلسطينيين بينهم امرأة مسنة برصاص قوات الاحتلال الإسرائيلي وبالاختناق خلال مواجهات اندلعت في بلدة بيت أمر شمال الخليل في الضفة الغربية المحتلة، وقالت جمعية الهلال الأحمر الفلسطيني وأن طواقمها الطبية تعالج شخصين أحدهما فتاة تبلغ من العمر 18 عاماً تعرضت للضرب من قبل قوات الاحتلال الإسرائيلي في منزلها بحي التعاون بمدينة نابلس.[277]
- وقالت بلدية جنين إن مخيم جنين بات «منطقة غير صالحة للعيش بالمطلق» مع العدوان الإسرائيلي المستمر لليوم الـ68 وسط عمليات تجريف وحرق منازل، وتحويل أخرى لثكنات عسكرية، وقالت أن جيش الاحتلال دمر نحو 600 منزل والبنية التحتية بشكل كامل في المخيم، ولفتت اللجنة الإعلامية بالمخيم أن 3250 وحدة سكنية بمخيم جنين أصبحت غير صالحة للسكن.[278]
- وأعلنت جمعية الهلال الأحمر الفلسطيني أن مصير 9 من أفراد طواقمه استهدفتهم قوات الاحتلال في رفح لا يزال مجهولا، وأن أعضاءها وموظفي الصليب الأحمر الدولي عثروا على جثة قائد مهمة فريق إنقاذ فُقد قبل أسبوع في مخيم تل السلطان للاجئين.[Ar 6] وزعم الجيش الإسرائيلي أنه أطلق النار بالخطأ أثناء استهدافه لمسلحين من حركتي حماس والجهاد الإسلامي.[279]
- وقالت هيئة مقاومة الجدار الاستيطان الفلسطينية أن سلطات الاحتلال الإسرائيلي استولت على أكثر من 52 ألف دونم من الأراضي في الضفة الغربية بما فيها شرقي القدس، وذلك منذ بدء الحرب على غزة في أكتوبر 2023.[280]
- أصيب طفل وشاب برصاص قوات الاحتلال الإسرائيلي خلال اقتحامها بلدة بيت فوريك شرق نابلس.[281]
- أعلن جيش الاحتلال الإسرائيلي بدء عملية برية في حي الجنينة في رفح.[282]
- استشهد فلسطيني وجرح 4 آخرين في استهداف إسرائيلي لمنزل عند دوار الشيخ زايد، واستشهد فلسطينيين وجرح آخرين في قصف إسرائيلي على منزل في بيت لاهيا شمال القطاع.[282]
- استشهد شاب فلسطيني «إحمد قاسم بني عودة (22 عامًا)» متأثرا بإصابته برصاص قوات الاحتلال الإسرائيلي في بلدة طمون جنوب شرق طوباس بالضفة الغربية وسط اندلاع اشتباكات.[283]

### 30 مارس
- أعلن الجيش الإسرائيلي رصد إطلاق صاروخين من اليمن باتجاه تل أبيب، حيث أفادت وسائل إعلام إسرائيلية بإصابة مستوطنة بجروح خطيرة بعد سقوطها في حفرة وإصابة شخصين بجروح طفيفة أثناء توجههم للملاجئ للملاجئ بسبب الإنذارات.[284]
- أعلنت القوات المسلحة اليمنية الموالية لأنصار الله الحوثيون استهداف حاملة الطائرات الأميركية ترومان وعدداً من القطع الحربية في البحر الأحمر ثلاث مرات خلال 24 ساعة.[285]
- شنت طائرات الاستطلاع الإسرائيلية ثلاث غارات متتالية استهدفت مركبات مدنية فارغة في حي التفاح شرق مدينة غزة، مما أسفر عن وقوع عدد من الإصابات، واستشهدت طفلة وجرح 5 أشخاص في غارة إسرائيلية على منزل في بلدة بني سهيلا شرقي خان يونس واستشهد 4 فلسطينيين وجرح آخرون في قصف إسرائيلي استهدف خيمة تؤوي نازحين في منطقة قيزان رشوان جنوبي مدينة خان يونس، وأصيب 11 شخصا بجروح متفاوتة إثر إطلاق نار وقصف من مسيرات إسرائيلية على وسط مدينة رفح، واستشهاد فلسطينيين اثنين وأصيب آخرين في قصف إسرائيلي على منزل في منطقة الجرن بجباليا شمالي قطاع غزة، فيما استشهد 3 فلسطينيين في قصف إسرائيلي على مواطنين في غرب مدينة دير البلح وسط القطاع.[286][287]
- أفادت وسائل إعلام يمنية بوقوع 19 غارة أمريكية على محافظتي عمران وصعدة في اليمن، حيث استهدفت 3 غارات جوار جبل النبي شعيب في مديرية بني مطر في صنعاء، واستهفت تسع غارات محافظة صعدة، أربع غارات على مديرية آل سالم وثلاث غارات على شرق مدينة صعدة وغارتان على منطقة العصايد بمديرية كتاف في محافظة صعدة.[288][289]
- أفاد برنامج الأغذية العالمي إن ما تبقى من مخزونه الغذائي في غزة سينفد في غضون عشرة أيام تقريبًا.[290]
- قُتل شاب فلسطيني يبلغ من العمر 22 عامًا برصاص قوات إسرائيلية متخفية خلال مداهمة في بلدة طمون بالضفة الغربية.[291]
- أفادت وكالة الأنباء الفلسطينية بأن القوات الإسرائيلية اعتقلت ثلاثة أشخاص، من بينهم فتى يبلغ من العمر 16 عامًا، من الخليل.[292]
- استهدفت ضربة إسرائيلية مخيمًا في منطقة آمنة في منطقة المواصي، ما أسفر عن مقتل أربعة أشخاص، بينهم ثلاث فتيات صغيرات.[293]
- وقال مكتب نتنياهو إن مجلس الوزراء الأمني الإسرائيلي وافق على خطة لبناء طرق من شأنها إعادة توجيه وفصل حركة المرور الإسرائيلية والفلسطينية في الضفة الغربية.[294][295]
- وأعلنت جمعية الهلال الأحمر الفلسطيني انتشال جثمان 14 مسعفًا من بينهم 4 لمسعفين من طاقمها الذي حاصرته قوات جيش الاحتلال قبل ثمانية أيام في حي تل السلطان غرب رفح جنوبي قطاع غزة.[296]
- أفرجت سلطات الاحتلال الإسرائيلي عن 5 أسرى فلسطينيين، عبر معبر كرم أبو سالم جنوب قطاع غزة.[297]
- وعيّن وزير الدفاع الإسرائيلي يسرائيل كاتس، يعقوب بليتشتاين، رئيسًا لما يسمى بـ «دائرة إعادة التوطين "الطوعي" في غزة».[Ar 7][298]
- أعلنت مديرية الأمن العام اللبناني القبض على عدد من المشتبه بهم في «إطلاق صواريخ مجهولة المصدر» على شمال إسرائيل.[Ar 8]
- أفادت وسائل إعلام فلسطينية بأن مستوطنيين إسرائيليين قاموا بإحراق منشآت فلسطينية واعتدوا على عدد من المواطنين الفلسطينيين في تجمعين بالخليل جنوب الضفة الغربية.[Ar 9]
- وأفادت وسائل إعلام يمنية بإستشهاد شخص وجرح 5 آخرون من المدنيين في غارة أمريكية على قرية القابل في منطقة جَدِر بمديرية بني الحارث شمالي العاصمة صنعاء.[Ar 10]

### 31 مارس
- وأعلنت وزارة الصحة في غزة استشهاد 80 فلسطيني وجرح 305 في مجازر وغارات إسرائيلية خلال 48 ساعة الماضية بينهم 53 شهيدا، و189 إصابة سجلوا خلال يوم أمس اليوم الأول لعيد الفطر، ما يرفع عدد الشهداء الفلسطينيين في غزة إلى 50,357 منذ بدء الحرب.[Ar 11]
- وقالت الأمم المتحدة إن المخابز في غزة ستغلق خلال أسبوع بسبب الحصار الإسرائيلي للغذاء والإمدادات.[Ar 12]
- وعين رئيس الوزراء بنيامين نتنياهو قائد البحرية الأسبق إيلي شارفيت رئيسا جديدا لجهاز الأمن العام (الشباك) بدلا من رونين بار الذي صوتت الحكومة على إقالته في وقت سابق من الشهر الجاري.[299]
- أصدر جيش الاحتلال الإسرائيلي أوامر إخلاء في مناطق النصر والشوكة والمناطق الشرقية والغربية وأحياء السلام، والمنارة وقيزان النجار، مطالبا إياهم بالنزوح عن منازلهم وخيامهم بشكل فوري والتوجه نحو منطقة المواصي.[Ar 13]
- استشهد 15 فلسطينيًا بينهم أطفال في غارات استهدفت منازل سكنية في مدينة خان يونس، جنوبي القطاع، حيث استشهد 9 أشخاص جراء قصف شقة سكنية في مدينة حمد شمالي خان يونس[ا]، واستشهد 6 فلسطينيين من عائلة معمر وأصيب آخرين في قصف إسرائيلي عنيف استهدف شققًا سكنية داخل منزل العائلة في منطقة جورة اللوت بمدينة خان يونس.[Ar 14]
- استشهد ثلاثة أشخاص جراء قصف القوات الإسرائيلية شرق قرية المصدر وسط قطاع غزة، واستشهد مواطن وأصيب آخرون في قصف خيمة تؤوي نازحين في منطقة السوارحة غرب بلدة الزوايدة وسط القطاع، وأصيب طفل جراء إلقاء طائرة مسيرة إسرائيلية "كواد كوبتر" قنبلة في ساحة مدرسة تابعة للأونروا تؤوي نازحين بمخيم البريج وسط القطاع، واستهدفت مسيرة إسرائيلية 3 مزارعين شرق مخيم المغازي وسط القطاع، واستشهد شخصان وأصيب آخرون بجروح في قصف الطائرات الإسرائيلية مجموعة من المواطنين شرق جباليا شمال القطاع، واستشهد شخصان وأصيب آخرون بجروح في قصف الجيش الإسرائيلي خيمة تؤوي نازحين في منطقة أصداء شمال غرب مدينة خان يونس جنوب غزة.[Ar 15]
- وأصيب 6 أشخاص جراء إلقاء طائرة مسيرة إسرائيلية لقنبلة على مجموعة من المواطنين في شارع عوني ضهير شمال شرقي مدينة رفح جنوبي القطاع.[300]
- أعلنت كتائب القسام الجناح العسكري لحماس تفجير دبابة إسرائيلية بعبوة معدّة مسبقاً في في 29 مارس 2025، ودك المكان بعدد من قذائف الهاون قرب الخط الفاصل شرقي خانيونس.[Ar 16]
- وزعمت أجهزة الأمن الإسرائيلية إنها أحبطت هجوما بالبنادق والقنابل خطط له مسلحون من حركة حماس في تركيا.[301]
- وأفادت وسائل إعلام يمنية بأن غارة جوية أمريكية استهدف منطقة صرف في مديرية بني حُشيش شمالي شرق صنعاء.[Ar 17]
- وإدعى الجيش الإسرائيلي أنه دمر نفقا يبلغ طوله كيلومترا واحدا على الأقل في شمال غزة، و"قتل أكثر من 50 مسلحا فلسطينيا في شمال غزة ووسط غزة"، وزعم أيضا أنه عثر على منشأة لإنتاج الصواريخ وعدة قاذفات.[302]
- وأدت غارة جوية إسرائيلية استهدفت منزلا بشارع يافا في حي التفاح شرق مدينة مدينة غزة لاستشهاد 10 فلسطينيين بينهم أطفال وأدت غارة إسرائيلية أخرى بقصف منزل عائلة حمادة بالقرب من مسجد السلام في المنطقة ذاتها لاستشهاد 3 فلسطينيين وجرح آخرين.[Ar 18]

## أبريل

### 1 أبريل
- أعلنت وزارة الصحة في غزة أن 42 فلسطينيًا استشهدوا وجرح 183 في الغارات والمجازر الإسرائيلية خلال الـ24 ساعة الماضية، مما رفع حصيلة الشهداء الفلسطينيين في غزة منذ بدأ الحرب إلى 50399.[Ar 19]
- استشهد الصحفي الفلسطيني محمد صالح البردويل وزوجته وأطفاله في استهداف طائرات الاحتلال الإسرائيلي شقته في الحي الإماراتي غربي مدينة خان يونس جنوب قطاع غزة.[303]
- أعلنت القوات المسلحة اليمنية الموالية لأنصار الله الحوثيون إسقاط طائرة مسيرة أمريكية من طراز "إم كيو-9 ريبر" في أجواء محافظة مأرب بصاروخ مناسب محلي الصنع.[Ar 20]
- وأدت غارة إسرائيلية استهدفت حي ماضي في الضاحية الجنوبية لبيروت عن استشهاد 3 أشخاص بينهم امرأة وجرح 7 آخرين بينهم حالتين خطرتين.[304][305] وقالت إسرائيل أنها استهدفت حسن بدير العضو في وحدة تابعة لحزب الله وفيلق القدس الإيراني والذي زعمت أنه ينسق مع الفلسطينيين في الضفة الغربية ولبنان.[Ar 21][306]
- أستشهد ثلاثة أشخاص بينهم طفلة وجرح آخرين في قصف إسرائيلي استهدف خيام النازحين غربي مدينة خان يونس.[307]
- وأفيد باستشهاد طفل فلسطيني متأثرا بجروح أصيب بها في قصف إسرائيلي سابق استهدف منزلًا في خان يونس جنوبي قطاع غزة، واستشهد 3 فلسطينيين في قصف إسرائيلي استهدف خيمة تؤوي نازحين غرب الزوايدة شمال مدينة دير البلح وسط قطاع غزة ونُقلوا لمستشفى شهداء الأقصى، وأصيب 3 فلسطينيين في قصف مدفعي إسرائيلي على المناطق الشمالية لمخيم النصيرات وسط القطاع وأصيب إثنين آخرين بنيران مسيّرة إسرائيلية في خربة العدس شمال رفح جنوبي قطاع غزة.[Ar 22]
- وقالت وكالة الأمم المتحدة للطفولة "اليونيسف" أن أن أكثر من 320 طفلا فلسطينيا استشهدوا وأصيب 609 آخرون منذ استئناف إسرائيل حربها على قطاع غزة في الـ18 من مارس الماضي.[308]
- وقال رئيس جمعية أصحاب المخابز في قطاع غزة عبد الناصر العجمي أن “جميع المخابز في قطاع غزة أغلقت اليوم بسبب نفاد الدقيق والسولار”.[Ar 23]
- أصدر الجيش الإسرائيلي تحذيرا للسكان الفلسطينيين عدة مناطق بلديات النصر والشوكة والمناطق الاقليمية الشرقية والغربية وأحياء السلام، المنارة وقيزان النجار في رفح جنوب قطاع غزة بإخلاء منازلهم والتوجه لمنطقة المواصي وسط القطاع.[Ar 24]
- استشهد ثلاثة مواطنين وأصيب آخرون في قصف مسيرة لطائرات الاحتلال مجموعة من المواطنين في مخيم الشاطئ غرب مدينة غزة.[309]
- زعم الجيش الإسرائيلي بأنه أسقط صاروخًا واحدًا أُطلق من شمال غزة، وأصدر أمرًا بإخلاء بيت حانون، قائلاً إن مقذوفات أُطلقت من المنطقة.[Ar 25]
- أصيب 4 مواطنين فلسطينيين ظهر اليوم باعتداء للمستوطنين الإسرائيليين على متنزهين في نبع العوجا شمال مدينة أريحا جنوبي الضفة الغربية.[Ar 26]
- أصيب ثلاثة فلسطينيين بالرصاص وأحرقت مزرعتان للماشية وثلاث مركبات في بعدما هاجم مئات المستوطنين الإسرائيليين بحماية قوات الاحتلال الإسرائيلي على قرية دوما جنوب نابلس شمالي الضفة الغربية.[310]
- استشهد 12 فلسطينيًا وجرح آخرين في قصف إسرائيلي لمنزل وسط خان يونس وأسفر عن دمار كبير في الممتلكات، واستشهد 3 فلسطينيين في غارة إسرائيلية على أرض زراعية شمال شرق مدينة رفح، كما استشهد فلسطيني وأصيب آخرون في قصف شنه الطيران الحربي الإسرائيلي على خيمة تؤوي نازحين في مدينة دير البلح.[Ar 27]
- وأفادت وسائل إعلام تابعة للحوثيون أن غارات أمريكية استهداف العدوان الأمريكي مشروع ومبنى مؤسسة المياه في مديرية المنصورية في الحديدة أدت لاستشهاد 3 أشخاص، استهدفت بـ 5 غارات شرق مدينة صعدة، واستهدفت مديرية وشحة بمحافظة حجة.[311]

### 2 أبريل
- ذكرت وزارة الصحة في غزة أن 24 فلسطينيًا استشهد وجرح 55 في غارات ومجازر إسرائيلية خلال الـ 24 ساعة الماضية، مما يرفع عدد الشهداء الفلسطينيين في غزة إلى 50423 شهيد. وأن الغالبة من النساء والأطفال، ويُعتقد أن العدد الحقيقي أعلى بكثير، إذ يُمكن أن تكون الآلاف من الناس لا يزالون تحت الأنقاض.[Ar 28]
- وأعلن وزير الدفاع الإسرائيلي يسرائيل كاتس توسيع نطاق العملية العسكرية في رفح جنوب قطاع غزة، العملية البرية التي بدأها الجيش هذه الليلة في رفح تشارك فيها فرقة واحدة في هذه المرحلة، وهي الفرقة المدرعة رقم 36. مضيفاً أن القوات الإسرائيلية "ستتحرك لتطهير المناطق من المسلحين والبنية التحتية"، والاستيلاء على أراض واسعة ستضاف إلى "المناطق العازلة لإسرائيل".[312][313]
- أعلن الحوثيون استهداف حاملةُ الطائراتِ الأمريكيةُ "ترومان" وقطعَ حربيةَ لها في البحرِ الأحمرِ بعددٍ من الصواريخِ المجنحةِ والطائراتِ المسيرة.[314]
- وقصفت طائرات الاحتلال الإسرائيلي المسجد الإندونيسي المدمر بمنطقة معن شرقي مدينة خان يونس، واستشهد فلسطيني جرّاء قصف مدفعي إسرائيلي استهدف المنطقة الشرقية لبلدة القرارة شمالي المدينة.[315]
- استشهد شاب فلسطيني «حمزة محمد سعيد الخماش (33 عامًا)» برصاص جيش الاحتلال بعد إطلاق النار عليه وتصفيته من قبل قوة خاصة إسرائيلية في البلدة القديمة بمدينة نابلس في الضفة الغربية.[316]
- وبحسب تقرير صادر عن اليونيسف ومنظمة إنقاذ الطفولة ومجموعات أخرى في غزة، فإن أكثر من 95 بالمائة من المدارس في غزة تضررت أثناء الحرب.[317]
- واقتحم وزير الأمن القومي الإسرائيلي المتطرف إيتمار بن غفير المسجد الأقصى المبارك من باب المغاربة، بحراسة مشددة من شرطة الاحتلال، برفقة رئيس منظمة ما تسمى “منهيلت هارهبايت” الحاخام شمشون ألبويم” وتجول في باحاته وسط حراسة مشددة بعد طرد المصلين.[Ar 29]
- وقالت قوات الاحتلال الإسرائيلي إنها أطلقت النار على مسلح اقترب من السياج الحدودي في جنوب غزة، ما أدى إلى مقتله.[318]
- واستشهد ما لا يقل عن 19 فلسطيني بينهم ثلاثة أطفال وأصيب آخرين في مجزرة بقصف إسرائيلي عنيف استهدف عيادة لوكالة الأونروا تؤوي نازحين بمخيم جباليا شمال قطاع غزة.[Ar 30] وإدعت إسرائيل أنها استهدفت "مجمعًا عسكريا ومقر قيادة تابعا لحركة حماس داخل المبنى،[319][320] ونفت حماس إدعاءات إسرائيل.[Ar 31]
- استشهد 4 فلسطينيين من بينهم اثنين من عناصر الشرطة الفلسطينية وطفل،[ب] بعد الظهر في استهداف إسرائيلي علىغرب مسجد “الأنصار” وسط مدينة مدينة دير البلح وسط قطاع غزة.[Ar 32]
- وقالت قوات الاحتلال الإسرائيلي إنها اعتقلت 401 فلسطينياً "مطلوباً" من الضفة الغربية خلال شهر رمضان.[321]
- أفادت وسائل إعلام سورية أن الطيران الإسرائيلي شن غارة على مبنى البحوث العلمية في حي مساكن برزة في العاصمة دمشق ما أسفر عن سقوط عدد من الجرحى، كما استهدف محيط مطار حماة العسكري ومحيط قاعدة التياس الجوية العسكرية بريف حمص الشرقي بـ6 غارات متتالية.[Ar 33][Ar 34]

### 3 أبريل
- وأعلنت وزارة الصحة في غزة أن 97 فلسطيني استشهدوا في غارات ومجازر إسرائيلية خلال الـ24 ساعة الماضية وتم انتشال ثلاث جثث إضافية لأشخاص استشهدوا في غارات سابقة في نفس الوقت، مما رفع إجمالي عدد القتلى الفلسطينيين في غزة إلى 50523.[322]
- وذكرت الهيئة الوطنية للإعلام اللبنانية أن قصفًا لطيران الاحتلال الإسرائيلي استهدف منزلًا ومركزًا صحيًا في بلدة الناقورة قضاء مدينة صور جنوبي لبنان.[323]
- أسفرت مجزرة إسرائيلية باستهداف مدرسة دار الأرقم التي تؤوي نازحين في حي التفاح شمال شرق مدينة غزة عن استشهاد 29 فلسطينيًّا -في حصيلةٍ أولية- وأكثر من 100 جريحًا.[324][325] وإدعى الجيش الإسرائيلي إنه استهدف مسلحين رئيسيين في مركز قيادة وتحكم لحماس في المنطقة.[326]
- أفادت سلطة المياه الفلسطينية بأن شركة “ميكروت” الإسرائيلية قلصت كميات المياه المزودة من وصلة مياه دير شعر لمحافظات جنوب الضفة بمعدل 5500 كوب/يوم، بعدما كانت تغذي المنطقة بكميات مياه تصل الى 32000 كوب/يوم، وبعد التخفيض أصبحت تزود ما معدله 26500 كوب/يوم، مشيرة إلى أن عملية تقليص الكميات مستمرة وهو ما سيؤثر على برنامج التوزيع المعتمد للمناطق المزودة من هذه الوصلة.[327]
- وقال الجيش الإسرائيلي أنه أطلق النار على مشتبه به فلسطيني مسلح اقترب من موقع جلبوع التابع له.[328]
- وإدعى الجيش الاسرائيلي أنه قتل أكثر من 250 مسلحًا، من بينهم 12 من كبار قادة كتائب القسام ومكتبها السياسي في غزة منذ 18 مارس/آذار، كما أعلن أنه دخل مرحلة جديدة من قتال حماس.[329]
- استشهد 3 أشخاص وجرح أكثر من 15 آخرين في قصف جوي استهدف منزلًا في حي الشجاعية شرقي مدينة غزة واستشهد 3 فلسطينيين وجرح آخرين ومفقودون في قصف جوي إسرائيلي استهدف منزلًا بمنطقة اليرموك وسط مدينة غزة، واستشهد 4 فلسطينيين وأصيب آخرون في غارة على دورية للشرطة وسط مدينة دير البلح، واستشهد 10 أشخاص وجرح آخرين في قصف على منزل وخيام تؤوي نازحين في منطقة الكتيبة شمالي مدينة خان يونس.[330][331]
- أعلنت حكومة رئيس الوزراء المجري فيكتور أوربان انسحاب المجر من المحكمة الجنائية الدولية بعد وصول رئيس الوزراء الإسرائيلي بنيامين نتنياهو، المطلوب بموجب مذكرة اعتقال صادرة عن المحكمة الجنائية الدولية بتهمة ارتكاب جرائم حرب في الحرب على غزة، في زيارة رسمية إلى المجر.[332][333]
- ونشر الجيش الإسرائيلي وجهاز الأمن العام (الشاباك) أسماء أربعة أشخاص زعم أنهم قتلوا في الغارة على عيادة تابعة للأونروا في شمال غزة وأنهم من مسلحي حماس.[334]
- وقالت وزارة الصحة اليمنية التابعة للحوثيون أن 92 مدنياً استشهد وجرح 165 آخرين من جراء الغارات الأميركية على اليمن منذ منتصف آذار/مارس الماضي، وأضاف «العدوان الثلاثي الأميركي - البريطاني - الإسرائيلي» على اليمن أسفر عن استشهاد وإصابة 964 مدنياً بينهم 250 شهيداً.[335]
- اقتحم عشرات المستوطنين الإسرائيليين المسجد الأقصى المبارك بحماية من شرطة الاحتلال الإسرائيلي.[336]
- استهدفت طائرات الاحتلال الإسرائيلي الإسرائيلي سيارة في مدينة بنت جبيل ما أسفر عن سقوط جريحين.[337] وأصيب شخص بجروح إثر غارة إسرائيلية على مركبته في جنوبي لبنان، واستهدفت مروحية اسرائيلية غرفًا جاهزة في الناقورة جنوبي لبنان.[338]
- واستشهد 9 مدنيين وجرح آخرين على الأقل جراء قصف شنّته إسرائيل على حرش سد الجبيلية الواقع بين مدينة درعا وبلدة تسيل غرب درعا أعقب توغلا إسرائيليًا في المنطقة، تزامنت مع تحليق مكثف لطائرات الاستطلاع في سماء محافظة القنيطرة المجاورة وريف درعا الغربي.[339]

### 4 أبريل
- ذكرت وزارة الصحة في غزة أن 86 فلسطينيًا استشهد وجرح 287 في غارات ومجازر إسرائيلية خلال الـ 24 ساعة الماضية، مما يرفع عدد الشهداء الفلسطينيين في غزة إلى 50,609 شهيد. وأن الغالبة من النساء والأطفال، ويُعتقد أن العدد الحقيقي أعلى بكثير، إذ يُمكن أن تكون الآلاف من الناس لا يزالون تحت الأنقاض.[340]
- وأفادت وسائل إعلام تابعة للحوثيون أن غارات أمريكية استهدفت منطقة العصايد بمديرية كتاف والبقع في محافظة صعدة، وأن غارات أمريكية أخرى استهدفت منطقة كهلان شرق مدينة صعدة.[341]
- وأفاد الدفاع المدني اللبناني أن 3 أشخاص استشهدوا في غارة على شقة في مدينة صيدا جنوبي لبنان،[342] وأعلنت كتائب القسام الجناح العسكري لحماس استشهاد القائد حسن أحمد فرحات “أبو ياسر” من في الغارة برفقة ابنه وابنته.[343]
- استشهد شاب فلسطيني «حسين جميل حردان (42 عاما)» فجر اليوم برصاص الاحتلال الإسرائيلي عند حاجز الجلمة العسكري شمال مدينة جنين شمال الضفة الغربية، ونقل لمستشفى جنين الحكومي.[344]
- وقال مدير مستشفى الأهلي العربي المعمداني إن الوضع الصحي في شمال غزة "كارثي" و"خارج عن السيطرة.[345]
- استشهد شاب فلسطيني برصاص جنود الاحتلال قرب قرية حوسان غرب بيت لحم، وقالت قوات الاحتلال الإسرائيلي إنها قتلته مسلحاً بزعم أنه ألقى حجارة على "الطريق 375" والوحدات الإسرائيلية في محيط حوسان.[346][347]
- أسفرت مجزرة إسرائيلية بقصف طائرات الإحتلال الإسرائيلي منزلًا لعائلة "العقاد" من ثلاثة طوابق في منطقة حي المنارة جنوب شرق خان يونس على رؤوس سكانه ما إلى استشهاد 20 فلسطينيًا وجرح آخرين[ج] في حصيلة غير نهائية.[348]
- قالت منظمة ميرسي كوربس إن الأزمة الإنسانية في غزة تتصاعد بعد منع شاحنات المساعدات من دخول غزة لمدة شهر كامل.[349]
- وبدأ جيش الاحتلال الإسرائيلي توغل شرق حيالشجاعية بمدينة غزة وسط قصف وأحزمة نارية كثيفة.[350]
- استشهد رجل وزوجته بقصف من مسيّرة إسرائيلية على فلسطينيين شمال شرقي مدينة رفح، فيما استشهد 3 فلسطينيين وجرح آخرين في قصف لخيمة تؤوي نازحين في مناطق غربية من مواصي خان يونس.[351]
- قال مسؤولون أمريكيون بالبنتاغون إن العملية والغارات الأمريكية في اليمن تكلفتها تتجاوز مليار دولار خلال أيام وأن نجاحها محدود في استهداف الترسانة العسكرية للحوثيون.[352]
- أعلنت جماعة الحوثيون تنفيذ عملية عسكرية باستهداف حاملة الطائرات الأمريكية "يو إس إس هاري ترومان" وقطع حربية تابعة لها في البحر الأحمر بعدد من الصواريخ المجنحة والطائرات المسيرة في اشتباك هو الثاني خلال 24 ساعة الماضية.[353]
- وقالت منظمة أطباء بلا حدود إن غارة إسرائيلية أسفرت عن مقتل أحد العاملين لديها إلى جانب زوجته وابنته في صباح الأول من أبريل/نيسان في جنوب غرب دير البلح في وسط غزة.[354]
- ووافقت إدارة الرئيس الأمريكي ترامب على بيع أكثر من 20 ألف بندقية هجومية بقيمة 24 مليون دولار لإسرائيل، وهو ما تأخر بسبب مخاوف إدارة بايدن بشأن استخدامها من قبل المستوطنين المتطرفين.[355]
- وزعم الجيش الإسرائيلي وجهاز الأمن العام (الشاباك) أنهما قتلا أحد عناصر حماس المتورطين بزعم تحويل الأموال إلى كتائب القسام في غارة جوية قبل يوم واحد.[356]
- وقال الجيش الإسرائيلي إنه أسقط طائرة بدون طيار أطلقت "من الشرق".[357]
- أعلن الحوثيون في اليمن قصف هدف عسكري في منطقة يافا المحتلة (تل أبيب) وذلك بطائرة مسيرة نوع "يافا تل أبيب وسط إسرائيل بطائرة مسيرة، وإسقاط طائرة استطلاع تعمل لصالح أمريكا وإسرائيل في أجواء محافظة صعدة اليمنية.[358]

### 5 أبريل
- أعلنت وزارة الصحة في غزة أن 60 فلسطينيًا استشهدوا وجرح 162 في الغارات والمجازر الإسرائيلية خلال الـ24 ساعة الماضية، مما رفع حصيلة الشهداء الفلسطينيين في غزة منذ بدأ الحرب إلى 50459.[359]
- هاجم مستوطنون إسرائيليون بحماية قوات الاحتلال الإسرائيلي بالحجارة مزارعين ومركبات عند المدخل الغربي لقرية خربة أبو فلاح وقرب قرية المغير شمال شرق رام الله.[360]
- ونشر جيش الاحتلال الإسرائيلي آليات عسكرية في الشوارع الرئيسية لمدينة طولكرم شمالي الضفة الغربية ونصب الحواجز الطيارة وأعاق حركة تنقل المواطنين والمركبات.[361]
- وأفادت مصادر طبية فلسطينية أن أكثر من 30 فلسطينياً استُشهد منذ فجر اليوم نتيجة القصف الإسرائيلي المتواصل على مختلف مناطق قطاع غزة.[362]
- وفصفت طائرة مسيرة للاحتلال بصاروخ تكية طعام خيرية بمخيم القطاطوة غرب مدينة خان يونس جنوبي القطاع، مما أدى لاستشهاد 3 فلسطينيين، فيما طائرة مسيرة قصفت شقة سكنية وسط خان يونس، مما أدى لاستشهاد فلسطيني، وإصابة زوجته وطفله بجروح، كما قصفت مدفعية الاحتلال شارع السكة بحي الزيتون جنوب شرق مدينة غزة، مما أدى لاستشهاد شابة فلسطينية، وقصفت طائرات إسرائيلية حربية منزلًا يعود لعائلة أبو عطا في حي الشجاعية شرق مدينة غزة، مما أدى لاستشهاد امرأة ورجلان أحدهما طبيب ومهندس في وإصابة آخرين، واستشهد فلسطينيان جراء قصف للاحتلال على شارع وادي العرايس بحي الشجاعية.[363]
- أصيب فلسطيني إثر اعتداء لمستوطنين إسرائيليين وإطلاق الكلاب عليه أثناء حراثته أرضه في وادي الأعور جنوب مدينة الخليل جنوبي الضفة الغربية.[364]
- واستشهد اثنين في قصف مسيرة إسرائيلية مجموعة فلسطينيين في حي الشجاعية شرقي مدينة غزة، واستشهد شاب متأثرا بجروح جراء قصف الاحتلال على بلدة النصر شمال شرق مدينة رفح، واستشهد 6 مدنيين في قصف على منطقة قيزان رشوان جنوبي مدينة خان يونس، كما استشهد فلسطيني وأصيب آخر جراء قصف شنه الاحتلال على مجموعة فلسطينيين في المواصي غربي المدينة، واستشهد فلسطينيان جراء غارة إسرائيلية استهدفت محيط مستشفى شهداء الأقصى في دير البلح وسط القطاع.[365]
- وأعلن الجيش الإسرائيلي أنه دخل إلى ممر موراج الأسبوع الماضي،[366] وقال المتحدث باسم جيش الاحتلال الإسرائيلي أفيخاي أدرعي أن قوات الفرقة 36 بدأت عملياتها الأولى في محور "موراغ" في قطاع غزة للمرة الأولى.[367]
- ونشر الجيش الإسرائيلي مشاهد لما قال أنها من العمليات الأولى التي قامت بها قوات الجيش في "محور موراغ" وسط قطاع غزة.[368]
- وأفادت وسائل إعلام يمنية تابعة للحوثيون أن أربع غارات أمريكية استهدفت منطقة حفصين غرب مدينة صعدة تركز على محل تجاري متخصص في بيع ألواح الطاقة الشمسية واستهدف منزل مجاور للمحل أدى لاستشهاد مواطن وإصابة 4 آخرين.[369]
- وتداولت وسائل إعلام ونشطاء مقطع فيديو من هاتف أحد المسعفين من الدفاع المدني الفلسطيني فند رواية إسرائيل بشأن استهداف مسعفين في قطاع غزة.[370]
- قالت وكالة الأونروا أن نحو 1.9 مليون شخص تشردوا قسرياً في قطاع غزة، وأن انهيار وقف إطلاق النار تسبب في موجة أخرى من تشريد، نحو 142 ألف شخص بين 18 و23 مارس (آذار) الماضي».[371]

### 6 أبريل
- أعلنت وزارة الصحة في غزة أن 26 فلسطينيًا استشهدوا وجرح 113 في الغارات والمجازر الإسرائيلية خلال الـ24 ساعة الماضية، مما رفع حصيلة الشهداء الفلسطينيين في غزة منذ بدأ الحرب إلى 50,695.[372]
- واقتلع مستوطنون إسرائيليون نحو 15 شتلة زيتون زرعت حديثا في المنطقة الشمالية لقرية أم صفا شمال رام الله وسط الضفة الغربية.[373]
- استشهدت الصحفية الفلسطينية «إسلام نصر الدين مقداد» وطفلها خلال انتظارها لقاء طفلتها التي تتلقى العلاج في مصر جراء قصف إسرائيلي منزلًا بحي الأمل غرب مدينة خان يونس.[374]
- وذكرت وزارة الصحة اللبنانية أن شخصين استشهدوا في اغارة شنها الجيش الإسرائيلي على بلدة زبقين جنوب لبنان،[375] وزعم جيش الاحتلال الإسرائيلي أنه استهدف اثنين من مسلحي حزب الله كانا يحاولان استعادة البنية التحتية للمسلحين.[376]
- استشهد فلسطيني[د] وجرح أربعة آخرين في قصف مدفعي إسرائيلي استهدف بلدة عبسان الكبيرة شرقي خان يونس، واستشهد فلسطينيان[ه] في قصف طائرات الاستطلاع الإسرائيلية لهم مقابل المدخل الشرقي لشارع مستشفى شهداء الأقصى شمال مدينة دير البلح، واستشهد رجل وطفلته جراء قصف إسرائيلي لمنزل يعود لعائلة السلاخي في حي الزيتون جنوب مدينة مدينة غزة، وأدت مجزرة بقصف طائرات إسرائيلية خياما تؤوي نازحين في منطقة المواصي غربي خان يونس لمقتل 6 فلسطينيين وإصابة 20 آخرين.[374][377]
- قتل مزارعان[و] في قصف من مسيرة إسرائيلية استهدفهما أثناء عملهما في محررة عين جالوت جنوب غرب خان يونس، فيما أدى القصف الإسرائيلي على محيط مدرسة هارون الرشيد غربي المدينة إلى استشهاد شخصين وإصابة آخرين.[378]
- استشهد 8 آخرون في قصف استهدف منزلًا يعود لعائلة عبد الهادي في حي الأمل بمدينة خان يونس، واستشهد مواطنين اثنين وجرح آخرين بقصف من الطائرات الإسرائيلية لمنزل قرب مدرسة عين جالوت بحي الزيتون جنوب شرقي مدينة غزة.[378]
- واستشهد 3 فلسطينيين وجرح آخرون بجروح بعد قصف مدفعية الاحتلال مجموعة من المواطنين قرب شارع الزاوية عند دوار زمور شرق مدينة جباليا شمال غزة، واستشهد مواطن على الأقل وأصيب آخرون جراء قصف طيران الاحتلال مجموعة من المواطنين في بلدة الزوايدة وسط قطاع غزة.[379]
- اقتحم مستوطنون إسرائيليون تحت حراسة من قوات الاحتلال المسجد الأقصى في مدينة القدس المحتلة.[380]
- استُشهد مساء اليوم طفل فلسطيني[ز] وأصيب طفلان آخران برصاص الاحتلال في بلدة ترمسعيا شمال شرق رام الله.[381]
- وقال المكتب الحكومي بغزة أن الاحتلال الإسرائيلي «أزال محافظة رفح من الخريطة وحوَّلها إلى كارثة إنسانية مكتملة الأركان»، وأوضح أن الجيش الإسرائيلي دمر أكثر من 90% من المنازل في المدينة بشكل كامل أي ما يزيد على 200 ألف مبنى تضم أكثر من 50 ألف وحدة سكنية ودمر 22 بئر مياه من أصل 24 بئرًا، وأكثر من 85% من شبكات الصرف الصحي، ودمر وجرف 320 كيلومترا من الشوارع بشكل كامل، وأخرج 12 مركزا طبيا عن الخدمة ودمر 8 مدارس ومؤسسات تعليمية.[382]
- وقال الجيش الإسرائيلي أنه قصف أكثر من 130 هدفًا في غزة خلال عطلة نهاية الأسبوع، زاعمًا أن الغارات استهدفت «عناصر من حماس وعناصر من جماعات مسلحة أخرى، وبنى تحتية بما في ذلك أنفاق ومراكز قيادة».[383]
- اقتحمت قوات الاحتلال بلدة زعترة شرق بيت لحم، وأصيب شابان برصاص الاحتلال قرب جدار الفصل العنصري في واد الحمص شمال شرق بيت لحم، كما اقتحمت المنطقة الشرقية من مدينة نابلس انطلاقًا من حاجز حوارة وداهمت عدة منازل في بلاطة البلد واندلعت اشتباكات مع فلسطينين.[384]
- استشهد 11 فلسطيني بينهم 8 أطفال وجرح آخزين في مجزرة عقب قصف مدفعي إسرائيلي استهدف مواطنين يتجمعون حول فرن للحصول على الخبز بشارع النخيل في حي التفاح بمدينة غزة.[377][385]
- أعلن برنامج الأغذية العالمي إغلاق جميع المخابز الـ 25 التي يدعمها في غزة بسبب نقص الوقود والدقيق" على خلفية الحصار الإسرائيلي المستمر على القطاع.[386]
- وأعلن الجيش الإسرائيلي أنه اعترض خمسة من 10 صواريخ أطلقت من دير البلح وسط قطاع غزة منطقة أسدود حيث آصيب رجل،[387] وأعلنت كتائب القسام قصفها منطقة أسدود المحتلة "برشقة صاروخية رداً على المجازر الصهيونية بحق المدنيين".[388] وأصدر الجيش الإسرائيلي أوامر إخلاء جديدة للسكان في دير البلح وسط قطاع غزة محذرًا من هجوم على المنطقة، بزعم أن الصواريخ أطلقت من المنطقة، وأصابت قاذفة الصواريخ المستخدمة لإطلاق الصواريخ.[389][390]
- وقالت سرايا القدس إنها دمرت آلية عسكرية صهيونية بتفجير عبوة شديدة الانفجار من نوع ثاقب زرعناها مسبقا بحي الشجاعية بغزة، وأعلنت كتائب أبو علي مصطفى إسقاط مسيّرة إسرائيلية من طراز "EVO MAX" شمالي قطاع غزة.[388][391]
- وأفادت وسائل إعلام يمنية تابعة للحوثيين ووزارة الصحة 4 مدنيين استشهدوا وجرح 16 آخزين بينهم نساء وأطفال في غارة أمريكية استهدفت منزلا في منطقة شعب الحافة، بمديرية شعوب، شمالي شرق العاصمة صنعاء.[392][393]

### 7 أبريل
- أعلنت وزارة الصحة في غزة أن 57 فلسطينيًا استشهدوا وجرح 137 في الغارات والمجازر الإسرائيلية خلال الـ24 ساعة الماضية، مما رفع حصيلة الشهداء الفلسطينيين في غزة منذ بدأ الحرب إلى 50,752.[394]
- واستهدفت غارة إسرائيلية منزلًا لعائلة النفار وسط خان يونس جنوبي قطاع غزة، مما أسفر عن استشهاد 6 أشخاص بينهم سيدتان وجرح أكثر من 28 آخرين بجروح متفاوتة.[395]
- استشهد الصحفي «حلمي الفقعاوي» ومواطن في قصف طائرات إسرائيلية لخيمة للصحفيين بجوار مجمع ناصر الطبي في خان يونس، وجرح 6 صحفيين آخرين بينهم مصور قناة الجزيرة محمود عوض.[396][397] وقال الجيش الإسرائيلي وجهاز الأمن العام (شين بيت) إنهما نفذا غارة جوية استهدفت مصورًا صحفيًا زعم أنه دخل إسرائيل مع مسلحي حماس خلال هجمات 7 أكتوبر.[398]
- استشهد فلسطينيان وأصيب آخرون في قصف إسرائيلي استهدف منزلا غربي مدينة دير البلح وسط قطاع غزة، وأدى قصف إسرائيلي استهدف منزلين غرب مدينة دير البلح لاستشهاد 5 أشخاص، بينما استشهد مواطن فلسطيني[ح] متأثرا بإصابته في قصف سابق على منزل عائلته بمنطقة المنارة جنوبي خان يونس، واستشهد اثنان آخران وأصيب عدد من المواطنين في قصف إسرائيلي استهدف مجموعة من الأفراد في منطقة جباليا البلد شمال القطاع.[399]
- اقتحم مستوطنون إسرائيليون متطرفون يهود باحات المسجد الأقصى في مدينة القدس المحتلة من جهة باب المغاربة بحراسة مشددة من شرطة الاحتلال الإسرائيلي.[400]
- واستهدف الطيران الإسرائيلي سيارة مدنية بالقرب من برج الوحدة غرب مدينة غزة، ما أدى لإصابة عدد من الأشخاص.[401]
- واستشهد مواطن لبناني بغارة شنتها طائرة مسيرة إسرائيلية على بلدة الطيبة جنوب لبنان.[402] وإدعى الجيش الإسرائيلي أنه قتل قائدًا في حزب الله كان يقود وحدة صواريخ في المنطقة، بالإضافة إلى عدة هجمات صاروخية على الجليل الأعلى.
- صرح الجيش الإسرائيلي بأنه أسقط طائرة مسيرة أُطلقت باتجاه إسرائيل "من الشرق" قبل دخولها.[403] وأعلن الحوثيون بأنهم أطلقوا طائرة مسيرة على هدف للجيش الإسرائيلي في منطقة يافا (تل أبيب) واستهدفوا مدمرتين أمريكيتين في البحر الأحمر باستخدام صواريخ كروز وطائرة مسيرة.[404]

### 8 أبريل
- وأفادت وزارة الصحة في غزة أن 58 فلسطينيًا استشهدوا وجرح 213 في الغارات والمجازر الإسرائيلية خلال الـ24 ساعة الماضية، مما رفع حصيلة الشهداء الفلسطينيين في غزة منذ بدأ الحرب إلى 50,810.[405]
- وجرح مواطن في بلدة ميس الجبل جنوب لبنان بعد إطلاق جنود الاحتلال الإسرائيلي النار على عدد من المواطنين.[406]
- استشهدت فلسطينية «أمانة يعقوب (30 عاما)» برصاص الاحتلال الإسرائيلي قرب مستوطنة "أرئيل" عند مفرق بلدة حارس غربي مدينة سلفيت شمالي الضفة الغربية،[407] وإدعى الجيش الإسرائيلي أن قواته قتلت الفلسطينية بعد إلقائها الحجارة على الجنود ومحاولتها تنفيذ عملية طعن شمال الضفة.[408]
- استشهد الصحفي الفلسطيني أحمد منصور متأثراً بجروحه وحروقه التي أُصيب بها في غارة للطيران الإسرائيلي قصفت خيمة للصحافيين في جوار مجمع ناصر الطبي بخان يونس، ما يرفع عدد الشهداء الصحفيين في غزة إلى 211.[409]
- وأفادت وسائل إعلام يمنية تابعة للحوثيون أن طائرات أمريكية نفذت سلسلة غارات على حي سكني في مديرية الحوك بمحافظة الحديدة، واستهدفت غارات مدينة مقبل السكنية في مدينة الحديدة أسفرت عن استشهاد 4 على الأقل وإصابة 13 آخرين جراح بعضهم خطيرة، واستهدفت 5 غارات جبل الجميمة في مديرية بني حُشيش شرقي العاصمة، وطالت 6 غارات منطقة جربان في مديرية سنحان جنوبي صنعاء واستهدفت شبكة الاتصالات في منطقة شوابة بمديرية ذيبين بمحافظة عمران،[410][411][412] وأفادت مصادر لم تسمها لقناة الحدث السعودية أن الضربات الأمريكية في قتلت رئيس استخبارات الحوثيين وأصابت ضربتين جويتين مواقع تخزين أسلحة للحوثيين في جزيرة كمران ومستودع ذخيرة في منطقة الجوبة بمحافظة مأرب.[413][414]
- استشهد 5 فلسطينيين في غارة إسرائيلية على منزل في مشروع بيت لاهيا شمال القطاع، واستشهد 3 فلسطينيين وأصيب آخرين بقصف إسرائيلي استهدف تجمعا لمدنيين بمحيط "مفترق الأمن العام" شمال غرب مدينة غزة، كما استشهد فلسطينيين آخرين بقصف مدفعي إسرائيلي على شارع النزاز بحي الشجاعية شرقي مدينة غزة.[415]
- استشهد 9 فلسطينيين بينهم 3 أطفال في قصف جوي إسرائيلي عنيف على منزل عائلة صباح غربي مدينة دير البلح وسط قطاع غزة[416]
- فجرت قوات الاحتلال الإسرائيلي منزلا وسط مخيم جنين، وأطلقت قنابل الغاز المسيل للدموع في منطقة وادي برقين غرب جنين.[417]
- أصيب 23 فلسطينيا خلال اقتحام جيش الاحتلال الإسرائيلي حرم جامعة القدس ببلدة أبو ديس شرقي القدس المحتلة، وأصيبوا جراء استنشاق الغاز المسيل للدموع، وإصابة بالحروق.[418]
- وقال الجيش الإسرائيلي أنه قام بحل فصيلة من جنود الاحتياط وعاقب عددًا من الضباط لقيامهم بتخريب معسكر في الضفة الغربية.[419]

### 9 أبريل
- وأفادت وزارة الصحة في غزة أن 36 فلسطينيًا ايتشهد (منهم 3 تم انتشالهم انتشال) وجرح 41 في الغارات والمجازر الإسرائيلية خلال الـ24 ساعة الماضية، مما رفع حصيلة الشهداء الفلسطينيين في غزة منذ بدأ الحرب إلى حصيلة حرب الإبادة على غزة ترتفع إلى 50,846.[420]
- استشهد 35 فلسطينياً بينهم 8 أطفال وجرح أكثر من 50 آخرين في مجزرة باستهداف الظائرات الإسرائيلية منزلاً لعائلة أبو عمشة مكونا من 4 طوابق في شارع بغداد بحي الشجاعية شرق مدينة غزة، وأدى إلى تدمير المنزل وإلحاق أضرار بعشرة منازل مجاورة جميعها مأهولة بالسكان.[421][422] وإدعى الجيش الإسرائيلي إنه استهدف أحد كبار نشطاء حماس.[423]
- اقتحم عشرات المستوطنين الإسرائيليين باحات المسجد الأقصى من جهة باب المغاربة في مدينة القدس تحت حماية قوات الاحتلال الإسرائيلي.[424]
- باستشهاد فلسطينيين اثنين، بينهما طفل، في قصف إسرائيلي استهدف شقة سكنية لعائلة الحاج في مخيم النصيرات وسط القطاع، وأشار إلى أن فلسطينيا توفي متأثرا بجراح أصيب بها جراء قصف إسرائيلي سابقفلسطينيين آخرين، بينهما سيدة، استشهدا في قصف إسرائيلي استهدف خيمتين تؤويان نازحين غرب مدينة خان يونس جنوب قطاع غزة.[421]
- وقال الجيش الإسرائيلي أنه هدمت منزل أحد النشطاء الفلسطينيين في الضفة الغربية الذي قتل جنديا في محيط مستوطنة دولف عام 2024.[425]
- وقال الجيش الإسرائيلي أنه هدم منزل أحد المسلحين الفلسطينيين في دير إبزيع بزعم أنه قتل جنرالا وأصاب ستة آخرين خلال تبادل لإطلاق النار في عام 2024.
- وأعلنت وزارة الصحة في غزة إن 60 ألف طفل في غزة معرضون الآن لخطر الإصابة بمضاعفات صحية خطيرة بسبب سوء التغذية.[426]
- ونشرت سرايا القدس مشاهد من زراعة وتفجير مقاتليها لعبوة ناسفة بدبابة إسرائيلية أثناء توغلها بحي الشجاعية شرق مدينة غزة.[427]
- صرح الجيش الإسرائيلي أنه نفذ غارات جوية على 45 هدفًا في أنحاء غزة خلال الساعات الأربع والعشرين الماضية. كما قال إنه دمر فتحات أنفاق وبنية تحتية في مخيم تل السلطان للاجئين وعلى طول ممر موراج، وقتل مسلحين ودمر مخزونًا من المعدات القتالية في الشجاعية.[428]
- قال الجيش الإسرائيلي إن صاروخا باليستيا أطلقه الحوثيون باتجاه إسرائيل سقط في المملكة العربية السعودية.[429] وأعلن الحوثيون ضرب هدفاً عسكرياً في منطقة "يافا" (تل أبيب) بطائرة مسيّرة من نوع "يافا"، واستهداف عدد من القطع الحربية المعادية، وعلى رأسها حاملة الطائرات الأميركية "ترومان" شمالي البحر الأحمر بعدد من الطائرات المسيرة.[430] ونشر الإعلام الحربي للحوثيون مشاهد لحطام الطائرة الأميركية "MQ_9" تمّ إسقاطها في أجواء محافظة الجوف بصاروخ أرض-جو محلي الصنع.[431]
- واستهدفت مروحية اسرائيلية بصاروخين منزلاً في بلدة ياطر جنوبي لبنان.[432]
- وأفادت وسائل الإعلام التابعة للحوثيون أن 4 غارات أمريكية استهدفت منطقة رِجَام في مديرية بني حشيش شرقي العاصمة اليمنية صنعاء وغارات متجددة استهدفت منطقة النهدين جنوبي العاصمة صنعاء أسفرت عن استشهاد 3 مدنيين وجرح آخرين،[433][434] فيما أفادت وزارة الصحة اليمنية بارتفاع حصيلة الغارات في محافظة الحديدة غربي اليمن أمس إلى 12 شهيداً و15 جريحاً وأنّ عمليات رفع الأنقاض لا تزال مستمرة.[433]

### 10 أبريل
- أعلنت وزارة الصحة في غزة أن 40 شخصاً على الأقل استشهد وجرح 146 في غارات ومجازر إسرائيلية خلال الـ24 ساعة الماضية، مما رفع حصيلة الشهداء الفلسطينيين في غزة إلى 50886.[435]
- استشهد 5 فلسطينيين في قصف إسرائيلي استهدف منزلا وخيمة تؤوي نازحين في منطقة المواصي شمال خان يونس، واستشهد فلسطيني جراء قصف إسرائيلي لخيمة تؤوي نازحين شمال غرب مدينة الزهراء وسط القطاع.[436]
- اقتحمت قوات الاحتلال الإسرائيلي عددا من أحياء مخيم بلاطة شرق مدينة نابلس بالضفة الغربية ونشرت قناصة على أسطح بعض المباني ودهمت عددا من المنازل، كما أغلقت جميع مداخل المخيم وفرضت حظرا للتجوال على عدد من أحيائه.[437]
- اعتقلت قوات الاحتلال الإسرائيلي 60 عاملًا فلسطينيًا بالقرب من الجدار الفاصل في منطقة معبر ترقوميا غرب محافظة الخليل أثناء محاولتهم الدخول إلى إسرائيل بغرض العمل.[438]
- المحكمة الدستورية العليا الإسرائيلية ترفض التماسًا من عائلات المحتجزين الإسرائيليين في غزة لإلزام الحكومة الإسرائيلية بتزويد غزة بالكهرباء.[439]
- قالت منظمة الصحة العالمية إن إمداداتها للنظام الصحي في غزة سوف تنفد خلال أسبوعين إلى أربعة أسابيع ما لم يتم رفع الحصار عن المساعدات.[440]
- أفرجت سلطات الاحتلال الإسرائيلي عن الأسير أحمد مناصرة بعد أن أمضى عشر سنوات في سجون الاحتلال.[441]
- قال نائب المتحدث باسم الأمم المتحدة فرحان حق أن حوالي 12 ألفًا و500 مريض في غزة ما يزالون بحاجة إلى إجلاء طبي عاجل ودعا لتمكين المؤسسات الطبية من القيام بذلك عبر جميع المعابر والممرات المتاحة.[442]
- اعتقلت الشرطة الإسرائيلية 23 متظاهرًا في مظاهرة مناهضة للحرب في حيفا.[443]

### 11 أبريل
- أعلنت وزارة الصحة في غزة أن 26 شخصاً على الأقل استشهد وجرح و106 في غارات ومجازر إسرائيلية خلال الـ24 ساعة الماضية، مما رفع حصيلة الشهداء الفلسطينيين في غزة إلى 50,912.[444]
- استُشهد 10 فلسطينيين بينهم أطفال ونساء جراء استهداف طائرات الاحتلال الإسرائيلي الحربية منزلًا لعائلة “الفرا” في شارع المارس بحي المحطة وسط مدينة خان يونس، وقالت مصادر طبية أن العائلة «مسحت من السجل المدني».[445][446]
- استشهد طفل فلسطيني وجرح آخرين إثر غارة إسرائيلية استهدفت منزلًا في جباليا البلد شمالي قطاع غزة.[447]
- استشهد 10 فلسطينيين في قصف إسرائيلي على منزل بمنطقة الكتيبة شمالي مدينة خان يونس، ولستشهد عدد من الفلسطينيين وجرح آخرين في قصف إسرائيلي على فلسطينيين بمنطقة العطاطرة في مدينة بيت لاهيا شمال القطاع.[448]
- أحرقت قوات الاحتلال الإسرائيلي منزلاً في محيط مخيم جنين للاجئين بالضفة الغربية وذلك بعد 10 أيام من احتلاله وتحويله إلى ثكنة عسكرية.[449]
- صرحت مفوضية الأمم المتحدة السامية لحقوق الإنسان بأنها تأكدت من معلومات تفيد بأن نسبة كبيرة من ضحايا الغارات الإسرائيلية في أنحاء غزة كانوا من النساء والأطفال. وزعم الجيش الإسرائيلي سعيه للحد من وفيات المدنيين، واتهم حماس باستخدام المدنيين في غزة كدروع بشرية، والقتال من مناطق مدنية، بما في ذلك المنازل والمستشفيات والمدارس والمساجد.[450]
- وإدعى الجيش الإسرائيلي إنه ضرب أكثر من 35 هدفًا بما في ذلك المسلحين والبنية التحتية ومواقع القنص ونقاط المراقبة التي "شكلت تهديدًا" في غزة في اليوم الأخير، كما زعم أنه قتل العديد من المسلحين ودمر البنية التحتية التي تستخدمها حماس في ممر موراج ومخيم تل السلطان للاجئين وشمال غزة.[451]
- استهدقت طائرات أمريكية منطقة الحاوري جنوبي المعمر في مديرية همدان شمالي غرب العاصمة صنعاء بـ4 غارات واستهدفت مديريتي بني حشيش وهَمَدان قرب صنعاء وجبلي فج عطان ونقم بـ10 غارات متتالية.[452]
- وقال الجيش الإسرائيلي وجهاز الأمن العام (الشاباك) إنهما قتلا 11 مسلحاً شاركوا في هجمات السابع من أكتوبر/تشرين الأول في غارات جوية حديثة على غزة.[453]
- استهدف قصف مدفعي إسرائيلي بلدة عيتا الشعب بقضاء بنت جبيل في جنوب لبنان، وأفاد موقع لبناني أن قوة مشاة إسرائيلية توغلت عبر الحدود باتجاه منتزهات الوزاني وقام عناصرها بأعمال تفتيش في المنطقة وأن دورية من الجيش اللبناني تصدّت لقوة إسرائيلية خرقت الخط الأزرق في محلة الحميض على أطراف بلدة علما الشعب الجنوبية وأضاف أن قوة من الجيش الإسرائيلي توغلت داخل الأراضي اللبنانية بهدف تنفيذ أعمال تجريف وقطع أشجار في المنطقة ما استدعى استنفارًا متبادلاً بين الجانبين.[454][455]
- وقالت الشرطة الإسرائيلية إنها اعتقلت اثنين من سكان الجليل بتهمة التخطيط لهجمات مع مجموعة لواء طولكرم المسلحة.[456]
- أعلن جيش الاحتلال الإسرائيلي إصابة جندي من الكتيبة 12 في لواء غولاني بجراح خطيرة في معركة جنوب قطاع غزة.[457]
- بدأ سكان المناطق الشرقية من مدينة غزة النزوح بعد إنذار الجيش الإسرائيلي لهم بالإخلاء متوعدا "بقصف عنيف لأحيائهم"، وأصدر الجيش الاسرائيلي إنذرا بإخلاء جميع سكان مناطق خربة خزاعة، وعبسان الكبيرة والجديدة في مدينة غزة إلى «المآوي المعروفة» في مدينة خان يونس، وسكان أحياء الشجاعية والتركمان والزيتون الشرقي بالإخلاء بالتوجه نحو المناطق غرب المدينة.[458]
- قال مدير عام منظمة الصحة العالمية تيدروس أدهانوم غيبريسوس أن إسرائيل تمنع 75 بالمئة من بعثات الأمم المتحدة من دخول قطاع غزة بسبب الحصار والهجمات الإسرائيلية.[459]
- أعلنت جماعة أنصار الله الحوثيون في اليمن استهداف حاملة الطائرات الأمريكية "ترومان" بعدد من الصواريخ المجنحة والطائراتِ المسيرة.[460]
- قال الصليب الأحمر إن المستشفى الميداني التابع له في غزة سينفد من الإمدادات خلال أسبوعين.[461]
- وقال الجيش الإسرائيلي إنه أسقط طائرة بدون طيار أطلقت باتجاه إسرائيل "من الشرق" في محيط البحر الميت.[462] وأعلن الحوثيون استهداف "هدفين عسكريين للاحتلال الإسرائيلي" في مدينة يافا المحتلة (تل أبيب) باستخدام طائرتين من نوع "يافا".[463]

### 12 أبريل
- أعلنت وزارة الصحة في غزة أن 21 شخصاً على الأقل استشهدوا وجرح 64 في غارات ومجازر إسرائيلية خلال الـ24 ساعة الماضية، مما رفع حصيلة الشهداء الفلسطينيين في غزة إلى 50,933.[464]
- وقال الجيش الإسرائيلي أن الدفاعات الجوية اعترضت ثلاثة صواريخ أُطلقت من غزة باتجاه إسرائيل،[465] وقالت كتائب القسام قصفها مستوطنة "نير إسحاق" برشقة صاروخية بمنظومة صواريخ "رجوم" قصيرة المدى عيار 114 ملم *رداً على المجازر الإسرائيلية بحق المدنيين في قطاع غزة».[466] وأصدر جيش الاحتلال الإسرائيلي إنذارَا بالإخلاء إلى سكان مناطق خان يونس في أحياء قيزان النجار، قيزان رشوان، السلام، المنارة، القرين، معن، البطن السمين، جورت اللوت، الفخاري وأحياء بني سهيلا الجنوبية بزعم إطلاق الصواريخ منها.[467]
- استهدف قصف إسرائيلي منطقة العطاطرة في مدينة بيت لاهيا أدى لاستشهاد فلسطينيان وأصيب آخرون.[468]
- قالت اللجنة الإعلامية في مدينة طولكرم إن الاحتلال الإسرائيلي أجبر أكثر من 800 فلسطيني بينهم نساء وأطفال على إخلاء 5 بنايات سكنية في الحي الشمالي للمدينة، وأضافت أن قوات الاحتلال نفذت عمليات تجريف في مناطق عدة بمخيمات طولكرم ونور شمس تزامنا مع استيلائها على بنايات في شارع نابلس وتحويلها لثكنات عسكرية.[469]
- أفادت قناة "المسيرة" التابعة لأنصار الله الحوثيون بأن غارات أمريكية استهدفت المعهد المهني بمديرية الصومعة واستهدفت 3 غارات منطقة السهلين بمديرية آل سالم في محافظة صعدة[470] واستهدفت غارتين مديرية المنيرة.[471]
- بسقوط شهيد ومصابين إثر قصف مسيرة إسرائيلية خيمة نازحين في المواصي غربي مدينة خان يونس جنوبي قطاع غزة.[472] واستشهد فلسطيني في قصف من مسيرة إسرائيلية في منطقة قيزان النجار جنوبي مدينة خان يونس، وباستشهاد فلسطيني في قصف من مسيرة إسرائيلية وسط مدينة خان يونس جنوبي قطاع غزة.[473]
- قال المتحدث باسم الجيش الإسرائيلي إن قوات الفرقة 36 سيطرت على «محور موراج» بالكامل بين مدينتي رفح وخان يونس، واستكملت تطويق رفح.[474]
- أعلن الجيش الإسرائيلي توسيع نطاق هجومه ليشمل حيي الدرج والتفاح في مدينة غزة. وإدعى أنه قتل عددًا من المسلحين ودمر نقاط مراقبة وأنفاقًا وبنى تحتية أخرى تابعة لحماس.[475]
- قال مدير المستشفيات الميدانية في وزارة الصحة بغزة مروان الهمص أن نحو 50 شهيدًا و200 إصابة يوميًا بسبب القصف الإسرائيلي المتواصل على قطاع غزة

وفقد 99% من خدمة القسطرة القلبية وجراحة القلب
ومخزون المنشآت الصحية من الوقود في غزة يكفي لـ15 يوما فقط.
- باستشهاد فلسطيني وإصابة آخرين في قصف للاحتلال الإسرائيلي على شارع الثلاثيني وسط مدينة غزة.[477] واستشهد 3 فلسطينيين وإصابة آخرين في غارة للاحتلال الإسرائيلي على مدرسة تؤوي نازحين شمالي قطاع غزة.[478]
- صرح الجيش الإسرائيلي أن جنديًا احتياطيًا أصيب بجروح بالغة خلال عمليات على الحدود اللبنانية. ووفقًا لتحقيق أولي أجراه الجيش الإسرائيلي، أصيب الجندي بجروح بالغة بعد أن دخل جنود عن طريق الخطأ حقل ألغام إسرائيلي.[479]
- اتهم المكتب الإعلامي الحكومي في غزة السلطات الإسرائيلية باستخدام المياه "سلاح حرب وأداة إبادة جماعية" ضد أكثر من 2.4 مليون فلسطيني في قطاع غزة، وأضاف أن القوات الإسرائيلية عطلت عمدا خطي مياه "ميكروت" شرق غزة وفي المحافظة الوسطى ما حرم أكثر من 700 ألف مواطن من 35 ألف متر مكعب يوميا من المياه، كما أوقفت الكهرباء عن محطة تحلية مياه دير البلح، ما أدى لتوقفها الكامل وتهديد حياة 800 ألف آخرين بالعطش، ودمر أكثر من 90% من مرافق المياه والصرف الصحي في القطاع ومنع وصول الوقود والطواقم الفنية لإصلاح الأضرار ما تسبّب بانتشار أمراض مرتبطة بتلوث المياه، مثل الإسهال الحاد والزُّحار والتهاب الكبد الوبائي "أ" مع تسجيل أكثر من 1.7 مليون حالة مرضية و50 وفاة غالبيتهم أطفال بسبب الجفاف وسوء التغذية.[480]
- واستهدف الجيش الإسرائيلي مبنى العمليات في المستشفى الأهلي العربي المعمداني في شمال قطاع غزة وهو طابقين ويحتوي على قسم الجراحة ومحطة أكسجين والعناية.[481][482] ووفقًا لمسؤولي الصحة في المستشفى تم إجلاء المرضى من المستشفى بعد أن قال أحد الأشخاص إنه تلقى مكالمة من شخص عرّف عن نفسه بأنه من قوات الأمن الإسرائيلية قبل الهجوم بوقت قصير.[483] توفي ثلاثة أشخاص على الأقل، بينهم صبي يبلغ من العمر 12 عامًا بسبب الإخلاء القسري من المستشفى.[484]

### 13 أبريل
- أعلنت وزارة الصحة في غزة أن 11 فلسطينياً استشهد وجرح 111 وصلوا إلى المستشفيات في غارات ومجازر إسرائيلية في مختلف أنحاء غزة خلال الـ24 ساعة الماضية، ما يرفع إجمالي عدد الشهداء الفلسطينيين في غزة إلى 50,944.[485]
- أصيب فلسطينيان برصاص الاحتلال في بلدة بيت فجار جنوب بيت لحم، واندلعت مواجهات بين شبان فلسطينيين وقوات الاحتلال إثر اقتحامها بلدة بيت فوريك شرق نابلس في الضفة الغربية.[486]
- استشهد مدير شرطة غرب مدينة خانيونس المقدم محمد الدرباشي في غارة استهدفت منزله غربي مدينة خانيونس.[487]
- استشهد 3 فلسطينيين بينهم طفل في غارة إسرائيلية على منزل بمنطقة الضابطة الجمركية شرقي خان يونس.[488] وأصيب فلسطينيون في قصف إسرائيلي على خيمة تؤوي نازحين داخل مستشفى شهداء الأقصى في دير البلح وسط قطاع غزة.[489]
- شن جيش الاحتلال الإسرائيلي غارة استهدفت مدرسة سعد بن معاذ بعد إخلائها من النازحين بحي التفاح شرقي مدينة غزة،[490] فيما استهدفت غارة إسرائيلية مدرسة الدحيان بعد إخلائها من النازحين بحي الشيخ رضوان غرب مدينة غزة.[491]
- استشهدت امرأة في إطلاق نار من مسيرة إسرائيلية في جباليا البلد شمالي قطاع غزة.[492]
- أدى قصف إسرائيلي استهدف سيارة غرب مدينة دير البلح وسط قطاع غزة لاستشهاد 7 فلسطينيين وإصابة آخرين.[493]
- الطيران الإسرائيلي يستهدف بصاروخين مبنى الطوارئ في المستشفى المعمداني، ما أدى لتدمير المبنى بالكامل وخروج المستشفى عن الخدمة.[494]
- أصيب فلسطيني برصاص جيش الاحتلال على حاجز فرس الهوى العسكري شمال غرب مدينة الخليل جنوبي الضفة الغربية، واعتدى مستوطنون بالضرب على مواطنين فلسطينيين وأطفالهم في قرية لحلاوة بمسافر يطا في الخليل ما أدى لإصابة طفلتين برضوض.[495]
- استهدفت غارة جوية للطيران الإسرائيلي مبنى بلدية دير البلح وسط قطاع غزة ما أسفر عن استشهاد 3 قتلى وجرح آخرين،[496] فيما وزعم الجيش الإسرائيلي وجهاز الأمن العام (الشاباك) أن الغارة استهدفت مركز قيادة تابعًا لحماس.[497]
- صرح الجيش الإسرائيلي أن الدفاعات الجوية اعترضت صاروخًا أُطلق من غزة،[498] وأثدر جيش الاحتلال لاحقًا إنذارات إخلاء الفلسطينيين في أحياء قيزان النجار، قيزان رشوان، السلام، المنارة، القرين، معن، البطن السمين، جورت اللوت، الفخارية وأحياء بني سهيلا الجنوبية في خان يونس بإخلاء منازلهم وأُبلغ لاحقًا عن غارتين إسرائيليتين في عبسان الكبيرة وخزاعة بخان يونس.[499]
- صرح الجيش الإسرائيلي أن الدفاعات الجوية اعترضت على ما يبدو صاروخًا أطلقه الحوثيون باتجاه إسرائيل،[500] فيما أعلن الحوثيون استهداف قاعدة "سدوت ميخا" شرقي أسدود بصاروخ من طراز "فلسطين2" الفرط صوتي، ومطار بن غوريون" في تل أبيب بصاروخ من طراز "ذو الفقار" وضرب "هدفاً حيوياً" إسرائيلي في منطقة عسقلان بطائرةٍ مسيرة.[501]
- أعلنت جماعة أنصار الله الحوثيون في اليمن إسقاط مسيرة أمريكية من طراز إم كيو 9 ريبر في محافظة حجة.[502]
- وإدعى الجيش الإسرائيلي أنه ضرب أكثر من 90 هدفا وقتل مسلحين في غزة خلال الـ 48 ساعة الماضية بما في ذلك ما سماه مركز قيادة لحماس في حي الدرج ومنطقة التفاح في مدينة غزة، وأسلحة وبنية تحتية أخرى لحماس في ممر موراج ومخيم تل السلطان للاجئين وشمال غزة.[503]
- أعلنت كتائب القسام الجناح العسكري لحماس تفجير منزل مفخخ في قوة إسرائيلية خاصة تسللت إلى شرق مدينة رفح جنوبي قطاع غزة وإيقاع أفرادها بين قتيل وجريح.[504]
- أعلنت سرايا القدس أنها سيطرت على طائرتين مسيرتين من نوع "كواد كابتر" خلال تنفيذهما مهام استخبارية لجيش الاحتلال وسط قطاع غزة.[505]
- أفادت قناة "المسيرة" التابعة لجماعة الحوثيون أن الجيش الأمريكي شن ثلاث غارات على مصنع السواري للسيراميك في مديرية بني مطر بمحافظة صنعاء، وأفادت وزارة الصحة اليمنية التابعة للحوثيين أن الغارة أسفرت عن استشهاد 5 أشخاص وجرح 13 في حصيلة غير نهائية.[506][507]

### 14 أبريل
- أعلنت وزارة الصحة في غزة أن 38 فلسطينياً استشهد وجرح 118 وصلوا إلى المستشفيات في غارات ومجازر إسرائيلية في مختلف أنحاء غزة خلال الـ24 ساعة الماضية، ما يرفع إجمالي عدد الشهداء الفلسطينيين في غزة إلى 50,983.[508]
- هاجم مستوطنون إسرائيليون مركبات المواطنين عند طريق نبع العوجا شمالي مدينة أريحا بالضفة الغربية المحتلة ما أدى لتضرر مركبة.[509]
- أعلنت كتائب القسام أن مقاتليها اشتبكوا مع جيش الاحتلال في شرق الشجاعية، شرق مدينة غزة، وأوقعوهم بين قتيل وجريح.[510]
- وذكرت اللجنة الدولية للصليب الأحمر بأن السلطات الإسرائيلية تحتجز المسعف الفلسطيني "أسعد الناصرة" المفقود منذ الهجوم الإسرائيلي الذي أسفر عن مقتل 15 عاملاً في القطاع الطبي في جنوب غزة قبل ثلاثة أسابيع.[511]
- ونشرت سرايا القدس مشاهد من قنص أحد مقاتليها قناص إسرائيلي كان يعتلي تلة المنطار بحي الشجاعية شرق مدينة غزة.[512]
- وأفادت وسائل إعلام إسرائيلية أن مستوطنة أصيبت في عملية دهس بإصابة مجندة إسرائيلية في عملية دهس قرب مستوطنة "عتنيئيل" الإسرائيلية في الخليل جنوبي الضفة الغربية، وأن المنفذ انسحب من المكان.[513]
- اقتحم جيش الاحتلال الإسرائيلي مستشفى جنين الحكومي شمالي الضفة الغربية المحتلة واعتقل طفلاً فلسطينياً.[514]

### 15 أبريل
- أعلنت وزارة الصحة في غزة أن 38 فلسطينياً استشهد وجرح 118 وصلوا إلى المستشفيات في غارات ومجازر إسرائيلية في مختلف أنحاء غزة خلال الـ24 ساعة الماضية، ما يرفع إجمالي عدد الشهداء الفلسطينيين في غزة إلى 51,000.[515]
- اقتحم أكثر من 1000 مستوطن إسرائيلي متطرف باحات المسجد الأقصى في مدينة القدس المحتلة تحت حماية مشددة من شرطة الاحتلال الإسرائيلي لليوم الثالث على التوالي من "عيد الفصح” العبري.[516]
- وإدعى الجيش الإسرائيلي وجهاز الأمن العام (الشاباك) أنهما قتلا قائداً لكتيبة الشجاعية التابعة لحماس في غارة على الشجاعية قبل يومين.[517] كما زعما أنهما قتلا قائد خلية في كتيبة دير البلح التابعة لقوة النخبة الذي شارك في هجمات السابع من أكتوبر/تشرين الأول في غارة على وسط غزة قبل أسبوعين.[518]
- وذكرت وزارة الصحة اللبنانية أن شخصًا استشهد وجرح 3 آخرين بينهم طفل في غارة إسرائيلية عبر 3 صواريخ موجّهة استهدفت سيارة (رابيد) حمراء في بلدة عيترون قضاء بنت جبيل جنوب لبنان.[519] وإدعى الجيش الإسرائيلي أنه قتل قائد فريق في وحدة العمليات الخاصة التابعة لحزب الله.[520]
- أعلن أبو عبيدة الناطق باسم كتائب القسام فقدان الاتصال مع المجموعة الآسرة للجندي الإسرائيلي الذي يحمل الجنسية الأميركية عيدان ألكسندر بعد قصف مباشر استهدف مكان وجودهم في قطاع غزة.[521]

### 16 أبريل
- أعلنت وزارة الصحة في غزة أن 25 فلسطينيًا استشهدوا وجرح 89 في الغارات والمجازر الإسرائيلية خلال الـ24 ساعة الماضية، مما رفع حصيلة الشهداء الفلسطينيين في غزة منذ بدأ الحرب إلى 51,025.[522]
- وإدعى الجيش الإسرائيلي وجهاز الأمن العام (الشاباك) أنهما قتلا قائدا كبيرا في حماس شارك في هجوم نحال عوز عام 2014 في غارة على مدينة غزة قبل أيام قليلة.[523]
- اعتقلت قوات الاحتلال الصحفي إبراهيم أبو صفية من منزله في قرية بيت سيرا غرب مدينة رام الله.[524]
- استشهد شابين فلسطينيان «محمد عمر محمد زكارنة (23 عاماً) ومروح ياسر راتب خزيمية (19 عاماً)» برصاص الاحتلال منطقة جبلية ببلدة مسلية جنوب جنين، فيما نعتهم سرايا القدس.[525] وإدعى الجيش الإسرائيلي أنه قتل أحد نشطاء الجهاد الإسلامي المنفذون في إطلاق النار في بلدة الفندق عام 2025 في محيط جنين.[526]
- استشهد 3 فلسطينيين وجرح آخرين في قصف طائرات الاحتلال منزلا بمنطقة جباليا النزلة شمالي غزة.[527]
- وقالت قوات الاحتلال الإسرائيلي إن سائحين أميركيين أصيبا بجروح طفيفة بعد أن رشق مسلحون حافلة سياحية بالحجارة وزجاجة طلاء في محيط قرية برقة (رام الله) برام الله.[528]
- استشهد 6 فلسطينيين في قصف إسرائيلي استهدف منزلًا بحي التفاح شرقي مدينة غزة.[529]
- واقتحم مئات المستوطنين الإسرائيليين وعناصر من شرطة الاحتلال المسجد الأقصى في مدينة القدس المحتلة، كما اقتحم عددًا من المستوطنين مقبرة باب الرحمة بمحيط الأقصى وأدوا طقوسا تلمودية فيها.[530]
- واستشهد 10 فلسطينيين في غارة إسرائيلية على منزل في شارع النفق بمدينة غزة.[531][532]
- أعلنت كتائب القسام الجناح العسكري لحماس استهداف 3 دبابات إسرائيلية من “ميركفاه 4” متوغلة قرب مستشفى الوفاء شرق حي التفاح شرق مدينة غزة بقذائف “الياسين 105".[533]
- أغارت طائرة إسرائيلية بدون طيار على سيارة في وادي الحجير جنوبي لبنان ما أدى لاستشهاد شخص، كما ارتفعت حصيلة الغارة التي شنّها الاحتلال بالأمس على سيارة في بلدة عيترون إلى شهيدين بعد استشهاد الجريح الفتى البالغ من العمر 17 عاماً متأثراً بإصابته.[534][535]
- وزعمت قوات الاحتلال الإسرائيلي إنها قتلت أحد عناصر قوة الرضوان في غارة جوية لطائرة مسيرة في القنطرة بمرجعيون.[536]
- وأدت غارة إسرائيلية على بلدة حانين جنوب لبنان لاستشهاد مواطن وإصابة آخر بجروح.[537] وإدعى الجيش الإسرائيلي أنه نفذ غارة بطائرة مسيرة على أحد عناصر حزب الله.[538]
- وحذر المكتب الإعلامي الحكومي في قطاع غزة من دخول الوضع الإنساني في القطاع مرحلة الانهيار الإنساني الكامل بفعل "سياسة الحصار والتجويع الممنهجة التي تفرضها قوات الاحتلال الإسرائيلي على المدنيين".[539]
- استشهد فلسطينيان وجرح 4 آخرون في قصف مسيرة إسرائيلية على فلسطينيين في بلدة القرارة شمالي مدينة خان يونس.[540]
- جرح فلسطينيين بقصف مسيرة إسرائيلية على حي الأمل غربي خان يونس، فيما استشهد مدنيان وجرح آخرين في غارة إسرائيلية على منطقة البركة بمدينة دير البلح وسط قطاع غزة.[541]
- أفرجت السلطات الإسرائيلية عن 10 أسرى فلسطينيين من قطاع غزة اعتقلوا قبل 6 أشهر وسلمتهم إلى اللجنة الدولية للصليب الأحمر ووصلوا لمستشفى شهداء الأقصى حالة صحية سيئة.[542]
- وأدت مجزرة بقصف طائرات الاحتلال الإسرائيلي خيام النازحين في مواصي خان يونس لاستشهاد 15 شخصًا معظمهم من الأطفال وإصابة العشرات.[543]
- وقال الجيش اللبناني إنه اعتقل لبنانيين وفلسطينيين يشتبه في قيامهم بإطلاق الصواريخ باتجاه إسرائيل من جنوب لبنان يومي 22 و25 مارس/آذار.[544]
- وأفادت قناة المسيرة التابعة لأنصار الله الحوثيون بإستشهاد شخص في غارة أمريكية على حي النهضة السكني بمديرية الثورة في صنعاء، كما أفادت بـ 14 غارة أمريكية على منطقة الحفة بمديرية السبعين. وأضافت أن ثلاث غارات أمريكية استهدفت مديرية بني حشيش، واستهدفت القوات الأمريكية مديرية مناخة ومديرية الحزم.[545]
- استشهد 6 فلسطينيين من عائلة واحدة في قصف للاحتلال الإسرائيلي استهدف خيمة تؤوي نازحين في مشروع بيت لاهيا شمالي قطاع غزة.[546]

### 17 أبريل
- أعلنت وزارة الصحة في غزة أن 40 فلسطينيًا استشهدوا وجرح 73 في الغارات والمجازر الإسرائيلية خلال الـ24 ساعة الماضية، مما رفع حصيلة الشهداء الفلسطينيين في غزة منذ بدأ الحرب إلى 51,065.[547]
- استشهد المعتقل الفلسطيني "مصعب عديلي (20 عاماً)" من نابلس في سجون الاحتلال وهو معتقل منذ 22 مارس 2024 ومحكوم بالسجن الفعلي لمدة عام وشهر، ما يرفع عدد الشهداء بين صفوف الأسرى والمعتقلين منذ حرب الإبادة يرتفع إلى 64.[548]
- واقتحم مئات المستوطنين الإسرائيليين منطقة برك سليمان الأثرية في بلدة الخضر جنوبي مدينة بيت لحم، وانتشروا على طول امتداد البرك الثلاثة وأقاموا طقوسا توراتية.[549]
- أدت غارة إسرائيلية على مدرسة الأيوبية التي تؤوي نازحين بمخيم جباليا شمال قطاع غزة لاستشهاد 6 فلسطينيين من بينهم عددًا من الأطفال.[550]
- إندلعت اشتباكات بين شبان فلسطينيين وأجهزة الأمن التابعة للسلطة الفلسطينية في مخيم الأمعري بمدينة البيرة وسط رام الله، وذلك بعد اعتقال السلطة أسيرا محررا خرج من المعتقل قبل أسبوعين.[551]
- قال الناطق باسم منظمة الأمم المتحدة للطفولة (يونيسيف) في فلسطين أن 16 ألف طفل قتلوا في قطاع غزة منذ بداية الحرب أي 27 طفلا يوميًا وأن الوضع خطير في القطاع وأن الأمور "على حافة الهاوية"، وأضاف أن 39 ألف طفل أصبحوا أيتام في غزة.[552]
- استشهد 10 فلسطينيين وجرح آخرين إثر استهداف طائرات الاحتلال الإسرائيلي لخيمة تؤوي نازحين لعائلة “أبو الروس” في خانيونس واشتغلت النيران في الخيام.[553] وإدعى الجيش الإسرائيلي بأنه استهدف أحد نشطاء حماس في مجمع قيادة وسيطرة.[554]
- إدعى الجيش الإسرائيلي بأنه هدم معسكر تدريب تابعًا لحماس تابعًا لكتيبة الشابورة في ممر موراج. كما قال إنه استولى على مخبأ أسلحة ودمر بنى تحتية أخرى لحماس في المنطقة.[555]
- استشهد فلسطيني وجرح آخرين في غارة شنتها مسيرة إسرائيلية على مخيم النصيرات وسط قطاع غزة.[556]
- إدعى الجيش الإسرائيلي وجهاز الأمن العام (الشاباك) أنهما قتلا قائد وحدة التهريب التابعة لحماس في غارة جوية على خان يونس. كما زعم الجيش الإسرائيلي أنه قتل ناشطًا بارزًا في حركة الجهاد الإسلامي في غارة أخرى على خان يونس خلال الأسبوع الماضي، وقصف سلاح الجو الإسرائيلي نحو 110 أهداف في غزة خلال اليومين الماضيين، بما في ذلك مبنى تابع للقوة البحرية لحماس في النصيرات.[557]
- استشهد لبناني في غارة إسرائيلية استهدفت دراجة نارية في بلدة عيترون جنوبي لبنان.[558]
- إدعى الجيش الإسرائيلي أنه قتل نائب قائد قوات حزب الله في بلدة محيبيب في غارة بطائرة بدون طيار في بليدا بلبنان.[559]
- قال الجيش الأمريكي إنه ضرب ميناء رأس عيسى للوقود في غرب اليمن، زاعمًا إنه مصدر وقود للحوثيين.[560] وأفادت وسائل إعلام تابعة للحوثيون أن الغارة أسفرت عن استشهاد أكثر من 80 شخصًا وجرح 100 آخرين.[561]

### 18 أبريل
- استشهد فلسطينيان «جهاد أدهم عديلي (17 عاماً) وسيف غسان عديلي (19 عاماً) برصاص جيش الاحتلال الإسرائيلي خلال اقتحم بلدة أوصرين جنوب نابلس شمالي الضفة الغربية.[562] وإدعت قوات الاحتلال الإسرائيلي أنها قتلت فلسطينيين اثنين وأصابت شخصاً آخر قام بإلقاء الحجارة على سائقي السيارات الإسرائيليين في محيط القرية.[563]
- أعلنت كتائب القسام تفجير 3 عبوات شديدة الانفجار في جرافتين عسكريتين إسرائيليتين من نوع “D9” قبل يومين واستدراج قوة إسرائيلية قرب عين نفق مفخخة وفور وصول أفراد القوة للمكان ونزول عدد من الجنود للداخل وتفجير عين النفق بعدد من العبوات الناسفة وإيقاع عددًا من أفراد القوة بين قتيل وجريح في منطقة قيزان النجار جنوب مدينة خانيونس، كما قالت أنها استهدفت 3 جرافات عسكرية إسرائيلية من نوع “D9” بقذيفة “الياسين 105” وعبوة “شواظ” وعبوة برميلية قبل يوم في نفس المنطقة.[564]
- قال الجيش الإسرائيلي أن الدفاعات الجوية اعترضت صاروخًا باليستيًا أطلقه الحوثيون باتجاه إسرائيل،[565] وأعلنت جماعة الحوثيون تنفيذ عمليات عسكرية استهدفت مطار بن غوريون قرب تل أبيب بصاروخ بالستي فرط صوتي من نوع "ذو الفقار" واستهداف حاملة الطائرات الأميركية "يو إس إس هاري ترومان" في البحر الأحمر، وإسقاط طائرة أميركية نوع إم كيو-9 ريبر في أجواء محافظة صنعاء.[566]
- استشهد 13 فلسطينيا في مجزرة بغارة إسرائيلية استهدفت منزلين جنوبي بلدة بني سهيلا في خان يونس،[567] فيما استشهد فلسطينيان بغارة من مسيّرة على منزل بالقرب من ملعب الاعتصام في المدينة، واستشهد 11 شخصًا وجرح آخرين جرّاء قصف الاحتلال منزلاً يعود لعائلة نصيبو في تل الزعتر.[568]
- استُشهد الصحفي والكاتب الفلسطيني تامر إنصيو "مقداد" وابنته وعدد من أفراد عائلته جرّاء قصف إسرائيلي استهدف منزله في منطقة "تل الزعتر" شمالي قطاع غزة، ما يرفع عدد الشهداء الصحفيين في غزة إلى 213.[569]
- قالت كتيبة جنين التابعة لسرايا القدس أنها فجرت عبوة بدورية إسرائيلية في واد السيلة بجنين في الضفة الغربية المحتلة.[570]
- استشهد لبناني في قصف مسيّرة إسرائيلية استهدفت سيارة في منطقة الغازية عند مدخل مدينة صيدا في لبنان،[571] فيما إدعى الجيش الإسرائيلي أنه قتل عنصرًا من حزب الله مسؤولاً عن نشر شبكات اتصالاته في جميع أنحاء لبنان، وخاصة جنوب نهر الليطاني.[572]
- استشهدت فلسطينية في قصف إسرائيلي على بلدة النصر شمال شرقي رفح جنوبي قطاع غزة.[573]
- استشهد 3 فلسطينيين في غارة إسرائيلية على منزل في شارع السكة بحي الزيتون جنوبي مدينة غزة.[574][575]
- وقالت قناة "المسيرة" التابعة للحوثيون أن الطيران الأمريكي استهدف بعدد من الغارات منطقة الحفا بمديرية السبعين في صنعاء، واستهدففت 6 غارات مديرية بني حشيش و6 غارات على منطقة الصمع في مديرية أرحب شمالي العاصمة صنعاء.[576]
- استشهد 4 فلسطينيين بينهم طفلان إثر قصف مسيرة إسرائيلية على منطقة الصفطاوي شمالي قطاع غزة.[577]
- وإدعى الجيش الإسرائيلي أنه سلاح الجو قصف 40 هدفًا بما في ذلك مواقع للمسلحين، ومبانٍ تستخدمها الجماعات المسلحة ومستودعات أسلحة في غزة خلال اليوم الأخير. كما زعم أنه دمر البنية التحتية لحماس وقتل عددًا من المسلحين خلال كمين في منطقتي تل السلطان والشابورة برفح، ودمر مستودع أسلحة، ووجه ضربات بطائرات مسيرة على المسلحين في شمال غزة.[578]

### 19 أبريل
- أعلنت وزارة الصحة في غزة أن 92 فلسطينيًا استشهدوا وجرح 219 في الغارات والمجازر الإسرائيلية خلال الـ48 ساعة الماضية، مما رفع حصيلة الشهداء الفلسطينيين في غزة منذ بدأ الحرب إلى 51,157.[579]
- قالت قناة "المسيرة" اليمنية التابعة للحوثيين أن الجيش الأمريكي شن سلسلة من الغارات استهدفت مدينة الحديدة شمالي اليمن.[580]
- إندلعت اشتباكات مبين مقاومبن فلسطينيين وقوات الاحتلال أثناء اقتحامها بلدة قفين قرب طولكرم شمالي الضفة الغربية، كما وقعت مواجهات بين قوات الاحتلال وفلسطينيين بعد اقتحامها بلدة بيت فوريك بنابلس.[581]
- واستشهدت امرأة وطفلها في قصف من مسيّرة إسرائيلية على منطقة معن شرقي مدينة خان يونس، فيما استهدفت غارة خيمة تؤوي نازحين من عائلة القاضي في منطقة المواصي بالمدينة ما أسفر عن استشهاد 5 أشخاص، واستهدفت غارة إسرائيلية أخرى خيمة عائلة أبو ندى في ذات المنطقة ما أسفر عن استشهاد 4 أشخاص منهم طفلان.[582]
- أعلنت كتائب القسام تنفيذ كميناً مركباً ضد قوة إسرائيلية متوغلة شرق حي التفاح شرقي مدينة غزة، باستهداف دبابة "ميركافا 4" وجرافة عسكرية من نوع "D9" تابعتين للاحتلال بقذيفتي "الياسين 105" في منطقة جبل الصوراني في الحي نفسه وإيقاع جنود بيت قتيل وجريح.[583]
- أعلنت إسرائيل مقتل جندي من فرقة غزة وإصابة خمسة آخرين، بينهم ثلاثة في حالة خطرة، أثناء قتال حماس في شمال غزة، مما يرفع عدد الجنود الإسرائيليين الذين قتلوا في غزة إلى 408.[584]
- وقالت وزارة الصحة اليمنية التابعة للحوثيون أن 10 أستشهدوا وجرحوا جراء غارات شنها الجيش الأمريكي على أمانة العاصمة ومحافظة صنعاء.[585][586]
- وقالت قناة المسيرة التابعة للحوثيون أن 3 غارات أمريكية استهدفت بالليل جزيرة كمران في اليمن.[587]

### 20 أبريل
- أعلنت وزارة الصحة في غزة أن 44 فلسطينيًا استشهدوا وجرح 145 في الغارات والمجازر الإسرائيلية خلال الـ24 ساعة الماضية، مما رفع حصيلة الشهداء الفلسطينيين في غزة منذ بدأ الحرب إلى 51,201.[588]
- وقالت كتائب القسام الجناح العسكري لحماس أنها نفذت بالأمس كمينًا مركب ضد قوة إسرائيلية في شرق بيت حانون شمالي قطاع غزة، وأوضحت انها استهدفت بقذيفة مضادة للدروع عربة تابعة لقيادة كتيبة جمع المعلومات القتالية في فرقة غزة التابعة للجيش الإسرائيلي.فور وصول قوة الإسناد للإنقاذ تم استهدافها بعبوة مضادة للأفراد وإيقاع أفرادها بين قتيل وجريح.[589]
- استشهد 9 فلسطينيين بينهم نساء وأطفال إثر قصف إسرائيلي منزل عائلة درويش في مخيم النصيرات وسط قطاع غزة، واستشهد 5 مواطنين بقصف لمسيرات إسرائيلية على شارع النخيل في حي التفاح شرقي مدينة غزة.[590]
- استشهد فلسطيني في قصف من مسيرة إسرائيلية على فلسطينيين في بلدة بيت لاهيا شمالي قطاع غزة، كما أصيب آخرون إثر قصف من مسيرة إسرائيلية على مزارعين في بلدة عبسان شرقي مدينة خان يونس.[591]
- أسفر قصف إسرائيلي على شمال شرقي مدينة رفح جنوب قطاع غزة لاستشهاد 5 فلسطينيين.[592]
- استشهد شخص وجرح إثنين جراء غارة شنّتها مسيّرة إسرائيلية استهدفت سيارةً عند أطراف بلدة كوثرية السياد جنوبي لبنان واستشهد مواطن في استهداف الاحتلال الإسرائيلي بصاروخين حي الدير في حولا.[593] وزعم الجيش الإسرائيلي أنه قتل نائب رئيس الوحدة 4400 في حزب الله، المسؤولة عن تهريب الأسلحة إلى لبنان.[594]
- أعلن الجيش اللبناني أنه أحبط "محاولة لإطلاق صاروخ" على إسرائيل من صيدا بلبنان وإلقاء القبض على المتورطين فيه.[595]
- استشهد 3 أشخاص في انفجار جسم من مخلفات صواريخ إسرائيلية داخل آلية للجيش اللبناني على طريق القصيبة - بريقع جنوبي لبنان، فيما شنت طائرات الاحتلال الإسرائيلي سلسلة غارات استهدفت محيط بلدة أرنون واستهدفت بلدات مليتا وسجد وجبل صافي وأطراف بلدة بصليا.[596]
- استشهد فلسطينيين اثنين في غارة إسرائيلية على شارع وادي العرايس بحي الزيتون جنوب مدينة غزة.[597]
- وأسفر استهداف غارة إسرائيلية لمنزل بحي الزيتون جنوبي مدينة غزة عن استشهاد 5 فلسطينيين، وأدى قصف منزل يعود لعائلة نصار في شارع السكة بحي الزيتون لإصابة فلسطينيين ونقلوا إلى مجمع الشفاء الطبي ووصفت حالة بعضهم بالخطيرة.[598]
- واستهدفت قوات الاحتلال صحفيين لدى اقترابهم من محيط مخيم جنين لتغطية هجمات الجيش الاسرائيلي.[599]
- أصيبت طفلة فلسطينية (13 عاما) برصاص حي في الفخذ جراء اقتحام قوات الاحتلال بلدة بيت فوريك شرق مدينة نابلس شمالي الضفة، فيما احتجز مستوطنون إسرائيليون 3 أطفال وقيدوا أيديهم غربي البلدة قبل أن يتمكن سكان من تحريرهم.[600]
- استشهد الأسير الفلسطيني ناصر خليل ردايدة (49 عامًا)بعد نقله من سجن عوفر الإسرائيلي لمستشفى "هداسا" الإسرائيلي وهو معتقل منذ 18 سبتمبر 2023 عقب إصابته برصاص جيش الاحتلال آنذاك.[601]
- وقال جيش الاحتلال الإسرائيلي أنه سلم عدداً من "المدنيين الإسرائيليين" الذين حاولوا دخول غزة إلى الشرطة الإسرائيلية.[602]
- استشهد شاب فلسطيني "سليمان فواز ناصر مناصرة (24 عاماً)" برصاص الاحتلال بعد اشتباك مسلح مع جنود الاحتلال الإسرائيلي عند مدخل مستوطنة “حرميش” الإسرائيلية قرب جنين شمالي الضفة الغربية المحتلة واحتجز جثمانه،[603] وقالت الجيش الإسرائيلي أنه "حيد" مسلحًا فلسطينيًا أطلق النار على نقطة تفتيش تابعة للقوات الإسرائيلية.[604]
- وإذعى الجيش الإسرائيلي أنه نفذ سلسلة من الغارات الجوية في النبطية مستهدفًا منصات إطلاق الصواريخ التابعة لحزب الله والبنية التحتية الأخرى التي تستخدمها المجموعة.[605]
- وأعلنت وزارة الصحة اليمنية التابعة للحوثيين أن حصيلة الغارة الأمريكية على سوق وحي فروة الشعبي ارتفعت إلى 12 شهيداً و30 جريحاً.[606]

### 21 أبريل
- أعلنت وزارة الصحة في غزة أن 39 فلسطينيًا استشهدوا وجرح 62 في الغارات والمجازر الإسرائيلية خلال الـ24 ساعة الماضية، مما رفع حصيلة الشهداء الفلسطينيين في غزة منذ بدأ الحرب إلى 51240.[607]
- وقالت وسائل إعلام يمنية تابعة للحوثيين أن الطائرات الحربية الأميركية شنّت سلسلة غارات استهدفت مديرية الجوبة في محافظة مأرب بغارتين، ومديرية حرف سفيان في محافظة عمران بثلاث غارات وغارة على مديرية المحويت في محافظة المحويت غرب العاصمة صنعاء، و4 غارات على مديرية صرواح في محافظة مأرب واستهدفت بخمس غارات محافظة صعدة شمال اليمن.[608]
- استشهد فلسطيني جراء الاختناق بقنابل الغاز التي أطلقتها قوات الاحتلال الإسرائيلي في بلدة سنجل شمال رام الله في الضفة الغربية المحتلة[609]
- واعتقل جيش الاحتلال الإسرائيلي 20 فلسطينيا في الضفة الغربية المحتلة منذ مساء الأمس منهم صحفي وسيدة وأطفال وأسرى سابقون.[610]
- استشهد 5 أشخاص وجرح آخرين ومفقودين إثر قصف جوي إسرائيلي استهدف مسكنًا لعائلة بركة في بلدة بني سهيلا شرقي مدينة خان يونس جنوبي قطاع غزة،[611] فيما استشهد المواطن نائل حلمي النخالة متأثرا بإصابته التي تعرض لها قبل أيام في استهداف إسرائيلي لبسطة خضار في دير البلح وسط القطاع.،[612]
- واستشهد فلسطيني وزوجته في قصف مسيرة إسرائيلية على خيمة تؤويهم في منطقة المواصي غربي مدينة خان يونس.[613]
- إدعى جيش الاحتلال الإسرائيلي أنه قتل مسلحًا من وحدة الصواريخ التابعة لحركة الجهاد الإسلامي، بزعم مشاركته في هجمات 7 أكتوبر/تشرين الأول، وأضاف أن سلاح الجو الإسرائيلي قصف أكثر من 200 هدف في أنحاء غزة، بما في ذلك خلايا مسلحة ومستودعات أسلحة ومنشآت تُستخدم للأنشطة المسلحة خلال الـ 72 ساعة الماضية.[614]
- اقتحمت قوات الاحتلال الإسرائيلي مدينة نابلس، وبلدة إذنا غرب الخليل من مدخليها الشمالي والجنوبي وأطلقت الرصاص الحي وقنابل الصوت والغاز السام المسيل للدموع بكثافة، وفي مخيم نور شمس شرق مدينة طولكرم، اقتحمت قوات الاحتلال منازل مواطنين وأجبرت نحو 10 عائلات في جبل النصر على إخلاء بيوتها قسرا.[615]
- باستشهاد فلسطينية وإصابة 5 آخرين في قصف من مسيرة إسرائيلية على خيمة تؤوي نازحين غربي مدينة خان يونس.[616]
- اقتحم عشرات المستوطنين الإسرائيليين المسجد الأقصى بحماية من قوات جيش الاحتلال الإسرائيلي، وأدوا طقوسا تلمودية، فيما قام المتطرف وعضو الكنيست السابق “يهودا غليك” بتقديم شروحات تلمودية حول “الهيكل المزعوم” أمام عدد من المقتحمين.[617]
- أعلن الحوثيون في اليمن تنفيذ عمليتين عسكريتين على "هدف حيوي" إسرائيلي في عسقلان وآخر عسكري في أم الرشاش "إيلات" بطائرتين مسيرتين من نوع "يافا" و"صماد1"، واستهداف حاملة الطائرات الأمريكية "ترومان" وقطع تابعة لها شمالي البحر الأحمر بصاروخين مجنحين وطائرتين مسيرتي، واستهداف حاملة الطائرات "فينسون" وقطع حربية لها في البحر العربي بـ 3 صواريخ مجنحة و4 طائرات مسيرة.[618]
- أعلن جيش الاحتلال الإسرائيلي اعتقاله 20 ممن وصفهم ب"المطلوبين" خلال عمليات ليلية في أنحاء الضفة الغربية، وإدعى العثور على مخبأ للعبوات الناسفة في نور شمس وتدميره، كما اعتقل ستة مشتبه بهم لإلقائهم الحجارة في العروب.[619]
- وذكرت وكالة فرانس برس أن القوات الإسرائيلية نشرت النسخة الروبوتية من طائرة كاتربيلر دي 9 التابعة للجيش الإسرائيلي للحرب في غزة.[620][621]
- استشهد 4 فلسطينيين وجرح آخرين في قصف إسرائيلي استهدف خيام نازحين داخل نادي الجزيرة في مدينة غزة.[622]
- أعلنت كتائب القسام الجناح العسكري لحماس استدراج قوة هندسية إسرائيلية لعين نفق مفخخة مسبقًا وفور وصول القوة للمكان تم تفجير عين النفق وإيقاع الجنود بين قتيل وجريح شرق حي التفاح شرق مدينة غزة.[623]

### 22 أبريل
- أفادت قناة "المسيرة" التابعة للحوثيون بأن الجيش الأمريكي شن ثلاث غارات استهدفت العاصمة صنعاء، وثلاث غارات جوية أمريكية استهدفت بمنطقة براش بمديرية سنحان في صنعاء، وغارة أخرى في وقت سابق استهدفت منطقة المحجر بقرية هروب بمديرية الحصن في خولان بصنعاء وغارة أخرى استهدفت مديرية مجزر في محافظة مأرب وسط اليمن.[624]
- اقتحمت قوة كبيرة من الجيش الإسرائيلي بلدة الرام شمالي القدس المحتلة وحاصرت منزل شهيد قبل أن تفجره.[625] وذكرت صحيفة تايمز أوف إسرائيل أن القوات الإسرائيلية هدمت منزل عائلة أحد المسلحين الفلسطينيين في الرام بزعم مشاركته في هجوم دهس بسيارة خارج قاعدة للجيش الإسرائيلي في يوليو/تموز 2024 والذي أسفر عن مقتل جندي وإصابة ثلاثة آخرين.[626]
- أعلنت سرايا القدس الجناح العسكري لحركة الجهاد الإسلامي استهداف بوابل من قذائف الهاون النظامي (عيار 60) قوة هندسة للاحتلال متوغلة شرق حي التفاح بمدينة غزة، شمال القطاع، وسيطرتها على طائرة استطلاع إسرائيلية من نوع "Matrice 350 RTK" خلال تنفيذها مهمات استخبارية متعددة في سماء مدينة خان يونس.[627]
- أعلن الحوثيون إسقاطه طائرة إم كيو-9 ريبر أميركية "أثناء قيامها بتنفيذ مهمات عدائية" في أجواء سواحل محافظة حجة بصاروخ أرض - جو محلي الصنع،كما أعلنوا تنفيذ عمليتين عسكريتين استهدفتا حاملتَي طائرات أميركية "يو إس إس هاري ترومان" و"يو إس إس كارل فينسن" والقطع الحربية التابعة لهما في البحرين الأحمر والعربي، بعدد من الصواريخ المجنحة والطائرات المسيرة.[628]
- قصفت المقاتلات الحربية الإسرائيلية جراج بلدية جباليا النزلة شمال قطاع غزة ما أدى لإخراج مركباته عن الخدمة بشكل كامل.[629]
- وأدت غارة إسرائيلية تستهدف سيارة في منطقة بعورتا قرب الناعمة جنوبيّ العاصمة اللبنانية بيروت ما أدى إلى ارتقاء الشيخ حسين عطوي القيادي في قوات الفجر التابعة للجماعة الإسلامية، كما أستشهد شخص جراء غارة إسرائيلية استهدفت أطراف بلدة الحنية في قضاء صور، وألقت محلقة إسرائيلية قنابل صوتية في أجواء بلدة كفركلا، واستهدفت مدفعية الاحتلال أطراف بلدة شبعا جنوبي البلاد.[630][631]

### 25 أبريل
- أعلنت وزارة الصحة في غزة أن 84 فلسطينيًا استشهدوا وجرح 168 في الغارات والمجازر الإسرائيلية خلال الـ24 ساعة الماضية، مما رفع حصيلة الشهداء الفلسطينيين في غزة منذ بدأ الحرب إلى 51,439.[632]
- واعتقلت قوات الاحتلال الإسرائيلي 4 أسرى فلسطينيين محررون خلال اتفاق وقف إطلاق النار في حرب غزة 2025 من مدينة قلقيلية شمال الضفة الغربية واعتقلت والد وشقيق الأسير المحرر سلطان خلوف من بلدة برقين غرب مدينة جنين.[633]
- وقالت وكالة أسوشيتد برس عن مسؤولين بوزارة الدفاع الأميركية (البنتاغون) أن الحوثيون أسقطوا 7 مسيرات أميركية بقيمة 200 مليون دولار خلال 6 أسابيع.[634]
- وذكرت وسائل إعلام تابعة للحوثيرن أن غارة أميركية استهدفت مديرية الصليف شمال غربي مدينة الحديدة وأن غارتين استهدفتا مديرية بني حشيش في صنعاء واستهدف سلسلة غارات جزيرة كمران في محافظة الحديدة.[635]
- استشهد 5 فلسطينيين من أسرة واحدة هم أب وأم حامل وأطفالهما الثلاثة[ط] في قصف مسيرة إسرائيلية لخيمة كانت تؤويهم في منطقة المواصي غربي مدينة خان يونس جنوبي قطاع غزة.[636][637] وأفادت وسائل إعلام فلسطينية أنهم أقارب للصحفي الفلسطيني رامي أبو طعيمة.[638]
- قال رئيس أركان الجيش الإسرائيلي إيال زمير إن الجيش سيصعد العمليات العسكرية في غزة ل«تضييق الخناق على حركة حماس» خلال جولة ميدانية بمدينة رفح جنوب قطاع غزة.[639]
- استشهد طفل متأثراً بجروح أصيب بها في قصف إسرائيلي على خيمة تؤوي نازحين في المواصي بخان يونس.[640]
- قال المكتب الحكومي بغزة أن نحو 52 حالة وفاة بسبب الجوع وسوء التغذية بينهم 50 طفلاً، وذكر أن أكثر من 60 ألف طفل يعانون من سوء تغذية حاد، بينما يشتكي أكثر من مليون طفل من الجوع اليومي.[641]
- نشرت الشرطة الإسرائيلية مقطع فيديو يزعم اعتقال مسلح ينتمي لحركة الجهاد الإسلامي من قلقيلية في عملية مشتركة مع الجيش الإسرائيلي وجهاز (الشاباك).[642][643]
- استشهدت فلسطينية متأثرة بجروح أُصيبت بها في قصف الاحتلال خياما تؤوي نازحين في مواصي خان يونس.[644]
- استشهدت فلسطينية برصاص طائرة مسيرة إسرائيلية “كواد كوبتر” في حي القصاصيب بمخيم جباليا واستشهد مواطن آخر في غارة إسرائيلية على شارع المنصورة بحي الشجاعية شرق مدينة غزة.[637]
- استشهد الطفل الفلسطيني "عبد الخالق مصعب جبور (17 عاما)" متأثرا بإصابته فث الصدر برصاص الاحتلال الإسرائيلي خلال اقتحام بلدة سالم شرق نابلس.[645]
- واستشهد الصحفي سعيد أمين أبو حسنين متأثرًا بجروحهه إثر استهداف غارة سابقة للاحتلال الإسرائيلي خيمة للصحفيين قرب مستشفى ناصر في خان يونس، والتي أسفرت عن استشهاد الصحفي حلمي الفقعاوي، ما يرفع عدد الصحفيين الشهداء في غزة لـ 212.[646]
- وقال برنامج الغذاء العالمي إن مخزوناته الغذائية في غزة قد نفذت.[647]
- أستشهد مواطن وجرح آخر إثر قصف مدفعي إسرائيلي على شقة سكنية في مخيم البريج وسط قطاع غزة.[648]
- وقالت كتائب القسام أن مقاتلوها تمكنوا بالأمس من قنص 4 من جنود وضباط جيش الاحتلال وإيقاعهم بين قتيل وجريح على شارع العودة شرق بلدة بيت حانون.[649]
- وأعلن الجيش الإسرائيلي أن جندي من قوات الاحتياط أصيب بجروح خطيرة واثنين آخرين بجروح طفيفة بعد أن أطلق مسلحون قذيفة آر بي جي عليهم في حي تل السلطان.[650]
- أُصيب شابان بجروح ورضوض، مساء اليوم الجمعة، إثر تعرضهما للدعس من قبل جيب لقوات الاحتلال الإسرائيلي في بلدة يعبد، جنوب محافظة جنين، شمال الضفة الغربية.[651]
- وقالت وسائل إعلام يمنية تابعة للحوثيين أن الطائرات الأمريكية استهدفت مديرية مدغل الجدعان في مأرب بـ7 غارات وبـ5 غارات مديرية نهم في محافظة صنعاء وأربع غارات على منطقةَ طخية بمديرية مجز بمحافظة صعدة، واستهدفت بأربع غارات منزل بغارة في مناطق البدو الرحل شرق مديرية سحار ما أدى لاستشهاد مواطن وجرح آخر، كما قالت أنها شنت غارات استهدفت مديرية بني مطر بالمحويت وغارة على مديرية الطويلة و4 غارات على منطقة رأس عيسى بمديرية الصليف بالحديدة.[652]

### 26 أبريل
- أعلنت وزارة الصحة في غزة أن 56 فلسطينيًا استشهدوا وصلت جثامينهم للمستشفيات وجرح 108 في الغارات والمجازر الإسرائيلية خلال الـ24 ساعة الماضية، مما رفع حصيلة الشهداء الفلسطينيين في غزة منذ بدأ الحرب إلى 51,495.[653]
- وقال الجيش الإسرائيلي أن دفاعاته الجوية اعترضت صاروخًا باليستيًا أطلقه الحوثيون على إسرائيل قبل دخوله إسرائيل.[654][655] وقال الحوثيون إنهم استهدفوا قاعدة نفاطيم الجوية في منطقة النقب بصاروخ بالستي فرط صوتي نوع "فلسطين 2".[656]
- وأطلقت قوات الاحتلال قد أطلقت وابلًا من الرصاص وقنابل الغاز المُدمع صوب شبان من بلدة سنجل شمال مدينة رام الله ما أدى لإصابة شاب وعشرات آخرين باختناقات خلال تصديهم لمحاولة اقتحام نفذها عدد من المستوطنين لمنطقة جبل التل في البلدة.[657]
- استشهد فلسطيني وجرح آخرين إثر قصف من مسيّرة إسرائيلية على شقة سكنية في مخيم الشاطئ غربي مدينة غزة.[658]
- استشهد 18 فلسطينيين وأصيب آخرون جراء قصف استهدف في وقت مبكر من فجر اليوم السبت منزلًا في حي الصبر جنوبي مدينة غزة.[659]
- استشهد فلسطينيان في قصف من مسيرة إسرائيلية على محيط دوار التعليم شمالي قطاع غزة، واستشهد فلسطيني متأثرا بجروح أصيب بها في قصف إسرائيلي على منزل بخان يونس مساء أمس.[660]
- وقال الجيش الإسرائيلي إن سلاح الجو أسقط طائرة بدون طيار أطلقت باتجاه إسرائيل على ما يبدو من اليمن.[661]
- أصيب عدد من الفلسطينيين في قصف استهدف خيمة لهم في منطقة المواصي غربي مدينة خان يونس، فيما وأصيب 6 أشخاص في قصف البحرية الإسرائيلية مركب صيادين فلسطينيين قبالة بلدة الزوايدة وسط قطاع غزة.[662]
- أعلن الحوثيون في اليمن استهداف هدفين إسرائيليين بمسيّرتين في يافا وعسقلان، كما قالت أنها هاجمت بمسيّرات حاملة الطائرات الأميركية "هاري ترومان".[663]
- أعلنت كتائب القسام أن مقاتليها تمكنوا يوم أمس من استهداف قوة إسرائيلية خاصة تحصنت داخل أحد المنازل بعدد من قذائف آر بي جي و”الياسين 105″ والاشتباك معهم بالأسلحة الرشاشة وإيقاعهم بين قتيل وجريح في حي الشجاعية شرق مدينة غزة.[664]
- استشهد 4 فلسطينيين وأصيب آخرون بقصف طائرات مسيرة للاحتلال الإسرائيلي مواطنين في الزوايدة شمال مدينة دير البلح وسط قطاع غزة.[665]
- أصيب مواطن ان فلسطينيان في هجوم للمستوطنين على بلدة كوبر شمال غرب رام الله وسط الضفة الغربية، فيما أصيب مواطن وزوجته ونجله إثر اعتداء المستوطنين عليهم شمالي الخليل.[666]
- وقال وزير الخارجية في حكومة الحوثيون أن ثلاثة بحارة يحملون الجنسية الروسية أصيبوا جراء غارات أمريكية استهدفت ميناء رأس عيسى في محافظة الحديدة يوم أمس.[667]
- أعلن الجيش الاسرائيلي مقتل جندي قائد فصيلة في الكتيبة 46 من اللواء 401 مدرع وضابط شرطة من وحدة ياماس السرية التابعة لحرس الحدود خلال اشتباكات في حي الشجاعية في مدينة غزة بعد ظهر الأمس.[668]

### 27 أبريل
- أعلنت وزارة الصحة في غزة أن 51 شخصاً على الأقل قتلوا في غارات ومجازر إسرائيلية في مختلف أنحاء غزة خلال الـ24 ساعة الماضية، وأضافت أيضاً 697 حالة وفاة أخرى على الأقل بعد التحقق من استشهاد بعض الأشخاص المفقودين، مما رفع إجمالي عدد القتلى الفلسطينيين في غزة إلى 52243.[669]
- أعلن الجيش الإسرائيلي اعتراض صاروخ أُطلق باتجاه إسرائيل قبل وصوله، وأعلن الحوثيون استهدافهم قاعدة نفاطيم الجوية في منطقة النقب بصاروخ باليستي فرط صوتي.[670]
- جرح 12 فلسطينيًا إثر قصف جوي إسرائيلي على خيمة تؤوي نازحين غربي مدينة خان يونس جنوب قطاع غزة مساء الأمس.[671]
- اعتقلت قوات الاحتلال الإسرائيلي الطفل محمد عبد الغفار جرادات من بلدة سعير شمالي الخليل.[672]
- استشهاد صياد فلسطيني (مصطفى حجازي صالح اللحام) وجرح آخر برصاص البحرية الإسرائيلية في عرض بحر خانيونس أثناء ممارسة عملهم.[673]
- استشهد طفل فلسطيني "يوسف فهمي جمعة قديح (17 عاما)" جراء قصف إسرائيلي على شرقي خانيونس، واستشهد طفل آخر "عاهد محمد صباح" متأثرًا بجروح أصيب بها في قصف من مسيرة إسرائيلية على خيمة تؤوي نازحين في منطقة المواصي بخانيونس.[674]
- استشهد مواطن جرّاء استهدافه من قبل مسيّرة إسرائيلية في مزرعة بين بلدتَي حلتا ووادي خنسا جنوبي لبنان.[675]
- اقتحم مستوطنون إسرائيليون البلدة القديمة بمدينة الخليل في الضفة الغربية واقتحمت قوات الاحتلال بلدة دورا وسط إطلاق نار كثيف وانتشرت في شوارع البلدة واعتلت أسطح عدد من البنايات، واقتحمت مدينة جنين وأرغمت قوات الاحتلال عائلات فلسطينية على النزوح من حي الزهراء.[676]
- وذكرت وكالة فرانس برس أن غارة إسرائيلية أصابت مجموعة من المدنيين بشارع السكة في حي الزيتون، ما أدى إلى مقتل ثلاثة مدنيين.[677]
- استشهد 5 فلسطينيين وأصيب آخرون بقصف من مسيرة إسرائيلية استهدف مجموعة من المدنيين في حي التفاح شرق مدينة غزة، فيما أسفر قصف الإسرائيلي في منطقة وادي العرايس بحي الشجاعية عن استشهاد إمرأتين.[678]
- أعلنت وكالة الأونروا نفاد إمداداتها من الطحين في قطاع غزة، وطالبت إسرائيل بإذخال حوالي 3000 شاحنة لديها محملة بمساعدات منقذة للحياة جاهزة للدخول لغزة.[679]
- أعلنت كتائب القسام أنها استهدفت دبابة “ميركفاه 4” إسرائيلية بقذيفة “الياسين 105” شرق حي التفاح بمدينة غزة، كما أعلنت تمكنها من تفجير عبوة مضادة للأفراد في عدد من جنود الاحتلال وإيقاعهم بين قتيل وجريح شرق حي التفاح.[680] وقالت سرايا القدس استهداف بصاروخ موجه ثكنة عسكرية تابعة لقوات الاحتلال على منزل يتواجد به عدد من الجنود شرق حي التفاح.[681]
- وأصدر الجيش الإسرائيلي إنذارا للمتواجدين في الضاحية الجنوبية لبيروت ومنطقة الحدث بإخلاء مبنى في بيروت زعم إنه منشأة تابعة لحزب الله على مسافة 300 متر على الأقل، وشنت طائرات مسيّرة تابعة له غارات تحذيرية على الموقع المهدد.[682] وفي وقت لاحق استهدفت طائرات الاحتلال الإسرائيلي "هنغاراً" يقع في منطقة الجاموس في الضاحية الجنوبية لبيروت.[683][684] صرّح رئيس الوزراء الإسرائيلي بنيامين نتنياهو ووزير الدفاع الإسرائيلي إسرائيل كاتس بأن جيش الدفاع الإسرائيلي استهدف مستودعًا للصواريخ الدقيقة تابعًا لحزب الله.[685]
- وقال الجيش الإسرائيلي إن سلاح الجو أسقط طائرة بدون طيار أطلقت باتجاه إسرائيل على ما يبدو من اليمن.[686]
- استشهد 5 فلسطينيين وجرح آخرين في قصف للطيران الإسرائيلي قرب مركز تجاري في مدينة دير البلح.[678]
- استشهد عددًا من الفلسطينيين وأصيب آخرون[ي] في مجزرة بقصف الاحتلال كافتيريا الصفطاوي على شارع صلاح الدين قرب مدخل مخيمي النصيرات والبريج، وسط قطاع غزة، فيما استشهد 3 فلسطينيين بينهم سيدة وأصيب آخرين من السكان المدنيين في استهداف طيران الاحتلال الحربي منزلًا مأهولًا بالسكان لعائلة “كوارع” في منطقة “جورة اللوت” جنوبي مدينة خانيونس.[687]
- صرحت الولايات المتحدة الأمريكية بأنها ضربت 800 هدف في اليمن منذ 15 مارس/آذار، وزعمت القيادة المركزية الأمريكية أن الضربات الأمريكية في اليمن قتلت مئات الحوثيين، وعددًا من قادتهم، بمن فيهم كبار مسؤولي الصواريخ والطائرات المسيرة. وإدعت أن الضربات الأمريكية استنفدت قدرات الحوثيين الهجومية، مشيرةً إلى انخفاض إطلاق الصواريخ الباليستية بنسبة 69%، بينما انخفضت هجمات الطائرات المسيرة بنسبة 55%. وأضافت القيادة المركزية الأمريكية أن مهاجمة رأس عيسى منع الحوثيين من استيراد الوقود عبر الميناء، مما أثر على إيراداتهم.[688]

### 28 أبريل
- أعلنت وزارة الصحة في غزة أن 71 فلسطينيًا على الأقل قتلوا وجرح 153 في غارات ومجازر إسرائيلية في مختلف أنحاء غزة خلال الـ24 ساعة الماضية، مما رفع إجمالي عدد القتلى الفلسطينيين في غزة إلى 52,314.[689]
- استشهد 10 فلسطينيين وجرح آخرين جراء قصف الاحتلال منزلا لعائلة أبو مهادي في محيط صالة الطيب غرب مخيم جباليا شمال قطاع غزة.[690]
- وقالت وسائل إعلام يمنية أن قصف أمريكي استهدف مركزا لإيواء المهاجرين الأفارقة في محافظة صعدة شمال اليمن أدى لاستشهاد 68 شخصا وجرح 47 آخرين.[691][692]
- ذكرت وسائل إعلام يمنية تابعة للحوثيون أن غارتين أمريكيتين استهدفتا محيط صعدة وبـ4 غارات مديرية برط العنان في الجوف.[693]
- أدى استهداف طائرات الاحتلال الإسرائيلي منزل لعائلة "الأغا" في خان يونس لاستشهاد 8 مواطنين ومفقودين.[يا][694]
- استشهد 8 أشخاص وجرح آخرين في قصف جوي إسرائيلي على منزل في منطقة السطر الغربي بمدينة خان يونس.[695]
- اقتحم عشرات المستوطنون الإسرائيليون المسجد الأقصى في مدينة القدس المحتلة بحماية من شرطة الاحتلال الإسرائيلي.[696]
- َقال رئيس شركة البنية التحتية للاتصالات في إيران أن إيران أحبطت "واحدة من أكثر الهجمات الإلكترونية شمولاً وتعقيداً" ضد البنية التحتية الإيرانية.[697]
- استشهد 3 فلسطينيين وجرح آخرين في قصف إسرائيلي قرب دوار أبو مازن غربي مدينة غزة.[698]
- اعتقلت قوات الاحتلال الإسرائيلي ثلاثة طلاب من المرحلة الثانوية خلال اقتحامها بلدة جبع جنوب جنين.[699]
- أعلن الدفاع المدني الفلسطيني في غزة نفاد كميات الوقود الخاصة بتشغيل مركباتنا (الإطفاء والإنقاذ والإسعاف) في محافظات جنوب قطاع غزة ما أدى لتوقف 8 مركبات عن الحركة من أصل 12 مركبة.[700]
- أصيب طفل فلسطيني (17 عاما) برصاص قوات الاحتلال الإسرائيلي خلال اقتحامها حي أم الشرايط بمدينة البيرة، واعتقلت القوات شاب خلال اقتحام بلدة العيزرية شمال شرق القدس المحتلة.[701]
- استشهد 9 فلسطينيين بينهم 4 أطفال بقصف مسيّرة إسرائيلية على مفترق الغفري وسط مدينة غزة.[702]
- استشهد 5 فلسطينيين على الأقل بينهم 3 أطفال[يب] وجرح أكثر من 40 آخرون جراء قصف مدفعي إسرائيلي استهدف خيام النازحين في منطقة الإقليمي جنوب مواصي مدينة خانيونس.[703]
- وقال الجيش الإسرائيلي أنه استخدم صواريخ بار لأول مرة لضرب أهداف في جنوب غزة.[704]
- أعلن الحوثيون استهداف حاملة الطائرات الأميركية "هاري ترومان" وقطع حربية تابعة لها بعدد من الصواريخ المجنحة والباليستية والطائرات المسيرة.[705] وقالت البحرية الأمريكية إن طائرة إف-18 سوبر هورنت وجرار سحب سقطا من حاملة الطائرات ترومان في البحر الأحمر، مما أدى إلى إصابة بحار. وقال مسؤول أمريكي إن التقارير الأولية أشارت إلى أن السفينة انعطفت بشدة لتجنب هجمات الحوثيين، مما ساهم في سقوط الطائرة.[706]
- قالت الأمم المتحدة إن 16 مطبخًا مجتمعيًا أغلقت أبوابها في غزة خلال عطلة نهاية الأسبوع بعد نفاد الإمدادات لديها.[707]
- أفادت وسائل إعلام تابعة للحوثيين أن 4 غارات أمريكية استهدفت منطقة بَرَاش شرقي جبل نُقُم شرق صنعاء وغارة على مديرية بلاد الروس جنوبي صنعاء و3 غارات على مديرية حرف سفيان في محافظة عمران، وغارة على منطقة المهاذر في مديرية سحار في صعدة شمالي اليمن.[708]
- وإدعى الجيش الإسرائيلي أنه ضرب خلال الشهر الماضي أكثر من 50 هدفا في لبنان لانتهاكها وقف إطلاق النار وتهديد المدنيين في إسرائيل.[709]

### 29 أبريل
- أعلنت وزارة الصحة في غزة أن 51 فلسطينيًا على الأقل قتلوا وجرح 113 في غارات ومجازر إسرائيلية في مختلف أنحاء غزة خلال الـ24 ساعة الماضية، مما رفع إجمالي عدد القتلى الفلسطينيين في غزة إلى 52,365.[710]
- وذكرت الجزيرة أن قوات الاحتلال هدمت منزلا من طابقين كان يستخدم كمأوى لـ 13 فلسطينيا باستخدام الجرافات وناقلات الجند المدرعة في منطقة زويدين بمسافر يطا.[711]
- استشهد فلسطيني إثر قصف شنته مسيرة إسرائيلية على حي الشجاعية شرقي مدينة غزة وسط قطاع غزة.[712]
- استشهد فلسطيني متأثرا بإصابته قبل أيام في قصف للجيش الإسرائيلي استهدف مدينة خان يونس.[713]
- اعتقلت قوات الاحتلال الإسرائيلي الصحفي الفلسطيني علي سمودي بعد اقتحام منزله وتكسير محتوياته في جنين، واعتقلت 3 شبان من سكن طلابي قرب جامعة النجاح بنابلس شمالي الضفة الغربية.[714]
- أمر وزير الأمن القومي الإسرائيلي اليميني المتطرف إيتمار بن غفير بإغلاق صندوق القدس والوقف في القدس الشرقية.[715]
- استشهد 3 أشخاص جراء قصف شنته مسيّرة إسرائيلية على فلسطينيين في منطقة قيزان النجار في مدينة خان يونس.[716]
- إدعى الجيش الإسرائيلي وجهاز الشاباك أنهما قتلا عنصرًا من حماس من قوات النخبة في لواء دير البلح، الذي قاد عملية التسلل إلى كيسوفيم خلال هجمات 7 أكتوبر، وعنصرًا آخر من حماس كان قائد العمليات في لواء جباليا التابع له، ووجه هجمات استهدفت القوات الإسرائيلية في غزة. كما أعلنا قتل عنصر من الجبهة الشعبية لتحرير فلسطين كان على اتصال بمسلحين في الضفة الغربية، وحول ملايين الشوال للهجمات في غارة منفصلة في مدينة غزة قبل ستة أيام.[717]
- وقالت قوات الاحتلال الإسرائيلي أنها اعتقلت 25 فلسطينيا في إطار عملية عسكرية نفذتها قواتها في أنحاء الضفة الغربية، وزعمت أنها عثرت على أسلحة وعشرات الآلاف من الشواقل في صناديق تابعة للنشطاء.[718]
- وذكرت وكالة فرانس برس أن القوات الإسرائيلية أطلقت سراح مسعف فلسطيني اعتقل أثناء هجومها على سيارة إسعاف في رفح.[719][720]
- وقالت الأمم المتحدة إن ما يقرب من 10 آلاف حالة من سوء التغذية الحاد لدى الأطفال تم تسجيلها في جميع أنحاء غزة، من بينها 1600 حالة من سوء التغذية الحاد الشديد منذ بداية عام 2025. وقالت وزارة الصحة في غزة إن ما لا يقل عن 60 ألف طفل يعانون الآن من أعراض سوء التغذية.[721]
- جرفت قوات الاحتلال الإسرائيلي أراضي المواطنين في بلدة قصرة جنوبي نابلس شمال الضفة الغربية المحتلة.[722]
- استشهد فلسطيني في قصف إسرائيلي على محيط مفرق السنافور بحي التفاح شرقي مدينة غزة.[723]
- استشهد ستة فلسطينيين بينهم طفلان[يج] في قصف إسرائيلي بخيام النازحين قرب بوابة أصداء الغربية في المواصي بخانيونس.[724]
- وقال الجيش الإسرائيلي إن سلاح الجو أسقط طائرة بدون طيار أطلقت على ما يبدو من اليمن باتجاه إسرائيل قبل دخولها.[725]
- ذكرت وسائل إعلام إسرائيلية أن الجيش الإسرائيلي أسقط طائرة مسيرة أثناء محاولتها عبور الحدود المصرية الإسرائيلية، وتم العثور على الأسلحة داخل الطائرة بعد إسقاطها.[726]

### 30 أبريل
- أعلنت وزارة الصحة في غزة أن 35 شخصاً على الأقل استشهدوا وجرح 109 في غارات ومجازر إسرائيلية في مختلف أنحاء غزة خلال الـ24 ساعة الماضية، مما رفع حصيلة القتلى الفلسطينيين في غزة إلى 52400.[727]
- استشهد 3 مواطنين بينهم طفلة وجرح آخرين في قصف إسرائيلي استهدف منزلا جنوبي مخيم النصيرات وسط قطاع غزة.[728]
- اقتحم مستوطنون إسرائيليون متطرفون المسجد الأقصى في مدينة القدس من باب المغاربة تحت حماية مشددة من قوات الاحتلال الإسرائيلي.[729]
- أصيب مواطن فلسطيني ونجله بجراح ورضوض في اعتداء مستوطنون متطرفون عليها خلال رعيهما للأغنام المواشي في خربة يرزا شرقي طوباس شمالي الضفة الغربية.[730]
- وقالت وزارة الدفاع البريطانية إن قوات بريطانية شاركت في عملية مشتركة مع القوات الأميركية ضد هدف حوثي في اليمن.[731][732]
- وزعم البنتاغون أن الولايات المتحدة ضربت أكثر من 1000 هدف مما أسفر عن مقتل مسلحين حوثيين وقادتهم بما في ذلك كبار مسؤولي الصواريخ والطائرات بدون طيار الحوثيين وتقليص قدراتهم.[733]
- استشهد فلسطيني بنيران مسيرة إسرائيلية في شارع النزاز بحي الشجاعية شرقي مدينة غزة.[734]
- استشهد فلسطيني آخر وجرح آخرين في قصف إسرائيلي على منطقة قيزان أبو رشوان جنوبي مدينة خان يونس.[735]
- قالت منظمة أوكسفام وشبكة المنظمات الأهلية في غزة أن تزايد الأوضاع الإنسانية في القطاع صعوبة بشكل كبير منذ 2 مارس/آذار 2023، وأن المخازن التي تحتوي على المواد الغذائية والمستلزمات الإنسانية قد نفدت تمامًا.[736]
- وذكرت قناة الجزيرة أن غارة إسرائيلية ضربت مدينة غزة، مما أدى لمقتل صياد أثناء سحب قاربه إلى الماء.[737]
- وذكرت وكالة وفا أن 12 فلسطينيا استشهدوا في قصف الاحتلال 3 منازل في مخيم النصيرات وسط قطاع غزة.[738]
- أفادت وسائل إعلام تابعة للحوثيين أن الطيران الأميركي شن غارة على مديرية السيل في محافظة الجوف.[739]
- وذكرت وكالة وفا أن طفل فلسطيني «محمود مثقال علي أبو الهيجا (12 عاما)» استشهد برصاص الاحتلال في بلدة اليامون غرب جنين.[740]
- وقالت كتيبة جنين التابعة لسرايا القدس أن مقاتليها فجروا عبوة ناسفة موجهة من نوع سجيل معدة مسبقا في آلية عسكرية للاحتلال الإسرائيلي في بلدة اليامون، واندلعت مواجهات بين المواطنين وقوات الاحتلال الإسرائيلي خلال اقتحامها بلدة بيتا جنوب نابلس.[741] وأعلن الجيش الإسرائيلي عن إصابة جنديين من قوات الاحتياط، أحدهما في حالة حرجة في انفجار عبوة ناسفة على جانب الطريق بالقرب من بيتا.[742]
- وقالت كتائب القسام إنها خاضت معارك ضد قوات الاحتلال شرقي بيت حانون.
- استشهد مواطنة فلسطينية «خلود النجار» متأثرة بإصابتها إثر قصف الاحتلال لمنزلها في قيزان النجار جنوب خان يونس قبل أيام، واستشهدت فلسطينية أخرى متأثرة بجروحها أصيب بها في استهداف طائرة مسيرة إسرائيلية لمجموعة من المواطنين داخل مقهى زيتونة بدير البلح قبل أيام.[743]
- أعلن الحوثيون في اليمن استهداف حاملتَي الطائرات الأميركية "يو أس أس هاري ترومان" و"فينسون"، وعدداً من القطع الحربية التابعة لهما شمالي البحر الأحمر بصواريخ مجنحة وطائرات مسيّرة، وأن العملية أجبرت حاملة الطائرات "ترومان" على المغادرة إلى أقصى شمالي البحر الأحمر باتجاه قناة السويس وإسقاط طائرة من طراز "أف 18"، وإفشال" هجوم جوي العدو" على اليمن، كما قالت أنها هاجمت بطائرات مسيّرة من نوع "يافا" أهداف عسكرية وحيوية إسرائيلية في مناطق يافا وعسقلان.[744]
- وقال مسؤول أمني إن الجيش اللبناني قام بتفكيك أكثر من 90% من البنية التحتية لحزب الله جنوب نهر الليطاني.[745]

## مايو

### 1 مايو
- أعلنت وزارة الصحة في غزة أن 18 شخصاً على الأقل استشهدوا وجرح 77 في غارات ومجازر إسرائيلية في مختلف أنحاء غزة خلال الـ24 ساعة الماضية، مما رفع حصيلة القتلى الفلسطينيين في غزة إلى 52,418.[746]
- اقتحم أكثر من 200 مستوطن إسرائيلي المسجد الأقصى في القدس المحتلة وسط حماية من قوات الاحتلال الإسرائيلي.[747]
- استشهد 3 فلسطينيين وأصيب آخرون في قصف إسرائيلي استهدف بلدة بيت لاهيا شمال قطاع غزة.[748]
- استشهد شاب جراء قصف إسرائيلي على شارع الإسطبل في منطقة المواصي غرب مدينة خان يونس، واستشهد شخص آخر في قصف مسيرة إسرائيلية على منطقة المنارة جنوب المدينة، واستشهدت الطفلة "رقية خالد الشريف" متأثرة بإصابتها بقصف إسرائيلي استهدف منزلًا قبل أيام شرق المدينة.[749]
- اعتقلت قوات الاحتلال الإسرائيلي طالبًا في جامعة بيرزيت على حاجز عسكري شمالي مدينة رام الله وسط الضفة الغربية خلال عودته لمنزله في مدينة نابلس.[750]
- قالت قناة "المسيرة" اليمنية التابعة للحوثيون أن 3 غارات أمريكية استهدفت مديرية كتاف والبقع في محافظة صعدة شمال اليمن.[751]
- استشهد مواطن لبناني وجرح سوريين اثنين في إثر غارة إسرائيلية للاحتلال الإسرائيلي استهدفت سيارة من نوع "بيك آب" على الطريق بين ميس الجبل وبليدا جنوبي لبنان، فيما استشهد لبناني وجرح آخر في غارة إسرائيلية ثانية على ميس الجبل.[752] وزعم الجيش الإسرائيلي أنه شنّ غارتين أسفرتا عن مقتل عنصر من وحدة الرضوان وآخر كان يُجري عمليات مراقبة على طول الحدود.[753]
- أفادت قناة "المسيرة" اليمنية التابعة للحوثيون بأن سلسلة غارات أمريكية استهدفت اليوم مديرية خب والشعف بمحافظة الجوف.[754]
- أدى قصف إسرائيلي استهدف خياما تؤوي نازحين بمدينة دير البلح وسط قطاع غزة أدى لاستشهاد مواطن وإصابة آخرين، وانتشل جثماني شهيدين بعد قصف إسرائيلي على منطقة الشعف بحي التفاح شرقي مدينة غزة،[755] فيما أدى استهداف إسرائيلي لمنزل في مخيم خان يونس جنوبي قطاع غزة لاستشهاد 8 فلسطينيين.[756]
- وذكرت قناة "المسيرة" التابعة للحوثيون أن 5 غارات أمريكية استهدفت محيط مدينة صعدة.[757]
- أعلنت وزارة الصحة في قطاع غزة أن 91% من سكان القطاع يعانون من “أزمة غذائية”، وأن 65% من سكان غزة لا يحصلون على مياه نظيفة صالحة للشرب و92% من الأطفال والمرضعات يعانون من نقص غذائي حاد، مما يشكل تهديدا مباشرا لحياتهم ونموهم.[758]
- وقالت كتائب القسام أنها نفذت كمين مركب ضد قوات الاحتلال في شارع الطيران بحي تل السلطان غرب مدينة رفح في 27 أبريل الماضي، حيث تمكنت من استدراج قوة إسرائيلية مؤللة من 4 جيبات عسكرية من نوع “همر” وشاحنة عسكرية من نوع “أموليسيا” واستهدافها بعبوات “الشواظ” و “العمل الفدائي” وإيقاع جنود بين قتيل وجريح.[759]
- وذكرت قناة "المسيرة" التابعة للحوثيين أن الطائرات الأمريكية شنت مرتين غارات على منطقة عطاني في صنعاء وقصفًا أمريكي استهدف بغارة منطقة عصر بمديرية الوحدة جنوب غربي صنعاء، وغارة على مديرية همدان.[760]
- استشهد الشاب الفلسطيني "علاء شوكد أحمد اخضير (29 عاما)" إثر إصابته برصاص قوات الاحتلال الإسرائيلي خلال اقتحامها بلدة بيتا جنوب نابلس.[761]

### 2 مايو
- وصرح الجيش الإسرائيلي بأنه اعترض صاروخًا باليستيًا أطلقه الحوثيون قبل دخوله إسرائيل، وأفادت وسائل إعلام بإحداث حطام الصاروخ أضرارًا بسقف روضة أطفال في مستوطنة مشمار هعيمق.[762] وأعلن الحوثيون أنهم استهدفوا قاعدة رمات ديفيد الجوية شرق مدينة حيفا بصاروخ باليستي فرط صوتي نوع فلسطين2" وأن إسرائيل فشلت في اعتراضه، وقال الجيش الإسرائيلي أنه اعترض صاروخًا آخر أطلق من اليمن[763] بينما قال الحوثيون إنهم إستهدفوا هدفًا حيوي ثان إسرائيلي في منطقة حيفا.[764][765]
- وأفادت وكالة الأنباء الفلسطينية وفا باستشهاد الشاب الفلسطيني «عمر مصطفى أبو ليل (39 عاما)» برصاص قوات الاحتلال عقب محاصرة منزله في مخيم بلاطة وأن الجيش الإسرائيلي يحتجز جمانه، كما جرحت فتاة برصاص الاحتلال داخل المنزل، وأن الجيش الإسرائيلي منع مركبة إسعاف من الوصول لها.[766]
- واستشهد 9 فلسطينيين إثر غارة إسرائيلية على منزليعود لعائلة أبو زينة في وسط مخيم البريج وسط قطاع غزة.[767]
- استشهد 7 فلسطيينين إثر استهداف طائرات الاحتلال بيت عزاء لعائلة المصري في بيت لاهيا شمالي القطاع.[768]
- استهدف قصف إسرائيلي تكيّة خيرية في مدينة غزة مما أسفر عن استشهاد 5 أشخاص.[769]
- واستُشهد 3 فلسطينيين في غارة إسرائيلية على منزل بمنطقة الشيخ رضوان شمالي مدينة غزة، وتعرضت الأحياء الشرقية للمدينة لقصف مدفعي.[767]
- استشهد 3 فلسطينيين وجرح آخرين جراء قصف إسرائيلي استهدف خيمة تؤوي نازحين في مواصي خان يونس جنوبي قطاع غزة.[770]
- استُشهد 3 أشخاص بينهم طفل في قصف مسيّرة إسرائيلية لمنطقة قيزان النجار في خان يونس، واستُشهد فلسطيني متأثرا بإصابته في قصف سابق على خيام نازحين في منطقة المواصي المكتظة بالنازحين غرب المدينة.[767]
- أصيب 5 أشخاص بجروح جراء غارة شنتها مسيرة إسرائيلية استهدفت غرفتين مسبقتي الصنع بمحيط محطة وقود في بلدة حولا جنوب لبنان.[771]
- وأفادت قناة "المسيرة" التابعة للحوثيين أن ثلاثة أشخاص أصسبوا جراء غارة أمريكية على منطقة عصر في مديرية الوحدة.[772]

### حادث سفينة الحرية "الضمير"
- أصاب هجوم على ما يبدو بطائرة إسرائيلية بدون طيار سفينة مساعدات تابعة لتحالف أسطول الحرية متجهة إلى غزة قبالة سواحل مالطا، مما تسبب في حريق.[773][774] وقالت المجموعة لاحقًا إن السفينة لا تستطيع التحرك خوفًا من الغرق. وأكدت حكومة مالطا لاحقًا سلامة أفراد الطاقم والركاب المدنيين.[775]
- وإدعى الجيش الإسرائيلي أنه قتل زعيم شبكة مسلحة في نابلس.[776]
- أعلن جيش الاحتلال الإسرائيلي مقتل جندي وإصابة 3 جنود آخرين بجروح في حادث سير خلال تنفيذ عملية على الطريق السريع "98" بالقرب من "رامات مجشيميم" في هضبة الجولان المحتلة.[777]
- وأفادت قناة «المسيرة» أن سبع غارات أمريكية استهدفت على ميناء رأس عيسى النفطي بمديرية الصليف في الحديدة.[778]
- وقال الجيش الإسرائيلي أن سلاح الجو أسقط طائرة بدون طيار أطلقت باتجاه إسرائيل على ما يبدو من اليمن.[779]

### 3 مايو
- أعلنت وزارة الصحة في غزة أن 77 شخصاً على الأقل استشهدوا وجرح 275 في غارات ومجازر إسرائيلية في مختلف أنحاء غزة خلال ال48 ساعة الماضية، مما رفع حصيلة القتلى الفلسطينيين في غزة إلى 52,495.[780]
- احتجز مستوطنون إسرائيليون متطرفون بينهم مسلح ثلاثة صحفيين وناشطًا في قرية المغير شمال شرق رام الله، واعتقلت قوات الاحتلال الإسرائيلي أربعة مواطنين من بيت لحم.[781]
- أصيب طفل فلسطيني (13 عامًا) برصاص جيش الاحتلال الإسرائيلي ببلدة الزبابدة جنوب شرق جنين شمالي الضفة الغربية.[782]
- واعتدت مجموعة كبيرة من المستوطنين الإسرائيلييين على منازل مواطنين في تل الريدة بالخليل بينهم منزل ناشط ومنازل عائلتي البايض واغريب، وهاجم مستوطنون مزارعين فلسطينيين في قرية فرخة في سلفيت.[783]
- وقال الجيش الإسرائيلي إنه أسقط صاروخًا أُطلق من اليمن،[784] وقال الحوثيون إنهم استهدفوا هدفًا عسكري جنوب تل أبيب بصاروخ باليستي فرط صوتي نوع "فلسطين 2".[785]
- حذّر مستشفى الكويت التخصصي في مدينة رفح جنوب قطاع غزة من توقف عملياته معلنا أن المخزون الطبي لديه “يكفي بالكاد أسبوع واحد”.[786]
- وأدى استهداف إسرائيلي منزلًا في مخيم خان يونس جنوبي قطاع غزة في مجزرة أدت لاستشهاد 17 فلسطينياً بينهم 3 أطفال.[787][788]
- وقالت قناة "المسيرة" التابعة للحوثيون ان الطيران الأمريكي استهدف بغارة منطقة صرف في مديرية بني حشيش في محافظة صنعاء، وشن 8 غارات على مديرية خب والشعف في محافظة الجوف، و3 غارات على مديرية حرف سفيان بمحافظة عمران.[789]
- استشهد فلسطينيين اثنين وجرح آخرين بنيران مسيرة إسرائيلية استهدفت حي الدرج بمدينة غزة.[790]
- استشهد طفلة فلسطينية "جنان صالح السكافي" جراء سوء التغذية والجفاف في مستشفى الرنتيسي غربي مدينة غزة، وقال المكتب الإعلامي الحكومي بغزة في أن عدد ضحايا التجويع وسوء التغذية الحاد ارتفع إلى 57 منذ بدء الحرب غالبيتهم العظمى من الأطفال وبينهم مرضى وكبار بالسن.[791][792]
- واستشهد نحو 10 فلسطينيين في استهداف منزل عائلة الغطاس في حي الشجاعية شرق مدينة غزة.[793][794]
- استشهدت امرأتين في قصف جوي إسرائيلي على منزل في بلدة الفخاري جنوب شرقي مدينة خان يونس، فيما استشهد صياد فلسطيني جرح آخر برصاص البحرية الإسرائيلية في بحر مدينة غزة.[795]
- واستشهد شخص وجرح آخرين في قصف من مسيرة إسرائيلية على فلسطينيين في منطقة قيزان رشوان جنوبي مدينة خان يونس.[796]
- استشهد شرطي وطفل[يد] وأصيب عدد من عناصر الشرطة الفلسطينية في استهداف طائرات الاحتلال الإسرائيلي عناصر شرطية وشعبية أثناء تصديها العصابات لصوص تحاول سرقة محلات تجارية ومخازن تابعة لمؤسسات دولية وخيرية في شارع الثورة وسط مدينة غزة.[797]
- قالت قناة "المسيرة" التابعة للحوثيين أن الطيران الأمريكي استهدف بغارتين جزيرة كمران وبغارة مديرية الصيف و6 غارات مديرية مدغل في مأرب و8 غارات على مديرية خب والشعف.[798]
- قال جيش الاحتلال الإسرائيلي أنه بصدد إرسال عشرات الآلاف من أوامر الاستدعاء لتعبئة جنود الاحتياط لتوسيع هجومه على غزة بشكل كبير.[799]
- طلب تحالف أسطول الحرية من المجتمع الدولي إنقاذ طاقمه بالسماح للسفينة بالوصول إلى الميناء دون احتجازها.[800]

### 4 مايو
- أعلنت وزارة الصحة في غزة أن 40 شخصاً على الأقل استشهدوا وجرح 125 في غارات ومجازر إسرائيلية في مختلف أنحاء غزة خلال الـ24 ساعة الماضية، مما رفع حصيلة القتلى الفلسطينيين في غزة إلى 52,535.[801]
- أفادت وسائل إعلام يمنية تابعة للحوثيين بأن الطائرات الأمريكية شنت خمس غارات على مديرية مجزر بمأرب، وغارتين على رأس عيسى بالحديدة وثمانية غارات على منطقة طخية بمديرية مجز، وثلاث غارات على مديرية سحار بصعدة شمال البلاد.[802]
- ومن المقرر أن يجتمع مجلس الوزراء الأمني لإسرائيل (الكابينيت) في وقت لاحق لمناقشة توسيع نطاق الحرب في غزة.[803]
- أعلن الجيش الإسرائيلي مقتل جنديين وإصابة اثنين آخرين، أحدهما في حالة حرجة في نفق مفخخ برفح. كما أعلن إصابة جندي احتياطي آخر بجروح خطيرة في حادث آخر شمال غزة في اليوم السابق. وأضاف أن جنديين أصيبا في انفجار بمعسكر للجيش الإسرائيلي في منطقة حي الدرج والتفاح قبل يوم واحد. ووفقًا لتحقيق أولي للجيش الإسرائيلي، يبدو أن الانفجار ناجم عن قذيفة دبابة انفجرت قبل أوانها أثناء إطلاقها. والاحتمال الثاني هو أن قذيفة هاون أصابت المنطقة.[804]
- استشهدت سيدة فلسطينية وأصيب آخرون صباح اليوم الأحد في قصف إسرائيلي استهدف منزلا بحي الأمل غرب خان يونس جنوب غزة.[805]
- استشهد 4 فلسطينيين وجرح آخرين في قصف إسرائيلي استهدف شقة سكنية بمنطقة المواصي غربي خان يونس جنوبي قطاع غزة.[806]
- أصاب صاروخ باليستي أطلقه الحوثيون في اليمن بستانًا بالقرب من طريق وصول، داخل محيط مطار بن غوريون، مما أدى لإصابة ثلاثة أشخاص بجروح طفيفة. وقالت نجمة داوود الحمراء إن شخصين آخرين عولجا بسبب القلق الحاد.[807][807][808][809] وأعلنت جماعة الحوثيين تنفيذ عملية عسكرية استهدفت المطار بصاروخ بالستي فرط صوتي.[810]
- استشهد معتقل إداري فلسطيني "محيي الدين فهمي سعيد نجم (60 عاماً) في مستشفى سوروكا الإسرائيليّ، وقالت هيئة شؤون الأسرى والمحررين ونادي الأسير الفلسطيني أنه معتقل منذ 8/8/2023، وأمضى 19 عاماً في سجون الاحتلال، ما يرفع عدد الشهداء بين صفوف الأسرى والمعتقلين منذ بدء الحرب إلى 66.[811]
- استشهدت فلسطينية وجرح 6 آخرين بينهم أطفال جراء استهداف الاحتلال منزلا لعائلة أبو هويشل بمخيم النصيرات وسط قطاع غزة.[812]
- وزعم الجيش أن سلاح الجو الإسرائيلي ضرب أكثر من 100 هدف في غزة خلال عطلة نهاية الأسبوع بما في ذلك خلايا مسلحة وبنية تحتية للأنفاق ومباني تستخدمها الجماعات المسلحة.[813]
- أصيب فلسطينيين اثنين في قصف إسرائيلي استهدف خيمة نازحين في منطقة عبسان شرق مدينة خان يونس.[814]
- سلمت حماس أحد عناصرها المشتبه في قيامه بإطلاق الصواريخ باتجاه إسرائيل من لبنان في مارس/آذار 2025 إلى الجيش اللبناني.[815]
- أعلنت كتائب القسام تنفيذ كمين بالأمس في مدينة رفح،[816]
- أدت الغارات الإسرائيلية الليلية على محافظة خان يونس إلى مقتل ستة أشخاص من بينهم طفل يبلغ من العمر عامين وطفل يبلغ من العمر خمسة أعوام.[817]
- أعلن الحوثيون في اليمن فرض "حصار جوي" كامل على إسرائيل.[818][819][820]

### 5 مايو
- أعلنت وزارة الصحة في غزة أن 32 شخصاً على الأقل استشهدوا وجرح 119 في غارات ومجازر إسرائيلية في مختلف أنحاء غزة خلال الـ24 ساعة الماضية، مما رفع حصيلة القتلى الفلسطينيين في غزة إلى 52,576.[821]
- استشهد نحو 15 فلسطيني وجرح 10 آخرون في مجزرة باستهداف إسرائيلي لثلاث شقق سكنية في برج الروموز بحي الكرامة شمال غرب مدينة غزة.[822]
- وافقت الحكومة الأمنية الإسرائيلية على خطط لتوسيع الهجوم على غزة وتجديد تسليم المساعدات إلى غزة مع إصلاح الآلية من أجل تقليل تحويل حماس المزعوم للسلع لصالح مقاتليها.[823][824]
- أعلنت كتائب القسام تنفيذ كمين مركب بقوة هندسية إسرائيلية وآليات عسكرية في منطقة الفراحين شرق خان يونس.[825]
- استشهد 4 فلسطينيين وفقد آخرون تحت الأنقاض جراء قصف طائرات الاحتلال الإسرائيلي منزلًا لعائلة "العطار" غرب بيت لاهيا شمال غزة، وأدى قصفا جويًا إسرائيلي استهدف منزلا في منطقة الكرامة شمال غربي مدينة غزة لاستشهاد فلسطينيان وجرح آخرين.[826]
- وقال مسؤول إسرائيلي إن الخطة التي وافقت عليها الحكومة الإسرائيلية تتضمن "احتلال غزة والسيطرة على الأراضي".[827][828]
- قال الجيش اللبناني إن حماس سلمت مسلحًا ثانيًا يشتبه في أنه أطلق الصواريخ باتجاه إسرائيل في مارس 2025.[829]
- قال رئيس الوزراء الإسرائيلي بنيامين نتنياهو إن "سكان غزة سيتم نقلهم من أجل حمايتهم".[830]
- ذكر تحقيق أجراه ااجيش الإسرائيلي إلى أن الجنديين اللذين أصيبا في مدينة غزة قبل يومين ربما أصيبا بنيران صواريخ حماس، وليس بسبب عطل في قذيفة دبابة في البداية.[831]
- هدمت سلطات الاحتلال الإسرائيلي قرية خلة الضبع بمسافر يطا جنوب الخليل، وتضم القرية 25 منشأة تشمل منازل، وآبار مياه، وكهوفا، وغرفا زراعية، وحظائر، وخلايا شمسية.[832]
- استشهد فلسطينيين اثنين في قصف مسيّرة إسرائيلية لمنطقة قيزان رشوان في خان يونس جنوبي قطاع غزة.[833]
- قالت وزارة الصحة في حكومة الحوثيين أن حصيلة الغارات الأمريكية البريطانية على شارع الأربعين في منطقة سعوان في مديرية شعوب شرقي صنعاء إرتفعت إلى 15 جريحاً مدنياً.[834]
- استشهد فلسطينيان في قصف إسرائيلي على بلدة بيت حانون شمالي قطاع غزة.[835]
- وزعم الجيش الإسرائيلي إن غارة جوية في خان يونس قبل يوم واحد دمرت موقعا لإطلاق الصواريخ تابعا لحماس.[836]
- استشهد فلسطينيين اثنين وجرح آخرين في قصف إسرائيلي لمبنى سكني بشارع عمر المختار في مدينة غزة.[837]
- وقال مسؤول إسرائيلي إن إسرائيل تحاول "استغلال" زيارة ترامب إلى الشرق الأوسط لدفع حماس نحو اتفاق بشأن الرهائن.[838]
- وقال مسؤول إسرائيلي إن هجوما إسرائيليا مباشرا على اليمن ردا على هجوم الحوثيين على مطار بن غوريون سيحدث "في المستقبل القريب جدا".[839]
- أستشهد 9 فلسطينيين على الأقل [يه] وأصيب 21 آخرين بجروح جراء غارتين شنتهما مسيّرات إسرائيلية استهدفت دراجة نارية “تكتك” في محيط تبة النويري بمنطقة الحساينة غرب مخيم النصيرات وسيارة مدنية قرب برج النوري وسط المخيم وسط قطاع غزة.[840]
- قالت قناة "المسيرة" التابعة للحوثيين أن الطائرات الأمريكية شنت 3 غارات على منطقة السواد بمحافظة صنعاء و7 غارات استهدفت مديرية الحزم.[841]
- وقالت المتحدثة باسم الجيش الإسرائيلي إفي ديفرين إن الجيش سيطبق "نموذج رفح" في مناطق أخرى من غزة.[842]
- ونفذ سلاح الجو الإسرائيلي غارات جوية في الحديدة.[842] وصرح الجيش الإسرائيلي أنه نفذ غارات جوية في اليمن لما قال أنه ردًا على هجوم الحوثيين على مطار بن غوريون، وزعم أنه استهدفت الغارات التي نفذتها طائرات مقاتلة تابعة لسلاح الجو الإسرائيلي البنية التحتية للحوثيين على طول الساحل اليمني، بما في ذلك ميناء الحديدة ومصنع للخرسانة في باجل، قائلة إنها استُخدمت لأغراض عسكرية.[843] وقالت وسائل إعلام تابعة للحوثيين أن الغارات الأمريكية الإسرائيلية استهدفت ميناء الحديدة بـ6 غارات وعلى مصنع إسمنت باجل جنوبي الحديدة.[844][845] وأفغدت قناة "المسيرة" أن الغارات الإسرائيلية أسفرت عن استشهاد 4 أشخاص وجرح 39 أخرين موضحة أن 16 شخصًا أُصيبوا بغارات على مصنع إسمنت عمران ومواطنين استشهدَا وجرح سبعةٌ آخرون جراءَ استهدافِ محطةَ ذهبان المركزية للكهرباء بمديرية بني الحارث، وأُصيب اثنان في غارات على منطقة عَصِر بمديرية معين واستشهد مواطنًا وأُصيب ثلاثةٌ آخرونَ في غارات على مطار صنعاء الدولي وأن استهداف محطة حِزْيَز المركزية للكهرباء بصنعاءَ، أَدَّى لإصابةِ سبعة مواطنين.[846]
- وأفادت وسائل إعلام يمنية أن الطائرات الإسرائيلية شنت سلسلة غارات استهدفت مرتفعات الشعرة في السلسلة الشرقية شرقي لبنان، وقصفت جرود بلدة سرغايا السورية مقابل الجرود اللبنانية، وأن هناك تحليق مستمر وعلى علو منخفض للطائرات الحربية الإسرائيلية فوق سهل البقاع وأن غارات إسرائيلية استهدفت 4 غرف جاهزة بطيرحرفا.[847]

### 6 مايو
- أعلنت وزارة الصحة في غزة أن 48 شخصاً على الأقل استشهدوا وجرح 142 في غارات ومجازر إسرائيلية في مختلف أنحاء غزة خلال الـ24 ساعة الماضية، مما رفع حصيلة القتلى الفلسطينيين في غزة إلى 52,615 معظمهم أطفال ونساء.[848]
- استشهد فلسطينيين وجرح آخرين في قصف إسرائيلي استهدف منزلا في مخيم النصيرات وسط قطاع غزة.[849]
- استشهد فلسطيني بنيران مسيرة إسرائيلية في بلدة الفخاري جنوب شرقي مدينة خان يونس.[850]
- وأفاد الهلال الأحمر الفلسطيني بأن جنود الاحتلال الإسرائيلي اعتدوا بالضرب على ثلاثة مواطنين في بلدة عبوين شمال رام الله، ما أسفر عن إصابتهم بكدمات وكسور.[851]
- قال المتحدث باسم مستشفى شهداء الأقصى الحكومي في غزة أن جميع مستشفيات قطاع غزة مهددة بالتوقف بسبب منع وصول الوقود.[852]
- * استشهد فلسطيني[يو] جراء استهداف خيمه نازحين في مخيم رحمة بالقرب من المسلخ التركى غرب مدينة خان يونس.[853]
- استشهد فلسطيني[يز] متأثرًا بجروح أصيب بها في قصف إسرائيلي سابق على منطقة المواصي غربي مدينة خان يونس.[853]
- استشهد طفل فلسطيني[يح] بقصف إسرائيلي على منزل خان يونس قبل أيام.[853]
- استشهد فلسطيني جراء استهداف الطيران المروحي مجموعة مواطنين في خزاعة شرقي خان يونس.[853][854]
- استشهد فلسطيني بنيران مسيرة إسرائيلية في منطقة الشعف بحي التفاح شرقي مدينة غزة،[855] واستشهد مواطن بنيران الجيش الإسرائيلي في منطقة العطاطرة شمال غربي بلدة بيت لاهيا بقطاع غزة.[856]
- زعم الجيش الإسرائيلي أنه أسر قائدًا لفصيلة حماس وقائدًا لوحدة قناصة تابعة له أثناء عمليتيهما في رفح قبل عدة أسابيع، واتهم أحدهما بالمشاركة في هجمات 7 أكتوبر/تشرين الأول، كما قال إن أحدهما احتجز رهائن. وأضاف أن جهاز الشاباك استجوب هذين المسلحين من حماس، وحدد موقع بنية تحتية عسكرية مهمة في المنطقة.[857]
- حذر جيش الاحتلال الإسرائيلية الناس من مغادرة منطقة مطار صنعاء الدولي.[858] وفي وقت لاحق، شن غارات على منطقة المطار وإدعى أنه ضربت عدة أهداف في اليمن، بما في ذلك "تعطيل كامل" لمطار صنعاء الدولي والعديد من محطات الطاقة الرئيسية في منطقة صنعاء ومصنع العمران للخرسانة شمال صنعاء، قائلة إنها كانت تستخدم لأغراض مسلحة.[859] وأوضحت المصادر ذاتها أن الهجوم على المطار ركز على مبنى الركاب والمدرج و3 طائرات للخطوط اليمنية.[860]
- طالبت بلدية خان يونس بإدخال الوقود وقالت انها خفضت الخدمات الأساسية في قطاعات المياه والصرف الصحي وترحيل النفايات بسبب نقص الوقود، وأوضحت أن 700 ألف نازح ومقيم في المدينة مهددون بالموت البطيء بسبب تراجع الخدمات.[861]
- قال وزير المالية الإسرائيلي اليميني المتطرف بتسلئيل سموتريش أن غزة سوف "تُدمر بالكامل" قريبًا وأن سكان غزة "سيغادرون بأعداد كبيرة إلى دول ثالثة".[862]
- استشهد 3 فلسطينيين وجرح آخرين في قصف مسيرة إسرائيلية على منطقة غرب دير البلح وسط قطاع غزة[863]
- وقال الجيش اللبناني أن حماس سلمت له فلسطينيا ثالثا يشتبه بتورطه في عمليتي إطلاق صواريخ باتجاه إسرائيل بتاريخي 22 و28 مارس الماضي.[864]
- وذكرت وسائل إعلام تركية أن المخابرات التركية أحبطت هجوما بالطائرة المسيرة في لبنان.[865]
- أدت مجزرة بقصف طيران الاحتلال الإسرائيلي ساحة مدرسة أبو هميسة تؤوي نازحين شرق مخيم البريج وسط قطاع غزة، لاستشهاد 20 مواطنا على الأقل بينهم سبعة أطفال على الأقل وجرح عشرات آخرين بينهم نساء وأطفال.[866][867] وإدعى جيش الاحتلال الإسرائيلي أنه استهدف خلية من مسلحي حماس في مركز قيادة في وسط غزة.[868]
- وقال الرئيس الأمريكي دونالد ترامب أن الضربات الأمريكية في اليمن ستتوقف على الفور، مشيرا إلى أن الحوثيين "أبلغوا إدارته أنهم سيوقفون هجماتهم".[869][870] وأكدت سلطنة عمان أنها توسطت في "وقف إطلاق نار" بين الولايات المتحدة و"السلطات المختصة" في صنعاء، وأن "أياً منهما لن يستهدف الآخر مستقبلاً بما في ذلك السفن الأمريكية في البحر الأحمر ومضيق باب المندب، مما يضمن حرية الملاحة وانسيابية حركة الشحن التجاري الدولي".[871]
- أعلنت سرايا القدس الجناح العسكري لحركة الجهاد الإسلامي إسقاط طائرة مُسيرة إسرائيلية والسيطرة عليها شرقي مدينة غزة.[872]
- استشهد مواطن بغارة من مسيّرة إسرائيلية على سيارة مدنية في كفر رمان جنوبي لبنان.[873]
- وزعم الجيش الإسرائيلي أنه قتل أحد قادة حزب الله في هجوم بطائرة مسيرة في النبطية.[874]
- وأسفرت مجزرة بقصف طائرات حربية إسرائيلبة استهدف للمرة الثانية مدرسة أبو هميسة الشمالية التي تؤوي نازحين في منطقة بلوك 10 بمخيم البريج وسط قطاع غزة لاستشهاد 10 أشخاص بينهم أطفال وجرح أكثر من 50 مواطنًا.[875]

### 7 مايو
- أعلنت وزارة الصحة في غزة أن 38 شخصاً على الأقل استشهدوا وجرح 145 في غارات ومجازر إسرائيلية في مختلف أنحاء غزة خلال الـ24 ساعة الماضية، مما رفع حصيلة القتلى الفلسطينيين في غزة إلى 52,653 معظمهم أطفال ونساء.[876]
- استشهد شخصين وإصابة آخرين إثر غارة إسرائيلية على منزل في بلدة بني سهيلا شرقي مدينة خان يونس جنوب قطاع غزة.[877]
- 3 شهداء بينهم طفلة سقطوا إثر قصف جوي إسرائيلي على خيمة تؤوي نازحين في دير البلح وسط قطاع غزة.[878]
- أسفرت مجزرة بقصف طائرات إسرائيلية منزل لعائلة "القدرة" وسط مدينة خان يونس لاستشهاد 8 أشخاص وجرح 12 آخرون، وذكرت مصادر أن القصف من دون إنذار بقصد القتل العمد، واستشهد 3 أشخاص وجرح 8 على الأقل جراء استهداف الطيران الحربي منزل لعائلة "عبد القادر" في حي تل الزعتر في مخيم جباليا.[879]
- استشهد أحد عناصر كتائب القسام بحماس في غارة شنتها مسيرة إسرائيلية استهدفت سيارة في منطقة الفيلات في مدينة صيدا جنوبي لبنان،[880][881] وزعم الجيش الإسرائيلي بأنه كان قائد عمليات القطاع الغربي لحماس في لبنان.[882]
- أعلنت كتائب القسام تفجير حقل ألغام في قوة إسرائيلية في شارع العودة شرق منطقة الفراحين شرق مدينة خانيونس وإيقاعها بين قتيل وجريح.[883]
- وذكرت صحيفة الغارديان أن شركات بريطانية صدرت آلاف المعدات العسكرية لإسرائيل رغم الحظر.[884][885]
- أعلنت مصادر حقوقية استشهاد الأسير الفلسطيني محمد إسماعيل الأسطول (46 عاما) نتيجة التعذيب في سجون الاحتلال الإسرائيلي.[886]
- أفادت مصادر محلية في غزة باستشهاد الصحفي نور الدين مطر عبده في الشرق نيوز وإذاعة الرأي جراء قصف إسرائيلي خلال تغطيته مجزرة ارتكبتها إسرائيل في مدرسة الكرامة في حي التفاح شرقي غزة، ما يرفع عدد الشهداء الصحفيين إلى 213 صحفياً.[887]
- أعلنت كتائب القسام تنفيذ كمين لقوة إسرائيلية راجلة من 10 جنود وإيقاعها بين قتيل وجريح قرب مفترق المشروع شرق مدينة رفح واستهداف قوة أخرى تحصنت داخل أحد المنازل بنفس المنطقة.[888]
- استشهدت فلسطينية في قصف مسيّرة إسرائيلية محيط سوق الجمعة بحي الشجاعية شرقي مدينة غزة.[889]
- استشهد مواطن في قصف إسرائيلي على حي تل الهوى جنوبي مدينة غزة، وجرح آخرين في قصف إسرائيلي على شارع الحجر بحي التفاح شرق مدينة غزة.[890]
- وقال الجيش الإسرائيلي أن سلاح الجو اعترض طائرة بدون طيار أطلقت على ما يبدو من اليمن باتجاه إسرائيل.[891]
- استشهد 31 فلسطينيًا وجرح آخرين في استهداف طائرات الاحتلال مطعم "التايلاندي" الشهير وسوقًا شعبيًا قريبًا غرب مدينة غزة، واستشهد أكثر من 10 أشخاص وجرح آخرين جراء قصف إسرائيلي استهدف مفترق بلميرا في المدينة.[892][893]
- استشهد الصحفي الفلسطيني يحيى صبيح في مجزرة جيش الاحتلال بقصفه مطعم شعبي غربي مدينة غزة، ما يرفع عدد الشهداء الصحفيين في غزة إلى 214.[894]
- وقال الجيش الإسرائيلي إن صاروخا باليستي أطلق من اليمن سقط خارج إسرائيل.[895]
- أعلنت جماعة أنصار الله الحوثيون مهاجمة مطار رامون في إيلات (أم الرشراش) جنوبي إسرائيل بطائرتين مسيرتين واستهداف هدف حيوي إسرائيلي في منطقة تل أبيب بطائرة مسيرة نوع "يافا"، وحاملة الطائرات الأمريكية هاري ترومان وعددا من القطع الحربية التابعة لها بصاروخ باليستي وعدد من الطائرات المسيرة في البحر الأحمر، وإفشال هجوم جوي كان أمرثكي وسقوط طائرة أميركية من طراز "إف 18".[896][897]
- وقالت اليونان إنها تدعم خطة إعادة إعمار غزة المدعومة عربياً.[898][899]
- أعلن الجيش الإسرائيلي إصابة جندي من وحدة الاستطلاع في لواء غولاني بجروح خطيرة خلال اشتباكات في جنوب قطاع غزة وإصابة جندي آخر من وحدة الاستطلاع واثنان من وحدة الكلاب "عوكيتس" بجروح متوسطة في الحادث نفسه.[900]
- قال المكتب الإعلامي الحكومي في قطاع غزة أن أكثر من 102 فلسطيني قتلوا وأصيب ما يزيد عن 190 آخرين في الغارات الإسرائيلية على مناطق متفرقة من القطاع منذ ساعات الفجر.[901]
- قال الجيش الاسرائيلي أن 4 إسرائيليين أصيبوا بينهم اثنين من جنوده بجروح خطيرة في إطلاق نار على حاجز ريحان شمال الضفة الغربية.[902][903]
- قال جيش الدفاع الإسرائيلي إن مسلحًا فلسطينيًا حاول دهس جنود في محيط الخليل بسيارته، قبل أن يترجل منها ويطعن أفرادًا، ما أدى إلى إصابة أحدهم بجروح متوسطة. وأضاف أن المهاجم أُصيب بالرصاص وأصيب بجروح خطيرة،[904] واستشهد المنفذ «عبد الفتاح عاهد أحمد الحريبات (20 عاماً)» برصاص الاحتلال قرب مدينة الخليل[905]
- وقالت منظمة المطبخ المركزي العالمي إنها أوقفت عملياتها في غزة بعد نفاد الإمدادات.[906]

### 8 مايو
- أعلنت وزارة الصحة في غزة أن 106 أشخاص على الأقل استشهدوا وجرح 367 في غارات إسرائيلية في مختلف أنحاء غزة خلال الـ24 ساعة الماضية، مما رفع إجمالي عدد القتلى الفلسطينيين في غزة إلى 52760.[907]
- استشهدت طفلة فلسطينية "نور هندي رجاء أبو طعيمة (13 عامًا)" وجرح 4 آخرين جراء قصف مدفعي إسرائيلي على خيام النازحين قرب المسلخ التركي غربي مدينة خانيونس، وأصيب صيادين اثنين بنيران الزوارق البحرية الإسرائيلية في بحر مدينة خان يونس[908]
- أصيب طفل في القدم برصاص قوات الاحتلال في محيط مخيم الصمود بمواصي مدينة خان يونس وجرح 4 أشخاص إثر سقوط قذائف مدفعية على خيام النازحين بمنطقة المواصي.[909]
- اقتحمت قوات خاصة إسرائيلية منزلًا في بلدة برطعة غرب جنين شمالي الضفة الغربية وحاصرته، مما أدى لاندلاع اشتباكات مسلحة مع فلسطينيين، وأقدمت جرافات الاحتلال على هدم أجزاء من المنزل خلال العملية.[910]
- استشهد شاب وحرح آخرين في تجدد القصف الإسرائيلي على مدرسة الكرامة في حي التفاح شرقي مدينة غزة.[911]
- اقتحم عشرات المستوطنين الإسرائيليين باحات المسجد الأقصى في القدس المحتلة بحماية مشددة من شرطة الاحتلال الإسرائيلي.[912]
- أستشهد 5 فلسطينيين إثر غارة إسرائيلية على منزل في بيت لاهيا شمالي قطاع غزة.[913]
- استشهد شخصين في قصف إسرائيلي على منزل بحي الشجاعية شرقي مدينة غزة.[914]
- اقتحمت قوات الاحتلال مدارس لوكالة غوث وتشغيل اللاجئين الفلسطينيين (أونروا) في مخيم شعفاط شمال شرقي القدس المحتلة تمهيدا لإغلاقها.
- استشهد شاب وجرح آخرين في قصف إسرائيلي على منزل غربي مخيم النصيرات وسط القطاع، واستشهد فلسطيني وأصيب آخرين في قصف إسرائيلي على مدينة دير البلح وسط القطاع.[915]
- شنّت طائرات جيش الاحتلال الإسرائيلي أكثر من 15 غارة على قضاء النبطية جنوبي لبنان استهدفت بلدات النبطية الفوقا وكفر تبنيت وكفر رمان وعلي الطاهر وقصف مدفعي على مزرعة بسطرة وأطراف شبعان، ونجا ركاب سيارة مدنية بعد إطلاق جيش الاحتلال النار عليها بين بلدتي كفركلا وعديسة واسفرت الغارات عن استشهاد شخص وجرح 8 آخرين بحسب وزارة الصحة اللبنانية.[916] وصرح الجيش الإسرائيلي بأنه استهدف موقعًا للبنية التحتية لحزب الله مستهدفًا مسلحين وأسلحةً وأنفاقًا.[917]
- وقالت الدفاع المدني الفلسطيني في غزة إن 75% من مركباتها نفد منها الوقود.[918]
- وقالت جمعية الهلال الأحمر الفلسطيني أن 41 فلسطينيًا أصيبوا خلال اقتحام قوات الاحتلال الإسرائيلي ل. لبلدة القديمة في مدينة نابلس شمالي الضفة الغربية المحتلة بينهم ستة بالرصاص الحي والآخرين بالاختناق.[919]
- اندلعت اشتباكات مسلحة بين مقومين فلسطينيين وقوات الاحتلال بعد تسلل قوة خاصة إسرائيلية وحصارها لمنزل في بلدة طمون جنوب طوباس بالضفة الغربية.[920] وأصيب شاب وطفل بالرصاص الحي.[921]
- أعلنت كتائب القسام استهداف قوة هندسية إسرائيلية من 12 جندياً كانت تستعدّ لعملية نسف داخل أحد المنازل في محيط مفترق الفدائي بحي التنور شرق مدينة رفح جنوبي قطاع غزة، واستهدافها بقذيفتين مضادتين للأفراد والدروع وانفجار المنزل وإيقاعها بين قتيل ومصاب، كما قالت أنها خاضت "اشتباكات ضارية" مع جنود إسرائيليين وآليات في حي الجنينة شرقي رفح، وأعلنت استهداف قوة إسرائيلية من 7 جنود بعبوة شديدة الانفجار في محيط مسجد عمر بن عبد العزيز بحي التنور شرق المدينة.[922]
- زعم جيش الاحتلال الإسرائيلي أنه قصف أكثر من 150 هدفًا في غزة خلال الـ 72 ساعة الماضية، بما في ذلك خلايا مسلحة، ومبانٍ تستخدمها الجماعات المسلحة، وبنى تحتية أخرى. كما أعلن أنه قتل قائد وحدة إنتاج صواريخ تابعة لحماس في غارة بطائرة مسيرة في دير البلح قبل يوم واحد.[923]
- وإدعى الجبش الإسرائيلي وجهاز الشاباك أنهما قتلا أحد عناصر حماس الذي شارك في اختطاف رهينة إسرائيلي خلال هجمات السابع من أكتوبر/تشرين الأول في غارة جوية على مدينة غزة قبل يوم واحد.[924]
- استشهد 3 أشخاص وجرح آخرين في قصف إسرائيلي غربي مدينة غزة.[925]
- 1
- زعم الجيش الإسرائيلي أن طفلاً إسرائيلياً أصيب بجروح طفيفة على متن حافلة في وادي الأردن التي تعرضت لهجوم بالحجارة.[926]

### 9 مايو
- أصيب شاب وطفل فلسطينيان برصاص جيش الاحتلال الإسرائيلي ببلدة الخضر جنوب مدينة بيت لحم.[927]
- وأعلن الجيش الإسرائيلي أن جنديين من سلاح الهندسة القتالية ووحدة الاستطلاع في لواء غولاني وأصيب ستة آخرون في قتال جنوب غزة.[928][929]
- وقال رئيس المرصد الأورومتوسطي لحقوق الإنسان أن الخطة الأميركية الإسرائيلية للمساعدات في غزة شكل جديد من الحصار والإبادة الجماعية والتهجير القسري وفرض السيطرة وكسب الوقت لصالح إسرائيل وإجبار السكان على النزوح عبر إنهاكهم وتجويعهم، وأنها تهدف لإسناد توزيع مساعدات محدودة في غزة لشركات دولية هي مناورة مدروسة لتقنين والتجويع وأن إسرائيل كلفت مؤسسة يترأسها الأرمني ديفيد بابازيان المتهم بالفساد بالمشاركة في أجندتها لتهجير وإخضاع الفلسطينيين عبر الغذاء.[930]
- قصفت طائرات الاحتلال الحربية منزلا لعائلة حمدان في محيط مسجد الشهداء شرق مخيم النصيرات وسط قطاع غزة ما أدى لاستشهاد فلسطيني "رشاد أبو حية" وزوجته وطفلهما الرضيع "عمرو" وقصفت طائرة مسيرة للاحتلال شقة سكنية في عمارة "المتميزون" بحي الرمال في مدينة غزة مما أدى لاستشهاد فلسطيني "جاسر شامية" وإصابة آخرين.[931]
- قال السفير الأمريكي لدى إسرائيل مايك هاكابي إن الرئيس الأمريكي دونالد ترامب أمر بإدخال المساعدات إلى غزة في أقرب وقت ممكن.[932]
- باستشهاد فلسطيني متأثرا بإصابته جراء قصف إسرائيلي استهدف محيط فندق الأمل غربي مدينة غزة[933]
- باستشهاد صياد وإصابة آخر بنيران الاحتلال الإسرائيلي شمال غرب مدينة غزة.[934]
- اعتقلت قوات الاحتلال الإسرائيلي 4 فلسطينيين خلال اقتحامات متفرقة في مدينة الخليل جنوبي الضفة الغربية.[935]

### 15 مايو
- ادعت قوات الاحتلال الإسرائيلية إنها عثرت على أسلحة في طوباس وبرطعة .
- استشهد ما لا يقل عن 115 فلسطينيًا بينهم نساء وأطفال في الغارات الإسرائيلية على غزة.

### 16 مايو
- ضرب هجوم إسرائيلي خان يونس، مما أسفر عن استشهاد 12 شخصاً بينهم صحفي. [936]

### 22 مايو
- حاصرت القوات الإسرائيلية مستشفيين في شمال غزة. [937]
- أصابت غارة إسرائيلية مستودعًا يستخدم كمأوى للنازحين الفلسطينيين في دير البلح، مما أسفر عن استشهاد تسعة أشخاص على الأقل من بينهم طفل يبلغ من العمر 7 سنوات.[938]
- مستوطنون إسرائيليون أضرموا النار في مركبة في بلدة عقربا بنابلس، وحاولوا إحراق مسجد في المنطقة. وكتبوا كتبات بالعبرية على جدرانه الخارجية.[939]
- أعادت إسرائيل اعتقال ثلاثة سجناء فلسطينيين تم إطلاق سراحهم كجزء من اتفاقية الرهائن، بما في ذلك أحد نشطاء الجهاد الإسلامي الذي حُكم عليه بالسجن مدى الحياة بسبب زعم إسرائيل أنه اطلاق نار أدى إلى مقتل فتاة تبلغ من العمر سبع سنوات في عام 2003.[940]
- قالت قوات الاحتلال الإسرائيلية إنها هدمت منزل أحد المقومين الفلسطينيين الذي قتل إسرائيلياً خلال العمليات الليلية في باقة الحطب.[941]
- اعتقلت الشرطة الإسرائيلية ثلاثة فلسطينيين بتهمة إدعاء إطلاق النار على عدة حيوانات مما أدى إلى وفاتها، ومعاملة الحيوانات بقسوة، وحيازة أسلحة غير قانونية. [942]

## الملاحظات
قالب:مراجع